# Пол Морфи
Пол Чарлс Морфи (на английски: Paul Charles Morphy) е американски шахматист, един от най-добрите на 19 век и безспорно най-добрият през годините 1858 – 1861. Считан за един от некоронованите световни шампиони на 19 век. От 1848 до 1869 г. са записани 463 негови официални партии, от които 184 победи, 17 ремита и 25 загуби. Така общият му резултат 85,2 % успеваемост е ненадминат световен рекорд.

## Ранни години
Морфи е роден в Ню Орлиънс, Луизиана в богато и уважавано семейство. Баща му Алонсо Майкъл Морфи е известен адвокат, заемал ред важни държавни длъжности. Майка му Луиз Терез льо Карпентие е даровита в музикално отношение дъщеря на видно френско семейство. Малкият Морфи израства в атмосфера на цивилизованост, където шахматът и музиката често са центърът на неделните семейни сбирки.
От малък Морфи прави впечатление на близките си със силата на паметта си. Той с лекота усвоява всяко ново знание и се справя учудващо лесно с всичко в училище.
Според чичо си Ърнест малкият Пол се е учил сам да играе шах, гледайки играта на другите. Веднъж когато Ърнест и Алонсо играят, малкият Пол предлага продължение на партията, което печели играта. Не подозирайки, че той знае дори правилата, а още по-малко – шахматна стратегия, играчите са крайно учудени. Морфи възстановява позицията на дъската и доказва правотата си. Роднините му бързо се убеждават, че в него има неразкрит талант и го насърчават да се занимава с шахмат. На дванадесетгодишна възраст той среща унгарския шахматист Льовентал, който е на посещение в Ню Орлиънс и го побеждава с три победи, без загуба или равен (+3,-0,=0). Според други източници резултатът е (+2,-0,=1).
След 1850 г. Морфи дълго време не играе шах. През 1854 г. завършва колежа „Спринг хил“ в Мобайл, Алабама, където остава една допълнителна година да учи математика и философия. От там той получава диплома с най-високи оценки. След колежа е приет да учи право в Университета в Луизиана, където се дипломира през април 1857 г.
На тази възраст Морфи все още няма право да упражнява професията си, така той се оказва с много свободно време. През есента на 1857 г. Морфи е поканен и приема да участва в Първия американски шахматен конгрес, проведен в Ню Йорк. На състезанията той побеждава с лекота всички свои съперници, като на финала се налага убедително над силния германски шахматист Луис Паулсен с резултат (+5,-1,=0). Морфи е провъзгласен за шампион на САЩ, но тази неочаквана слава не повлиява поведението му.

## Морфи заминава за Европа
Скоро след завръщането си в Ню Орлиънс, Морфи е поканен на международен шахтурнир в Бирмингам, Англия през лятото на 1858 г. Все още твърде млад да започне адвокатска кариера, той приема и заминава за Англия. Вместо да участва на турнира обаче, той играе мачове с всички водещи английски шахматисти, освен Хауард Стаунтон, които спечелва с лекота. Стаунтон отначало обещава мач с Морфи, но след като става свидетел на неговата игра се отказва.
Търсейки нови съперници, Морфи прекосява Ламанша. В Париж, в „Кафе дьо ла Режанс“, което е центърът на шахмата във Франция, той играе мач срещу професионалния шахматист Даниел Хорвиц, побеждавайки го с гръм и трясък. Сериозно болен, Морфи настоява да играе мач с гостуващия германски майстор Адолф Андерсен, считан от мнозина за един от водещите европейски шахматисти. Въпреки болестта си, Морфи побеждава лесно със седем победи, две загуби и два равни. Запитан за мача, Андерсен отговаря, че е бил честно победен от един силен противник, по негово мнение – най-силния, играл някога тази игра, по-силен и от прочутия френски шампион Лабурдоне.
Във Франция, както и Англия, Морфи играе много сеанси на едновременна игра, включително и блинд сеанси срещу осем съперника, побеждавайки с много добри резултати.

## Завръщане в САЩ
В САЩ Морфи е очакван с ентусиазирано посрещане. Обявявайки желанието си да даде в аванс пешка и 1 ход на произолен шахматист в света, Морфи се отказва от сериозни срещи. Той отклонява поканите на Паулсен (1859 и 1860) и И. Колиш (1861 и 1863), ограничавайки се с лесни партии.
Към 1861 г. се отнася епизод от живота на Морфи с картината „Шахматисти“ на германския художник Мориц Ретч (създадена през 1830-те години). Картината изобразява Дявола, който играе шах срещу младеж в присъствието на неговия ангел пазител. Докато е бил на гости у преподобния Р. Р. Харисън в Ричмънд, Морфи възпроизвежда позицията от картината и обявява, че е готов да защити позицията на младежа, за когото преди това се смята, че е загубил. Той изпълнява обещанието си, довеждайки играта до равенство.
Посещавайки Париж през 1863 г., Морфи изиграва серия от леки партии с Монгредиен и Ривиер (също и анализира с тях редица позиции за съвместно замислен дебютен наръчник). От средата на 1860-те години и до края на живота си Морфи страда от сериозно психично заболяване.

## Стил или стратегия
Съвременниците на Морфи обясняват успехите му с неговия изключителен комбинационен талант, но партиите от мача П. Морфи – Адолф Андерсен, най-добрите шахматисти от онова време, свидетелстват, че превъзходството на Морфи се проявява главно в стратегията. В комбинационната игра Андерсен не отстъпва на Морфи.
Като първостепенна задача Морфи счита бързата мобилизация на фигурите и получаването на превес в развитието. За избягване на загубата на темп или за създаване на трудности в развитието на съперника той прибягва до жертви. Морфи ловко и точно използва слабозабележимите загуби на темп и при размени на фигури. Играейки с белите фигури, той създава предпоставки за атака още в дебюта, а с черните се стреми да вземе инициативата. Морфи придава важно значение на пешечния център. Разполагайки с превес в развитие и пространство, той предприема пешечен пробив, обикновено свързан с жертва на 1 – 2 пешки. Жертвите на Морфи са основани главно на общи позиционни съображения. При пешечните пробиви той цели откриването на линии – вертикали и диагонали, по които фигурите му придобиват неочаквана сила. В зоната на атаката той винаги има значителен фигурен превес. Много от партиите му завършват с пряка атака на царя, придружена с комбинационен удар. Атаката обаче не е единствената цел на Морфи. Ако е изгодно той опростява позицията, разменя дамите, предпочитайки позиционно предимство в ендшпила пред неясни усложнения в мителшпила, като при това демонстрира висока техника на разиграването.
Без да остави литературно наследство, с творчеството си Морфи разработва принципите и стратегията на откритите позиции.
„Силата на Морфи се състои в дълбоко обмислената позиционна игра с предимно агресивен характер“. А. Алехин.
„И досега Морфи остава ненадминат майстор на откритата игра. Доколко голям е неговият принос се вижда от това, че след него не е създадено нищо съществено в тази област“. М. Ботвиник.
Боби Фишер от своя страна смята Морфи за най-добрия играч на всички времена.
|   | a | b | c | d | e | f | g | h |   |
| 8 | черен топ на бяло поле a8 · черен кон на черно поле b8 · черен цар на бяло поле e8 · черен офицер на черно поле f8 · черен топ на черно поле h8 · черна пешка на черно поле a7 · черна дама на черно поле e7 · черна пешка на бяло поле f7 · черна пешка на черно поле g7 · черна пешка на бяло поле h7 · черна пешка на бяло поле c6 · черен кон на черно поле f6 · черна пешка на бяло поле b5 · черна пешка на черно поле e5 · бял офицер на черно поле g5 · бял офицер на бяло поле c4 · бяла пешка на бяло поле e4 · бяла дама на бяло поле b3 · бял кон на черно поле c3 · бяла пешка на бяло поле a2 · бяла пешка на черно поле b2 · бяла пешка на бяло поле c2 · бяла пешка на черно поле f2 · бяла пешка на бяло поле g2 · бяла пешка на черно поле h2 · бял топ на черно поле a1 · бял цар на черно поле e1 · бял топ на бяло поле h1 | черен топ на бяло поле a8 · черен кон на черно поле b8 · черен цар на бяло поле e8 · черен офицер на черно поле f8 · черен топ на черно поле h8 · черна пешка на черно поле a7 · черна дама на черно поле e7 · черна пешка на бяло поле f7 · черна пешка на черно поле g7 · черна пешка на бяло поле h7 · черна пешка на бяло поле c6 · черен кон на черно поле f6 · черна пешка на бяло поле b5 · черна пешка на черно поле e5 · бял офицер на черно поле g5 · бял офицер на бяло поле c4 · бяла пешка на бяло поле e4 · бяла дама на бяло поле b3 · бял кон на черно поле c3 · бяла пешка на бяло поле a2 · бяла пешка на черно поле b2 · бяла пешка на бяло поле c2 · бяла пешка на черно поле f2 · бяла пешка на бяло поле g2 · бяла пешка на черно поле h2 · бял топ на черно поле a1 · бял цар на черно поле e1 · бял топ на бяло поле h1 | черен топ на бяло поле a8 · черен кон на черно поле b8 · черен цар на бяло поле e8 · черен офицер на черно поле f8 · черен топ на черно поле h8 · черна пешка на черно поле a7 · черна дама на черно поле e7 · черна пешка на бяло поле f7 · черна пешка на черно поле g7 · черна пешка на бяло поле h7 · черна пешка на бяло поле c6 · черен кон на черно поле f6 · черна пешка на бяло поле b5 · черна пешка на черно поле e5 · бял офицер на черно поле g5 · бял офицер на бяло поле c4 · бяла пешка на бяло поле e4 · бяла дама на бяло поле b3 · бял кон на черно поле c3 · бяла пешка на бяло поле a2 · бяла пешка на черно поле b2 · бяла пешка на бяло поле c2 · бяла пешка на черно поле f2 · бяла пешка на бяло поле g2 · бяла пешка на черно поле h2 · бял топ на черно поле a1 · бял цар на черно поле e1 · бял топ на бяло поле h1 | черен топ на бяло поле a8 · черен кон на черно поле b8 · черен цар на бяло поле e8 · черен офицер на черно поле f8 · черен топ на черно поле h8 · черна пешка на черно поле a7 · черна дама на черно поле e7 · черна пешка на бяло поле f7 · черна пешка на черно поле g7 · черна пешка на бяло поле h7 · черна пешка на бяло поле c6 · черен кон на черно поле f6 · черна пешка на бяло поле b5 · черна пешка на черно поле e5 · бял офицер на черно поле g5 · бял офицер на бяло поле c4 · бяла пешка на бяло поле e4 · бяла дама на бяло поле b3 · бял кон на черно поле c3 · бяла пешка на бяло поле a2 · бяла пешка на черно поле b2 · бяла пешка на бяло поле c2 · бяла пешка на черно поле f2 · бяла пешка на бяло поле g2 · бяла пешка на черно поле h2 · бял топ на черно поле a1 · бял цар на черно поле e1 · бял топ на бяло поле h1 | черен топ на бяло поле a8 · черен кон на черно поле b8 · черен цар на бяло поле e8 · черен офицер на черно поле f8 · черен топ на черно поле h8 · черна пешка на черно поле a7 · черна дама на черно поле e7 · черна пешка на бяло поле f7 · черна пешка на черно поле g7 · черна пешка на бяло поле h7 · черна пешка на бяло поле c6 · черен кон на черно поле f6 · черна пешка на бяло поле b5 · черна пешка на черно поле e5 · бял офицер на черно поле g5 · бял офицер на бяло поле c4 · бяла пешка на бяло поле e4 · бяла дама на бяло поле b3 · бял кон на черно поле c3 · бяла пешка на бяло поле a2 · бяла пешка на черно поле b2 · бяла пешка на бяло поле c2 · бяла пешка на черно поле f2 · бяла пешка на бяло поле g2 · бяла пешка на черно поле h2 · бял топ на черно поле a1 · бял цар на черно поле e1 · бял топ на бяло поле h1 | черен топ на бяло поле a8 · черен кон на черно поле b8 · черен цар на бяло поле e8 · черен офицер на черно поле f8 · черен топ на черно поле h8 · черна пешка на черно поле a7 · черна дама на черно поле e7 · черна пешка на бяло поле f7 · черна пешка на черно поле g7 · черна пешка на бяло поле h7 · черна пешка на бяло поле c6 · черен кон на черно поле f6 · черна пешка на бяло поле b5 · черна пешка на черно поле e5 · бял офицер на черно поле g5 · бял офицер на бяло поле c4 · бяла пешка на бяло поле e4 · бяла дама на бяло поле b3 · бял кон на черно поле c3 · бяла пешка на бяло поле a2 · бяла пешка на черно поле b2 · бяла пешка на бяло поле c2 · бяла пешка на черно поле f2 · бяла пешка на бяло поле g2 · бяла пешка на черно поле h2 · бял топ на черно поле a1 · бял цар на черно поле e1 · бял топ на бяло поле h1 | черен топ на бяло поле a8 · черен кон на черно поле b8 · черен цар на бяло поле e8 · черен офицер на черно поле f8 · черен топ на черно поле h8 · черна пешка на черно поле a7 · черна дама на черно поле e7 · черна пешка на бяло поле f7 · черна пешка на черно поле g7 · черна пешка на бяло поле h7 · черна пешка на бяло поле c6 · черен кон на черно поле f6 · черна пешка на бяло поле b5 · черна пешка на черно поле e5 · бял офицер на черно поле g5 · бял офицер на бяло поле c4 · бяла пешка на бяло поле e4 · бяла дама на бяло поле b3 · бял кон на черно поле c3 · бяла пешка на бяло поле a2 · бяла пешка на черно поле b2 · бяла пешка на бяло поле c2 · бяла пешка на черно поле f2 · бяла пешка на бяло поле g2 · бяла пешка на черно поле h2 · бял топ на черно поле a1 · бял цар на черно поле e1 · бял топ на бяло поле h1 | черен топ на бяло поле a8 · черен кон на черно поле b8 · черен цар на бяло поле e8 · черен офицер на черно поле f8 · черен топ на черно поле h8 · черна пешка на черно поле a7 · черна дама на черно поле e7 · черна пешка на бяло поле f7 · черна пешка на черно поле g7 · черна пешка на бяло поле h7 · черна пешка на бяло поле c6 · черен кон на черно поле f6 · черна пешка на бяло поле b5 · черна пешка на черно поле e5 · бял офицер на черно поле g5 · бял офицер на бяло поле c4 · бяла пешка на бяло поле e4 · бяла дама на бяло поле b3 · бял кон на черно поле c3 · бяла пешка на бяло поле a2 · бяла пешка на черно поле b2 · бяла пешка на бяло поле c2 · бяла пешка на черно поле f2 · бяла пешка на бяло поле g2 · бяла пешка на черно поле h2 · бял топ на черно поле a1 · бял цар на черно поле e1 · бял топ на бяло поле h1 | 8 |
| 7 | черен топ на бяло поле a8 · черен кон на черно поле b8 · черен цар на бяло поле e8 · черен офицер на черно поле f8 · черен топ на черно поле h8 · черна пешка на черно поле a7 · черна дама на черно поле e7 · черна пешка на бяло поле f7 · черна пешка на черно поле g7 · черна пешка на бяло поле h7 · черна пешка на бяло поле c6 · черен кон на черно поле f6 · черна пешка на бяло поле b5 · черна пешка на черно поле e5 · бял офицер на черно поле g5 · бял офицер на бяло поле c4 · бяла пешка на бяло поле e4 · бяла дама на бяло поле b3 · бял кон на черно поле c3 · бяла пешка на бяло поле a2 · бяла пешка на черно поле b2 · бяла пешка на бяло поле c2 · бяла пешка на черно поле f2 · бяла пешка на бяло поле g2 · бяла пешка на черно поле h2 · бял топ на черно поле a1 · бял цар на черно поле e1 · бял топ на бяло поле h1 | черен топ на бяло поле a8 · черен кон на черно поле b8 · черен цар на бяло поле e8 · черен офицер на черно поле f8 · черен топ на черно поле h8 · черна пешка на черно поле a7 · черна дама на черно поле e7 · черна пешка на бяло поле f7 · черна пешка на черно поле g7 · черна пешка на бяло поле h7 · черна пешка на бяло поле c6 · черен кон на черно поле f6 · черна пешка на бяло поле b5 · черна пешка на черно поле e5 · бял офицер на черно поле g5 · бял офицер на бяло поле c4 · бяла пешка на бяло поле e4 · бяла дама на бяло поле b3 · бял кон на черно поле c3 · бяла пешка на бяло поле a2 · бяла пешка на черно поле b2 · бяла пешка на бяло поле c2 · бяла пешка на черно поле f2 · бяла пешка на бяло поле g2 · бяла пешка на черно поле h2 · бял топ на черно поле a1 · бял цар на черно поле e1 · бял топ на бяло поле h1 | черен топ на бяло поле a8 · черен кон на черно поле b8 · черен цар на бяло поле e8 · черен офицер на черно поле f8 · черен топ на черно поле h8 · черна пешка на черно поле a7 · черна дама на черно поле e7 · черна пешка на бяло поле f7 · черна пешка на черно поле g7 · черна пешка на бяло поле h7 · черна пешка на бяло поле c6 · черен кон на черно поле f6 · черна пешка на бяло поле b5 · черна пешка на черно поле e5 · бял офицер на черно поле g5 · бял офицер на бяло поле c4 · бяла пешка на бяло поле e4 · бяла дама на бяло поле b3 · бял кон на черно поле c3 · бяла пешка на бяло поле a2 · бяла пешка на черно поле b2 · бяла пешка на бяло поле c2 · бяла пешка на черно поле f2 · бяла пешка на бяло поле g2 · бяла пешка на черно поле h2 · бял топ на черно поле a1 · бял цар на черно поле e1 · бял топ на бяло поле h1 | черен топ на бяло поле a8 · черен кон на черно поле b8 · черен цар на бяло поле e8 · черен офицер на черно поле f8 · черен топ на черно поле h8 · черна пешка на черно поле a7 · черна дама на черно поле e7 · черна пешка на бяло поле f7 · черна пешка на черно поле g7 · черна пешка на бяло поле h7 · черна пешка на бяло поле c6 · черен кон на черно поле f6 · черна пешка на бяло поле b5 · черна пешка на черно поле e5 · бял офицер на черно поле g5 · бял офицер на бяло поле c4 · бяла пешка на бяло поле e4 · бяла дама на бяло поле b3 · бял кон на черно поле c3 · бяла пешка на бяло поле a2 · бяла пешка на черно поле b2 · бяла пешка на бяло поле c2 · бяла пешка на черно поле f2 · бяла пешка на бяло поле g2 · бяла пешка на черно поле h2 · бял топ на черно поле a1 · бял цар на черно поле e1 · бял топ на бяло поле h1 | черен топ на бяло поле a8 · черен кон на черно поле b8 · черен цар на бяло поле e8 · черен офицер на черно поле f8 · черен топ на черно поле h8 · черна пешка на черно поле a7 · черна дама на черно поле e7 · черна пешка на бяло поле f7 · черна пешка на черно поле g7 · черна пешка на бяло поле h7 · черна пешка на бяло поле c6 · черен кон на черно поле f6 · черна пешка на бяло поле b5 · черна пешка на черно поле e5 · бял офицер на черно поле g5 · бял офицер на бяло поле c4 · бяла пешка на бяло поле e4 · бяла дама на бяло поле b3 · бял кон на черно поле c3 · бяла пешка на бяло поле a2 · бяла пешка на черно поле b2 · бяла пешка на бяло поле c2 · бяла пешка на черно поле f2 · бяла пешка на бяло поле g2 · бяла пешка на черно поле h2 · бял топ на черно поле a1 · бял цар на черно поле e1 · бял топ на бяло поле h1 | черен топ на бяло поле a8 · черен кон на черно поле b8 · черен цар на бяло поле e8 · черен офицер на черно поле f8 · черен топ на черно поле h8 · черна пешка на черно поле a7 · черна дама на черно поле e7 · черна пешка на бяло поле f7 · черна пешка на черно поле g7 · черна пешка на бяло поле h7 · черна пешка на бяло поле c6 · черен кон на черно поле f6 · черна пешка на бяло поле b5 · черна пешка на черно поле e5 · бял офицер на черно поле g5 · бял офицер на бяло поле c4 · бяла пешка на бяло поле e4 · бяла дама на бяло поле b3 · бял кон на черно поле c3 · бяла пешка на бяло поле a2 · бяла пешка на черно поле b2 · бяла пешка на бяло поле c2 · бяла пешка на черно поле f2 · бяла пешка на бяло поле g2 · бяла пешка на черно поле h2 · бял топ на черно поле a1 · бял цар на черно поле e1 · бял топ на бяло поле h1 | черен топ на бяло поле a8 · черен кон на черно поле b8 · черен цар на бяло поле e8 · черен офицер на черно поле f8 · черен топ на черно поле h8 · черна пешка на черно поле a7 · черна дама на черно поле e7 · черна пешка на бяло поле f7 · черна пешка на черно поле g7 · черна пешка на бяло поле h7 · черна пешка на бяло поле c6 · черен кон на черно поле f6 · черна пешка на бяло поле b5 · черна пешка на черно поле e5 · бял офицер на черно поле g5 · бял офицер на бяло поле c4 · бяла пешка на бяло поле e4 · бяла дама на бяло поле b3 · бял кон на черно поле c3 · бяла пешка на бяло поле a2 · бяла пешка на черно поле b2 · бяла пешка на бяло поле c2 · бяла пешка на черно поле f2 · бяла пешка на бяло поле g2 · бяла пешка на черно поле h2 · бял топ на черно поле a1 · бял цар на черно поле e1 · бял топ на бяло поле h1 | черен топ на бяло поле a8 · черен кон на черно поле b8 · черен цар на бяло поле e8 · черен офицер на черно поле f8 · черен топ на черно поле h8 · черна пешка на черно поле a7 · черна дама на черно поле e7 · черна пешка на бяло поле f7 · черна пешка на черно поле g7 · черна пешка на бяло поле h7 · черна пешка на бяло поле c6 · черен кон на черно поле f6 · черна пешка на бяло поле b5 · черна пешка на черно поле e5 · бял офицер на черно поле g5 · бял офицер на бяло поле c4 · бяла пешка на бяло поле e4 · бяла дама на бяло поле b3 · бял кон на черно поле c3 · бяла пешка на бяло поле a2 · бяла пешка на черно поле b2 · бяла пешка на бяло поле c2 · бяла пешка на черно поле f2 · бяла пешка на бяло поле g2 · бяла пешка на черно поле h2 · бял топ на черно поле a1 · бял цар на черно поле e1 · бял топ на бяло поле h1 | 7 |
| 6 | черен топ на бяло поле a8 · черен кон на черно поле b8 · черен цар на бяло поле e8 · черен офицер на черно поле f8 · черен топ на черно поле h8 · черна пешка на черно поле a7 · черна дама на черно поле e7 · черна пешка на бяло поле f7 · черна пешка на черно поле g7 · черна пешка на бяло поле h7 · черна пешка на бяло поле c6 · черен кон на черно поле f6 · черна пешка на бяло поле b5 · черна пешка на черно поле e5 · бял офицер на черно поле g5 · бял офицер на бяло поле c4 · бяла пешка на бяло поле e4 · бяла дама на бяло поле b3 · бял кон на черно поле c3 · бяла пешка на бяло поле a2 · бяла пешка на черно поле b2 · бяла пешка на бяло поле c2 · бяла пешка на черно поле f2 · бяла пешка на бяло поле g2 · бяла пешка на черно поле h2 · бял топ на черно поле a1 · бял цар на черно поле e1 · бял топ на бяло поле h1 | черен топ на бяло поле a8 · черен кон на черно поле b8 · черен цар на бяло поле e8 · черен офицер на черно поле f8 · черен топ на черно поле h8 · черна пешка на черно поле a7 · черна дама на черно поле e7 · черна пешка на бяло поле f7 · черна пешка на черно поле g7 · черна пешка на бяло поле h7 · черна пешка на бяло поле c6 · черен кон на черно поле f6 · черна пешка на бяло поле b5 · черна пешка на черно поле e5 · бял офицер на черно поле g5 · бял офицер на бяло поле c4 · бяла пешка на бяло поле e4 · бяла дама на бяло поле b3 · бял кон на черно поле c3 · бяла пешка на бяло поле a2 · бяла пешка на черно поле b2 · бяла пешка на бяло поле c2 · бяла пешка на черно поле f2 · бяла пешка на бяло поле g2 · бяла пешка на черно поле h2 · бял топ на черно поле a1 · бял цар на черно поле e1 · бял топ на бяло поле h1 | черен топ на бяло поле a8 · черен кон на черно поле b8 · черен цар на бяло поле e8 · черен офицер на черно поле f8 · черен топ на черно поле h8 · черна пешка на черно поле a7 · черна дама на черно поле e7 · черна пешка на бяло поле f7 · черна пешка на черно поле g7 · черна пешка на бяло поле h7 · черна пешка на бяло поле c6 · черен кон на черно поле f6 · черна пешка на бяло поле b5 · черна пешка на черно поле e5 · бял офицер на черно поле g5 · бял офицер на бяло поле c4 · бяла пешка на бяло поле e4 · бяла дама на бяло поле b3 · бял кон на черно поле c3 · бяла пешка на бяло поле a2 · бяла пешка на черно поле b2 · бяла пешка на бяло поле c2 · бяла пешка на черно поле f2 · бяла пешка на бяло поле g2 · бяла пешка на черно поле h2 · бял топ на черно поле a1 · бял цар на черно поле e1 · бял топ на бяло поле h1 | черен топ на бяло поле a8 · черен кон на черно поле b8 · черен цар на бяло поле e8 · черен офицер на черно поле f8 · черен топ на черно поле h8 · черна пешка на черно поле a7 · черна дама на черно поле e7 · черна пешка на бяло поле f7 · черна пешка на черно поле g7 · черна пешка на бяло поле h7 · черна пешка на бяло поле c6 · черен кон на черно поле f6 · черна пешка на бяло поле b5 · черна пешка на черно поле e5 · бял офицер на черно поле g5 · бял офицер на бяло поле c4 · бяла пешка на бяло поле e4 · бяла дама на бяло поле b3 · бял кон на черно поле c3 · бяла пешка на бяло поле a2 · бяла пешка на черно поле b2 · бяла пешка на бяло поле c2 · бяла пешка на черно поле f2 · бяла пешка на бяло поле g2 · бяла пешка на черно поле h2 · бял топ на черно поле a1 · бял цар на черно поле e1 · бял топ на бяло поле h1 | черен топ на бяло поле a8 · черен кон на черно поле b8 · черен цар на бяло поле e8 · черен офицер на черно поле f8 · черен топ на черно поле h8 · черна пешка на черно поле a7 · черна дама на черно поле e7 · черна пешка на бяло поле f7 · черна пешка на черно поле g7 · черна пешка на бяло поле h7 · черна пешка на бяло поле c6 · черен кон на черно поле f6 · черна пешка на бяло поле b5 · черна пешка на черно поле e5 · бял офицер на черно поле g5 · бял офицер на бяло поле c4 · бяла пешка на бяло поле e4 · бяла дама на бяло поле b3 · бял кон на черно поле c3 · бяла пешка на бяло поле a2 · бяла пешка на черно поле b2 · бяла пешка на бяло поле c2 · бяла пешка на черно поле f2 · бяла пешка на бяло поле g2 · бяла пешка на черно поле h2 · бял топ на черно поле a1 · бял цар на черно поле e1 · бял топ на бяло поле h1 | черен топ на бяло поле a8 · черен кон на черно поле b8 · черен цар на бяло поле e8 · черен офицер на черно поле f8 · черен топ на черно поле h8 · черна пешка на черно поле a7 · черна дама на черно поле e7 · черна пешка на бяло поле f7 · черна пешка на черно поле g7 · черна пешка на бяло поле h7 · черна пешка на бяло поле c6 · черен кон на черно поле f6 · черна пешка на бяло поле b5 · черна пешка на черно поле e5 · бял офицер на черно поле g5 · бял офицер на бяло поле c4 · бяла пешка на бяло поле e4 · бяла дама на бяло поле b3 · бял кон на черно поле c3 · бяла пешка на бяло поле a2 · бяла пешка на черно поле b2 · бяла пешка на бяло поле c2 · бяла пешка на черно поле f2 · бяла пешка на бяло поле g2 · бяла пешка на черно поле h2 · бял топ на черно поле a1 · бял цар на черно поле e1 · бял топ на бяло поле h1 | черен топ на бяло поле a8 · черен кон на черно поле b8 · черен цар на бяло поле e8 · черен офицер на черно поле f8 · черен топ на черно поле h8 · черна пешка на черно поле a7 · черна дама на черно поле e7 · черна пешка на бяло поле f7 · черна пешка на черно поле g7 · черна пешка на бяло поле h7 · черна пешка на бяло поле c6 · черен кон на черно поле f6 · черна пешка на бяло поле b5 · черна пешка на черно поле e5 · бял офицер на черно поле g5 · бял офицер на бяло поле c4 · бяла пешка на бяло поле e4 · бяла дама на бяло поле b3 · бял кон на черно поле c3 · бяла пешка на бяло поле a2 · бяла пешка на черно поле b2 · бяла пешка на бяло поле c2 · бяла пешка на черно поле f2 · бяла пешка на бяло поле g2 · бяла пешка на черно поле h2 · бял топ на черно поле a1 · бял цар на черно поле e1 · бял топ на бяло поле h1 | черен топ на бяло поле a8 · черен кон на черно поле b8 · черен цар на бяло поле e8 · черен офицер на черно поле f8 · черен топ на черно поле h8 · черна пешка на черно поле a7 · черна дама на черно поле e7 · черна пешка на бяло поле f7 · черна пешка на черно поле g7 · черна пешка на бяло поле h7 · черна пешка на бяло поле c6 · черен кон на черно поле f6 · черна пешка на бяло поле b5 · черна пешка на черно поле e5 · бял офицер на черно поле g5 · бял офицер на бяло поле c4 · бяла пешка на бяло поле e4 · бяла дама на бяло поле b3 · бял кон на черно поле c3 · бяла пешка на бяло поле a2 · бяла пешка на черно поле b2 · бяла пешка на бяло поле c2 · бяла пешка на черно поле f2 · бяла пешка на бяло поле g2 · бяла пешка на черно поле h2 · бял топ на черно поле a1 · бял цар на черно поле e1 · бял топ на бяло поле h1 | 6 |
| 5 | черен топ на бяло поле a8 · черен кон на черно поле b8 · черен цар на бяло поле e8 · черен офицер на черно поле f8 · черен топ на черно поле h8 · черна пешка на черно поле a7 · черна дама на черно поле e7 · черна пешка на бяло поле f7 · черна пешка на черно поле g7 · черна пешка на бяло поле h7 · черна пешка на бяло поле c6 · черен кон на черно поле f6 · черна пешка на бяло поле b5 · черна пешка на черно поле e5 · бял офицер на черно поле g5 · бял офицер на бяло поле c4 · бяла пешка на бяло поле e4 · бяла дама на бяло поле b3 · бял кон на черно поле c3 · бяла пешка на бяло поле a2 · бяла пешка на черно поле b2 · бяла пешка на бяло поле c2 · бяла пешка на черно поле f2 · бяла пешка на бяло поле g2 · бяла пешка на черно поле h2 · бял топ на черно поле a1 · бял цар на черно поле e1 · бял топ на бяло поле h1 | черен топ на бяло поле a8 · черен кон на черно поле b8 · черен цар на бяло поле e8 · черен офицер на черно поле f8 · черен топ на черно поле h8 · черна пешка на черно поле a7 · черна дама на черно поле e7 · черна пешка на бяло поле f7 · черна пешка на черно поле g7 · черна пешка на бяло поле h7 · черна пешка на бяло поле c6 · черен кон на черно поле f6 · черна пешка на бяло поле b5 · черна пешка на черно поле e5 · бял офицер на черно поле g5 · бял офицер на бяло поле c4 · бяла пешка на бяло поле e4 · бяла дама на бяло поле b3 · бял кон на черно поле c3 · бяла пешка на бяло поле a2 · бяла пешка на черно поле b2 · бяла пешка на бяло поле c2 · бяла пешка на черно поле f2 · бяла пешка на бяло поле g2 · бяла пешка на черно поле h2 · бял топ на черно поле a1 · бял цар на черно поле e1 · бял топ на бяло поле h1 | черен топ на бяло поле a8 · черен кон на черно поле b8 · черен цар на бяло поле e8 · черен офицер на черно поле f8 · черен топ на черно поле h8 · черна пешка на черно поле a7 · черна дама на черно поле e7 · черна пешка на бяло поле f7 · черна пешка на черно поле g7 · черна пешка на бяло поле h7 · черна пешка на бяло поле c6 · черен кон на черно поле f6 · черна пешка на бяло поле b5 · черна пешка на черно поле e5 · бял офицер на черно поле g5 · бял офицер на бяло поле c4 · бяла пешка на бяло поле e4 · бяла дама на бяло поле b3 · бял кон на черно поле c3 · бяла пешка на бяло поле a2 · бяла пешка на черно поле b2 · бяла пешка на бяло поле c2 · бяла пешка на черно поле f2 · бяла пешка на бяло поле g2 · бяла пешка на черно поле h2 · бял топ на черно поле a1 · бял цар на черно поле e1 · бял топ на бяло поле h1 | черен топ на бяло поле a8 · черен кон на черно поле b8 · черен цар на бяло поле e8 · черен офицер на черно поле f8 · черен топ на черно поле h8 · черна пешка на черно поле a7 · черна дама на черно поле e7 · черна пешка на бяло поле f7 · черна пешка на черно поле g7 · черна пешка на бяло поле h7 · черна пешка на бяло поле c6 · черен кон на черно поле f6 · черна пешка на бяло поле b5 · черна пешка на черно поле e5 · бял офицер на черно поле g5 · бял офицер на бяло поле c4 · бяла пешка на бяло поле e4 · бяла дама на бяло поле b3 · бял кон на черно поле c3 · бяла пешка на бяло поле a2 · бяла пешка на черно поле b2 · бяла пешка на бяло поле c2 · бяла пешка на черно поле f2 · бяла пешка на бяло поле g2 · бяла пешка на черно поле h2 · бял топ на черно поле a1 · бял цар на черно поле e1 · бял топ на бяло поле h1 | черен топ на бяло поле a8 · черен кон на черно поле b8 · черен цар на бяло поле e8 · черен офицер на черно поле f8 · черен топ на черно поле h8 · черна пешка на черно поле a7 · черна дама на черно поле e7 · черна пешка на бяло поле f7 · черна пешка на черно поле g7 · черна пешка на бяло поле h7 · черна пешка на бяло поле c6 · черен кон на черно поле f6 · черна пешка на бяло поле b5 · черна пешка на черно поле e5 · бял офицер на черно поле g5 · бял офицер на бяло поле c4 · бяла пешка на бяло поле e4 · бяла дама на бяло поле b3 · бял кон на черно поле c3 · бяла пешка на бяло поле a2 · бяла пешка на черно поле b2 · бяла пешка на бяло поле c2 · бяла пешка на черно поле f2 · бяла пешка на бяло поле g2 · бяла пешка на черно поле h2 · бял топ на черно поле a1 · бял цар на черно поле e1 · бял топ на бяло поле h1 | черен топ на бяло поле a8 · черен кон на черно поле b8 · черен цар на бяло поле e8 · черен офицер на черно поле f8 · черен топ на черно поле h8 · черна пешка на черно поле a7 · черна дама на черно поле e7 · черна пешка на бяло поле f7 · черна пешка на черно поле g7 · черна пешка на бяло поле h7 · черна пешка на бяло поле c6 · черен кон на черно поле f6 · черна пешка на бяло поле b5 · черна пешка на черно поле e5 · бял офицер на черно поле g5 · бял офицер на бяло поле c4 · бяла пешка на бяло поле e4 · бяла дама на бяло поле b3 · бял кон на черно поле c3 · бяла пешка на бяло поле a2 · бяла пешка на черно поле b2 · бяла пешка на бяло поле c2 · бяла пешка на черно поле f2 · бяла пешка на бяло поле g2 · бяла пешка на черно поле h2 · бял топ на черно поле a1 · бял цар на черно поле e1 · бял топ на бяло поле h1 | черен топ на бяло поле a8 · черен кон на черно поле b8 · черен цар на бяло поле e8 · черен офицер на черно поле f8 · черен топ на черно поле h8 · черна пешка на черно поле a7 · черна дама на черно поле e7 · черна пешка на бяло поле f7 · черна пешка на черно поле g7 · черна пешка на бяло поле h7 · черна пешка на бяло поле c6 · черен кон на черно поле f6 · черна пешка на бяло поле b5 · черна пешка на черно поле e5 · бял офицер на черно поле g5 · бял офицер на бяло поле c4 · бяла пешка на бяло поле e4 · бяла дама на бяло поле b3 · бял кон на черно поле c3 · бяла пешка на бяло поле a2 · бяла пешка на черно поле b2 · бяла пешка на бяло поле c2 · бяла пешка на черно поле f2 · бяла пешка на бяло поле g2 · бяла пешка на черно поле h2 · бял топ на черно поле a1 · бял цар на черно поле e1 · бял топ на бяло поле h1 | черен топ на бяло поле a8 · черен кон на черно поле b8 · черен цар на бяло поле e8 · черен офицер на черно поле f8 · черен топ на черно поле h8 · черна пешка на черно поле a7 · черна дама на черно поле e7 · черна пешка на бяло поле f7 · черна пешка на черно поле g7 · черна пешка на бяло поле h7 · черна пешка на бяло поле c6 · черен кон на черно поле f6 · черна пешка на бяло поле b5 · черна пешка на черно поле e5 · бял офицер на черно поле g5 · бял офицер на бяло поле c4 · бяла пешка на бяло поле e4 · бяла дама на бяло поле b3 · бял кон на черно поле c3 · бяла пешка на бяло поле a2 · бяла пешка на черно поле b2 · бяла пешка на бяло поле c2 · бяла пешка на черно поле f2 · бяла пешка на бяло поле g2 · бяла пешка на черно поле h2 · бял топ на черно поле a1 · бял цар на черно поле e1 · бял топ на бяло поле h1 | 5 |
| 4 | черен топ на бяло поле a8 · черен кон на черно поле b8 · черен цар на бяло поле e8 · черен офицер на черно поле f8 · черен топ на черно поле h8 · черна пешка на черно поле a7 · черна дама на черно поле e7 · черна пешка на бяло поле f7 · черна пешка на черно поле g7 · черна пешка на бяло поле h7 · черна пешка на бяло поле c6 · черен кон на черно поле f6 · черна пешка на бяло поле b5 · черна пешка на черно поле e5 · бял офицер на черно поле g5 · бял офицер на бяло поле c4 · бяла пешка на бяло поле e4 · бяла дама на бяло поле b3 · бял кон на черно поле c3 · бяла пешка на бяло поле a2 · бяла пешка на черно поле b2 · бяла пешка на бяло поле c2 · бяла пешка на черно поле f2 · бяла пешка на бяло поле g2 · бяла пешка на черно поле h2 · бял топ на черно поле a1 · бял цар на черно поле e1 · бял топ на бяло поле h1 | черен топ на бяло поле a8 · черен кон на черно поле b8 · черен цар на бяло поле e8 · черен офицер на черно поле f8 · черен топ на черно поле h8 · черна пешка на черно поле a7 · черна дама на черно поле e7 · черна пешка на бяло поле f7 · черна пешка на черно поле g7 · черна пешка на бяло поле h7 · черна пешка на бяло поле c6 · черен кон на черно поле f6 · черна пешка на бяло поле b5 · черна пешка на черно поле e5 · бял офицер на черно поле g5 · бял офицер на бяло поле c4 · бяла пешка на бяло поле e4 · бяла дама на бяло поле b3 · бял кон на черно поле c3 · бяла пешка на бяло поле a2 · бяла пешка на черно поле b2 · бяла пешка на бяло поле c2 · бяла пешка на черно поле f2 · бяла пешка на бяло поле g2 · бяла пешка на черно поле h2 · бял топ на черно поле a1 · бял цар на черно поле e1 · бял топ на бяло поле h1 | черен топ на бяло поле a8 · черен кон на черно поле b8 · черен цар на бяло поле e8 · черен офицер на черно поле f8 · черен топ на черно поле h8 · черна пешка на черно поле a7 · черна дама на черно поле e7 · черна пешка на бяло поле f7 · черна пешка на черно поле g7 · черна пешка на бяло поле h7 · черна пешка на бяло поле c6 · черен кон на черно поле f6 · черна пешка на бяло поле b5 · черна пешка на черно поле e5 · бял офицер на черно поле g5 · бял офицер на бяло поле c4 · бяла пешка на бяло поле e4 · бяла дама на бяло поле b3 · бял кон на черно поле c3 · бяла пешка на бяло поле a2 · бяла пешка на черно поле b2 · бяла пешка на бяло поле c2 · бяла пешка на черно поле f2 · бяла пешка на бяло поле g2 · бяла пешка на черно поле h2 · бял топ на черно поле a1 · бял цар на черно поле e1 · бял топ на бяло поле h1 | черен топ на бяло поле a8 · черен кон на черно поле b8 · черен цар на бяло поле e8 · черен офицер на черно поле f8 · черен топ на черно поле h8 · черна пешка на черно поле a7 · черна дама на черно поле e7 · черна пешка на бяло поле f7 · черна пешка на черно поле g7 · черна пешка на бяло поле h7 · черна пешка на бяло поле c6 · черен кон на черно поле f6 · черна пешка на бяло поле b5 · черна пешка на черно поле e5 · бял офицер на черно поле g5 · бял офицер на бяло поле c4 · бяла пешка на бяло поле e4 · бяла дама на бяло поле b3 · бял кон на черно поле c3 · бяла пешка на бяло поле a2 · бяла пешка на черно поле b2 · бяла пешка на бяло поле c2 · бяла пешка на черно поле f2 · бяла пешка на бяло поле g2 · бяла пешка на черно поле h2 · бял топ на черно поле a1 · бял цар на черно поле e1 · бял топ на бяло поле h1 | черен топ на бяло поле a8 · черен кон на черно поле b8 · черен цар на бяло поле e8 · черен офицер на черно поле f8 · черен топ на черно поле h8 · черна пешка на черно поле a7 · черна дама на черно поле e7 · черна пешка на бяло поле f7 · черна пешка на черно поле g7 · черна пешка на бяло поле h7 · черна пешка на бяло поле c6 · черен кон на черно поле f6 · черна пешка на бяло поле b5 · черна пешка на черно поле e5 · бял офицер на черно поле g5 · бял офицер на бяло поле c4 · бяла пешка на бяло поле e4 · бяла дама на бяло поле b3 · бял кон на черно поле c3 · бяла пешка на бяло поле a2 · бяла пешка на черно поле b2 · бяла пешка на бяло поле c2 · бяла пешка на черно поле f2 · бяла пешка на бяло поле g2 · бяла пешка на черно поле h2 · бял топ на черно поле a1 · бял цар на черно поле e1 · бял топ на бяло поле h1 | черен топ на бяло поле a8 · черен кон на черно поле b8 · черен цар на бяло поле e8 · черен офицер на черно поле f8 · черен топ на черно поле h8 · черна пешка на черно поле a7 · черна дама на черно поле e7 · черна пешка на бяло поле f7 · черна пешка на черно поле g7 · черна пешка на бяло поле h7 · черна пешка на бяло поле c6 · черен кон на черно поле f6 · черна пешка на бяло поле b5 · черна пешка на черно поле e5 · бял офицер на черно поле g5 · бял офицер на бяло поле c4 · бяла пешка на бяло поле e4 · бяла дама на бяло поле b3 · бял кон на черно поле c3 · бяла пешка на бяло поле a2 · бяла пешка на черно поле b2 · бяла пешка на бяло поле c2 · бяла пешка на черно поле f2 · бяла пешка на бяло поле g2 · бяла пешка на черно поле h2 · бял топ на черно поле a1 · бял цар на черно поле e1 · бял топ на бяло поле h1 | черен топ на бяло поле a8 · черен кон на черно поле b8 · черен цар на бяло поле e8 · черен офицер на черно поле f8 · черен топ на черно поле h8 · черна пешка на черно поле a7 · черна дама на черно поле e7 · черна пешка на бяло поле f7 · черна пешка на черно поле g7 · черна пешка на бяло поле h7 · черна пешка на бяло поле c6 · черен кон на черно поле f6 · черна пешка на бяло поле b5 · черна пешка на черно поле e5 · бял офицер на черно поле g5 · бял офицер на бяло поле c4 · бяла пешка на бяло поле e4 · бяла дама на бяло поле b3 · бял кон на черно поле c3 · бяла пешка на бяло поле a2 · бяла пешка на черно поле b2 · бяла пешка на бяло поле c2 · бяла пешка на черно поле f2 · бяла пешка на бяло поле g2 · бяла пешка на черно поле h2 · бял топ на черно поле a1 · бял цар на черно поле e1 · бял топ на бяло поле h1 | черен топ на бяло поле a8 · черен кон на черно поле b8 · черен цар на бяло поле e8 · черен офицер на черно поле f8 · черен топ на черно поле h8 · черна пешка на черно поле a7 · черна дама на черно поле e7 · черна пешка на бяло поле f7 · черна пешка на черно поле g7 · черна пешка на бяло поле h7 · черна пешка на бяло поле c6 · черен кон на черно поле f6 · черна пешка на бяло поле b5 · черна пешка на черно поле e5 · бял офицер на черно поле g5 · бял офицер на бяло поле c4 · бяла пешка на бяло поле e4 · бяла дама на бяло поле b3 · бял кон на черно поле c3 · бяла пешка на бяло поле a2 · бяла пешка на черно поле b2 · бяла пешка на бяло поле c2 · бяла пешка на черно поле f2 · бяла пешка на бяло поле g2 · бяла пешка на черно поле h2 · бял топ на черно поле a1 · бял цар на черно поле e1 · бял топ на бяло поле h1 | 4 |
| 3 | черен топ на бяло поле a8 · черен кон на черно поле b8 · черен цар на бяло поле e8 · черен офицер на черно поле f8 · черен топ на черно поле h8 · черна пешка на черно поле a7 · черна дама на черно поле e7 · черна пешка на бяло поле f7 · черна пешка на черно поле g7 · черна пешка на бяло поле h7 · черна пешка на бяло поле c6 · черен кон на черно поле f6 · черна пешка на бяло поле b5 · черна пешка на черно поле e5 · бял офицер на черно поле g5 · бял офицер на бяло поле c4 · бяла пешка на бяло поле e4 · бяла дама на бяло поле b3 · бял кон на черно поле c3 · бяла пешка на бяло поле a2 · бяла пешка на черно поле b2 · бяла пешка на бяло поле c2 · бяла пешка на черно поле f2 · бяла пешка на бяло поле g2 · бяла пешка на черно поле h2 · бял топ на черно поле a1 · бял цар на черно поле e1 · бял топ на бяло поле h1 | черен топ на бяло поле a8 · черен кон на черно поле b8 · черен цар на бяло поле e8 · черен офицер на черно поле f8 · черен топ на черно поле h8 · черна пешка на черно поле a7 · черна дама на черно поле e7 · черна пешка на бяло поле f7 · черна пешка на черно поле g7 · черна пешка на бяло поле h7 · черна пешка на бяло поле c6 · черен кон на черно поле f6 · черна пешка на бяло поле b5 · черна пешка на черно поле e5 · бял офицер на черно поле g5 · бял офицер на бяло поле c4 · бяла пешка на бяло поле e4 · бяла дама на бяло поле b3 · бял кон на черно поле c3 · бяла пешка на бяло поле a2 · бяла пешка на черно поле b2 · бяла пешка на бяло поле c2 · бяла пешка на черно поле f2 · бяла пешка на бяло поле g2 · бяла пешка на черно поле h2 · бял топ на черно поле a1 · бял цар на черно поле e1 · бял топ на бяло поле h1 | черен топ на бяло поле a8 · черен кон на черно поле b8 · черен цар на бяло поле e8 · черен офицер на черно поле f8 · черен топ на черно поле h8 · черна пешка на черно поле a7 · черна дама на черно поле e7 · черна пешка на бяло поле f7 · черна пешка на черно поле g7 · черна пешка на бяло поле h7 · черна пешка на бяло поле c6 · черен кон на черно поле f6 · черна пешка на бяло поле b5 · черна пешка на черно поле e5 · бял офицер на черно поле g5 · бял офицер на бяло поле c4 · бяла пешка на бяло поле e4 · бяла дама на бяло поле b3 · бял кон на черно поле c3 · бяла пешка на бяло поле a2 · бяла пешка на черно поле b2 · бяла пешка на бяло поле c2 · бяла пешка на черно поле f2 · бяла пешка на бяло поле g2 · бяла пешка на черно поле h2 · бял топ на черно поле a1 · бял цар на черно поле e1 · бял топ на бяло поле h1 | черен топ на бяло поле a8 · черен кон на черно поле b8 · черен цар на бяло поле e8 · черен офицер на черно поле f8 · черен топ на черно поле h8 · черна пешка на черно поле a7 · черна дама на черно поле e7 · черна пешка на бяло поле f7 · черна пешка на черно поле g7 · черна пешка на бяло поле h7 · черна пешка на бяло поле c6 · черен кон на черно поле f6 · черна пешка на бяло поле b5 · черна пешка на черно поле e5 · бял офицер на черно поле g5 · бял офицер на бяло поле c4 · бяла пешка на бяло поле e4 · бяла дама на бяло поле b3 · бял кон на черно поле c3 · бяла пешка на бяло поле a2 · бяла пешка на черно поле b2 · бяла пешка на бяло поле c2 · бяла пешка на черно поле f2 · бяла пешка на бяло поле g2 · бяла пешка на черно поле h2 · бял топ на черно поле a1 · бял цар на черно поле e1 · бял топ на бяло поле h1 | черен топ на бяло поле a8 · черен кон на черно поле b8 · черен цар на бяло поле e8 · черен офицер на черно поле f8 · черен топ на черно поле h8 · черна пешка на черно поле a7 · черна дама на черно поле e7 · черна пешка на бяло поле f7 · черна пешка на черно поле g7 · черна пешка на бяло поле h7 · черна пешка на бяло поле c6 · черен кон на черно поле f6 · черна пешка на бяло поле b5 · черна пешка на черно поле e5 · бял офицер на черно поле g5 · бял офицер на бяло поле c4 · бяла пешка на бяло поле e4 · бяла дама на бяло поле b3 · бял кон на черно поле c3 · бяла пешка на бяло поле a2 · бяла пешка на черно поле b2 · бяла пешка на бяло поле c2 · бяла пешка на черно поле f2 · бяла пешка на бяло поле g2 · бяла пешка на черно поле h2 · бял топ на черно поле a1 · бял цар на черно поле e1 · бял топ на бяло поле h1 | черен топ на бяло поле a8 · черен кон на черно поле b8 · черен цар на бяло поле e8 · черен офицер на черно поле f8 · черен топ на черно поле h8 · черна пешка на черно поле a7 · черна дама на черно поле e7 · черна пешка на бяло поле f7 · черна пешка на черно поле g7 · черна пешка на бяло поле h7 · черна пешка на бяло поле c6 · черен кон на черно поле f6 · черна пешка на бяло поле b5 · черна пешка на черно поле e5 · бял офицер на черно поле g5 · бял офицер на бяло поле c4 · бяла пешка на бяло поле e4 · бяла дама на бяло поле b3 · бял кон на черно поле c3 · бяла пешка на бяло поле a2 · бяла пешка на черно поле b2 · бяла пешка на бяло поле c2 · бяла пешка на черно поле f2 · бяла пешка на бяло поле g2 · бяла пешка на черно поле h2 · бял топ на черно поле a1 · бял цар на черно поле e1 · бял топ на бяло поле h1 | черен топ на бяло поле a8 · черен кон на черно поле b8 · черен цар на бяло поле e8 · черен офицер на черно поле f8 · черен топ на черно поле h8 · черна пешка на черно поле a7 · черна дама на черно поле e7 · черна пешка на бяло поле f7 · черна пешка на черно поле g7 · черна пешка на бяло поле h7 · черна пешка на бяло поле c6 · черен кон на черно поле f6 · черна пешка на бяло поле b5 · черна пешка на черно поле e5 · бял офицер на черно поле g5 · бял офицер на бяло поле c4 · бяла пешка на бяло поле e4 · бяла дама на бяло поле b3 · бял кон на черно поле c3 · бяла пешка на бяло поле a2 · бяла пешка на черно поле b2 · бяла пешка на бяло поле c2 · бяла пешка на черно поле f2 · бяла пешка на бяло поле g2 · бяла пешка на черно поле h2 · бял топ на черно поле a1 · бял цар на черно поле e1 · бял топ на бяло поле h1 | черен топ на бяло поле a8 · черен кон на черно поле b8 · черен цар на бяло поле e8 · черен офицер на черно поле f8 · черен топ на черно поле h8 · черна пешка на черно поле a7 · черна дама на черно поле e7 · черна пешка на бяло поле f7 · черна пешка на черно поле g7 · черна пешка на бяло поле h7 · черна пешка на бяло поле c6 · черен кон на черно поле f6 · черна пешка на бяло поле b5 · черна пешка на черно поле e5 · бял офицер на черно поле g5 · бял офицер на бяло поле c4 · бяла пешка на бяло поле e4 · бяла дама на бяло поле b3 · бял кон на черно поле c3 · бяла пешка на бяло поле a2 · бяла пешка на черно поле b2 · бяла пешка на бяло поле c2 · бяла пешка на черно поле f2 · бяла пешка на бяло поле g2 · бяла пешка на черно поле h2 · бял топ на черно поле a1 · бял цар на черно поле e1 · бял топ на бяло поле h1 | 3 |
| 2 | черен топ на бяло поле a8 · черен кон на черно поле b8 · черен цар на бяло поле e8 · черен офицер на черно поле f8 · черен топ на черно поле h8 · черна пешка на черно поле a7 · черна дама на черно поле e7 · черна пешка на бяло поле f7 · черна пешка на черно поле g7 · черна пешка на бяло поле h7 · черна пешка на бяло поле c6 · черен кон на черно поле f6 · черна пешка на бяло поле b5 · черна пешка на черно поле e5 · бял офицер на черно поле g5 · бял офицер на бяло поле c4 · бяла пешка на бяло поле e4 · бяла дама на бяло поле b3 · бял кон на черно поле c3 · бяла пешка на бяло поле a2 · бяла пешка на черно поле b2 · бяла пешка на бяло поле c2 · бяла пешка на черно поле f2 · бяла пешка на бяло поле g2 · бяла пешка на черно поле h2 · бял топ на черно поле a1 · бял цар на черно поле e1 · бял топ на бяло поле h1 | черен топ на бяло поле a8 · черен кон на черно поле b8 · черен цар на бяло поле e8 · черен офицер на черно поле f8 · черен топ на черно поле h8 · черна пешка на черно поле a7 · черна дама на черно поле e7 · черна пешка на бяло поле f7 · черна пешка на черно поле g7 · черна пешка на бяло поле h7 · черна пешка на бяло поле c6 · черен кон на черно поле f6 · черна пешка на бяло поле b5 · черна пешка на черно поле e5 · бял офицер на черно поле g5 · бял офицер на бяло поле c4 · бяла пешка на бяло поле e4 · бяла дама на бяло поле b3 · бял кон на черно поле c3 · бяла пешка на бяло поле a2 · бяла пешка на черно поле b2 · бяла пешка на бяло поле c2 · бяла пешка на черно поле f2 · бяла пешка на бяло поле g2 · бяла пешка на черно поле h2 · бял топ на черно поле a1 · бял цар на черно поле e1 · бял топ на бяло поле h1 | черен топ на бяло поле a8 · черен кон на черно поле b8 · черен цар на бяло поле e8 · черен офицер на черно поле f8 · черен топ на черно поле h8 · черна пешка на черно поле a7 · черна дама на черно поле e7 · черна пешка на бяло поле f7 · черна пешка на черно поле g7 · черна пешка на бяло поле h7 · черна пешка на бяло поле c6 · черен кон на черно поле f6 · черна пешка на бяло поле b5 · черна пешка на черно поле e5 · бял офицер на черно поле g5 · бял офицер на бяло поле c4 · бяла пешка на бяло поле e4 · бяла дама на бяло поле b3 · бял кон на черно поле c3 · бяла пешка на бяло поле a2 · бяла пешка на черно поле b2 · бяла пешка на бяло поле c2 · бяла пешка на черно поле f2 · бяла пешка на бяло поле g2 · бяла пешка на черно поле h2 · бял топ на черно поле a1 · бял цар на черно поле e1 · бял топ на бяло поле h1 | черен топ на бяло поле a8 · черен кон на черно поле b8 · черен цар на бяло поле e8 · черен офицер на черно поле f8 · черен топ на черно поле h8 · черна пешка на черно поле a7 · черна дама на черно поле e7 · черна пешка на бяло поле f7 · черна пешка на черно поле g7 · черна пешка на бяло поле h7 · черна пешка на бяло поле c6 · черен кон на черно поле f6 · черна пешка на бяло поле b5 · черна пешка на черно поле e5 · бял офицер на черно поле g5 · бял офицер на бяло поле c4 · бяла пешка на бяло поле e4 · бяла дама на бяло поле b3 · бял кон на черно поле c3 · бяла пешка на бяло поле a2 · бяла пешка на черно поле b2 · бяла пешка на бяло поле c2 · бяла пешка на черно поле f2 · бяла пешка на бяло поле g2 · бяла пешка на черно поле h2 · бял топ на черно поле a1 · бял цар на черно поле e1 · бял топ на бяло поле h1 | черен топ на бяло поле a8 · черен кон на черно поле b8 · черен цар на бяло поле e8 · черен офицер на черно поле f8 · черен топ на черно поле h8 · черна пешка на черно поле a7 · черна дама на черно поле e7 · черна пешка на бяло поле f7 · черна пешка на черно поле g7 · черна пешка на бяло поле h7 · черна пешка на бяло поле c6 · черен кон на черно поле f6 · черна пешка на бяло поле b5 · черна пешка на черно поле e5 · бял офицер на черно поле g5 · бял офицер на бяло поле c4 · бяла пешка на бяло поле e4 · бяла дама на бяло поле b3 · бял кон на черно поле c3 · бяла пешка на бяло поле a2 · бяла пешка на черно поле b2 · бяла пешка на бяло поле c2 · бяла пешка на черно поле f2 · бяла пешка на бяло поле g2 · бяла пешка на черно поле h2 · бял топ на черно поле a1 · бял цар на черно поле e1 · бял топ на бяло поле h1 | черен топ на бяло поле a8 · черен кон на черно поле b8 · черен цар на бяло поле e8 · черен офицер на черно поле f8 · черен топ на черно поле h8 · черна пешка на черно поле a7 · черна дама на черно поле e7 · черна пешка на бяло поле f7 · черна пешка на черно поле g7 · черна пешка на бяло поле h7 · черна пешка на бяло поле c6 · черен кон на черно поле f6 · черна пешка на бяло поле b5 · черна пешка на черно поле e5 · бял офицер на черно поле g5 · бял офицер на бяло поле c4 · бяла пешка на бяло поле e4 · бяла дама на бяло поле b3 · бял кон на черно поле c3 · бяла пешка на бяло поле a2 · бяла пешка на черно поле b2 · бяла пешка на бяло поле c2 · бяла пешка на черно поле f2 · бяла пешка на бяло поле g2 · бяла пешка на черно поле h2 · бял топ на черно поле a1 · бял цар на черно поле e1 · бял топ на бяло поле h1 | черен топ на бяло поле a8 · черен кон на черно поле b8 · черен цар на бяло поле e8 · черен офицер на черно поле f8 · черен топ на черно поле h8 · черна пешка на черно поле a7 · черна дама на черно поле e7 · черна пешка на бяло поле f7 · черна пешка на черно поле g7 · черна пешка на бяло поле h7 · черна пешка на бяло поле c6 · черен кон на черно поле f6 · черна пешка на бяло поле b5 · черна пешка на черно поле e5 · бял офицер на черно поле g5 · бял офицер на бяло поле c4 · бяла пешка на бяло поле e4 · бяла дама на бяло поле b3 · бял кон на черно поле c3 · бяла пешка на бяло поле a2 · бяла пешка на черно поле b2 · бяла пешка на бяло поле c2 · бяла пешка на черно поле f2 · бяла пешка на бяло поле g2 · бяла пешка на черно поле h2 · бял топ на черно поле a1 · бял цар на черно поле e1 · бял топ на бяло поле h1 | черен топ на бяло поле a8 · черен кон на черно поле b8 · черен цар на бяло поле e8 · черен офицер на черно поле f8 · черен топ на черно поле h8 · черна пешка на черно поле a7 · черна дама на черно поле e7 · черна пешка на бяло поле f7 · черна пешка на черно поле g7 · черна пешка на бяло поле h7 · черна пешка на бяло поле c6 · черен кон на черно поле f6 · черна пешка на бяло поле b5 · черна пешка на черно поле e5 · бял офицер на черно поле g5 · бял офицер на бяло поле c4 · бяла пешка на бяло поле e4 · бяла дама на бяло поле b3 · бял кон на черно поле c3 · бяла пешка на бяло поле a2 · бяла пешка на черно поле b2 · бяла пешка на бяло поле c2 · бяла пешка на черно поле f2 · бяла пешка на бяло поле g2 · бяла пешка на черно поле h2 · бял топ на черно поле a1 · бял цар на черно поле e1 · бял топ на бяло поле h1 | 2 |
| 1 | черен топ на бяло поле a8 · черен кон на черно поле b8 · черен цар на бяло поле e8 · черен офицер на черно поле f8 · черен топ на черно поле h8 · черна пешка на черно поле a7 · черна дама на черно поле e7 · черна пешка на бяло поле f7 · черна пешка на черно поле g7 · черна пешка на бяло поле h7 · черна пешка на бяло поле c6 · черен кон на черно поле f6 · черна пешка на бяло поле b5 · черна пешка на черно поле e5 · бял офицер на черно поле g5 · бял офицер на бяло поле c4 · бяла пешка на бяло поле e4 · бяла дама на бяло поле b3 · бял кон на черно поле c3 · бяла пешка на бяло поле a2 · бяла пешка на черно поле b2 · бяла пешка на бяло поле c2 · бяла пешка на черно поле f2 · бяла пешка на бяло поле g2 · бяла пешка на черно поле h2 · бял топ на черно поле a1 · бял цар на черно поле e1 · бял топ на бяло поле h1 | черен топ на бяло поле a8 · черен кон на черно поле b8 · черен цар на бяло поле e8 · черен офицер на черно поле f8 · черен топ на черно поле h8 · черна пешка на черно поле a7 · черна дама на черно поле e7 · черна пешка на бяло поле f7 · черна пешка на черно поле g7 · черна пешка на бяло поле h7 · черна пешка на бяло поле c6 · черен кон на черно поле f6 · черна пешка на бяло поле b5 · черна пешка на черно поле e5 · бял офицер на черно поле g5 · бял офицер на бяло поле c4 · бяла пешка на бяло поле e4 · бяла дама на бяло поле b3 · бял кон на черно поле c3 · бяла пешка на бяло поле a2 · бяла пешка на черно поле b2 · бяла пешка на бяло поле c2 · бяла пешка на черно поле f2 · бяла пешка на бяло поле g2 · бяла пешка на черно поле h2 · бял топ на черно поле a1 · бял цар на черно поле e1 · бял топ на бяло поле h1 | черен топ на бяло поле a8 · черен кон на черно поле b8 · черен цар на бяло поле e8 · черен офицер на черно поле f8 · черен топ на черно поле h8 · черна пешка на черно поле a7 · черна дама на черно поле e7 · черна пешка на бяло поле f7 · черна пешка на черно поле g7 · черна пешка на бяло поле h7 · черна пешка на бяло поле c6 · черен кон на черно поле f6 · черна пешка на бяло поле b5 · черна пешка на черно поле e5 · бял офицер на черно поле g5 · бял офицер на бяло поле c4 · бяла пешка на бяло поле e4 · бяла дама на бяло поле b3 · бял кон на черно поле c3 · бяла пешка на бяло поле a2 · бяла пешка на черно поле b2 · бяла пешка на бяло поле c2 · бяла пешка на черно поле f2 · бяла пешка на бяло поле g2 · бяла пешка на черно поле h2 · бял топ на черно поле a1 · бял цар на черно поле e1 · бял топ на бяло поле h1 | черен топ на бяло поле a8 · черен кон на черно поле b8 · черен цар на бяло поле e8 · черен офицер на черно поле f8 · черен топ на черно поле h8 · черна пешка на черно поле a7 · черна дама на черно поле e7 · черна пешка на бяло поле f7 · черна пешка на черно поле g7 · черна пешка на бяло поле h7 · черна пешка на бяло поле c6 · черен кон на черно поле f6 · черна пешка на бяло поле b5 · черна пешка на черно поле e5 · бял офицер на черно поле g5 · бял офицер на бяло поле c4 · бяла пешка на бяло поле e4 · бяла дама на бяло поле b3 · бял кон на черно поле c3 · бяла пешка на бяло поле a2 · бяла пешка на черно поле b2 · бяла пешка на бяло поле c2 · бяла пешка на черно поле f2 · бяла пешка на бяло поле g2 · бяла пешка на черно поле h2 · бял топ на черно поле a1 · бял цар на черно поле e1 · бял топ на бяло поле h1 | черен топ на бяло поле a8 · черен кон на черно поле b8 · черен цар на бяло поле e8 · черен офицер на черно поле f8 · черен топ на черно поле h8 · черна пешка на черно поле a7 · черна дама на черно поле e7 · черна пешка на бяло поле f7 · черна пешка на черно поле g7 · черна пешка на бяло поле h7 · черна пешка на бяло поле c6 · черен кон на черно поле f6 · черна пешка на бяло поле b5 · черна пешка на черно поле e5 · бял офицер на черно поле g5 · бял офицер на бяло поле c4 · бяла пешка на бяло поле e4 · бяла дама на бяло поле b3 · бял кон на черно поле c3 · бяла пешка на бяло поле a2 · бяла пешка на черно поле b2 · бяла пешка на бяло поле c2 · бяла пешка на черно поле f2 · бяла пешка на бяло поле g2 · бяла пешка на черно поле h2 · бял топ на черно поле a1 · бял цар на черно поле e1 · бял топ на бяло поле h1 | черен топ на бяло поле a8 · черен кон на черно поле b8 · черен цар на бяло поле e8 · черен офицер на черно поле f8 · черен топ на черно поле h8 · черна пешка на черно поле a7 · черна дама на черно поле e7 · черна пешка на бяло поле f7 · черна пешка на черно поле g7 · черна пешка на бяло поле h7 · черна пешка на бяло поле c6 · черен кон на черно поле f6 · черна пешка на бяло поле b5 · черна пешка на черно поле e5 · бял офицер на черно поле g5 · бял офицер на бяло поле c4 · бяла пешка на бяло поле e4 · бяла дама на бяло поле b3 · бял кон на черно поле c3 · бяла пешка на бяло поле a2 · бяла пешка на черно поле b2 · бяла пешка на бяло поле c2 · бяла пешка на черно поле f2 · бяла пешка на бяло поле g2 · бяла пешка на черно поле h2 · бял топ на черно поле a1 · бял цар на черно поле e1 · бял топ на бяло поле h1 | черен топ на бяло поле a8 · черен кон на черно поле b8 · черен цар на бяло поле e8 · черен офицер на черно поле f8 · черен топ на черно поле h8 · черна пешка на черно поле a7 · черна дама на черно поле e7 · черна пешка на бяло поле f7 · черна пешка на черно поле g7 · черна пешка на бяло поле h7 · черна пешка на бяло поле c6 · черен кон на черно поле f6 · черна пешка на бяло поле b5 · черна пешка на черно поле e5 · бял офицер на черно поле g5 · бял офицер на бяло поле c4 · бяла пешка на бяло поле e4 · бяла дама на бяло поле b3 · бял кон на черно поле c3 · бяла пешка на бяло поле a2 · бяла пешка на черно поле b2 · бяла пешка на бяло поле c2 · бяла пешка на черно поле f2 · бяла пешка на бяло поле g2 · бяла пешка на черно поле h2 · бял топ на черно поле a1 · бял цар на черно поле e1 · бял топ на бяло поле h1 | черен топ на бяло поле a8 · черен кон на черно поле b8 · черен цар на бяло поле e8 · черен офицер на черно поле f8 · черен топ на черно поле h8 · черна пешка на черно поле a7 · черна дама на черно поле e7 · черна пешка на бяло поле f7 · черна пешка на черно поле g7 · черна пешка на бяло поле h7 · черна пешка на бяло поле c6 · черен кон на черно поле f6 · черна пешка на бяло поле b5 · черна пешка на черно поле e5 · бял офицер на черно поле g5 · бял офицер на бяло поле c4 · бяла пешка на бяло поле e4 · бяла дама на бяло поле b3 · бял кон на черно поле c3 · бяла пешка на бяло поле a2 · бяла пешка на черно поле b2 · бяла пешка на бяло поле c2 · бяла пешка на черно поле f2 · бяла пешка на бяло поле g2 · бяла пешка на черно поле h2 · бял топ на черно поле a1 · бял цар на черно поле e1 · бял топ на бяло поле h1 | 1 |
|   | a | b | c | d | e | f | g | h |   |

|   | a | b | c | d | e | f | g | h |   |
| 8 | черен топ на черно поле d8 · черен цар на бяло поле e8 · черен офицер на черно поле f8 · черен топ на черно поле h8 · черна пешка на черно поле a7 · черен кон на бяло поле d7 · черна дама на черно поле e7 · черна пешка на бяло поле f7 · черна пешка на черно поле g7 · черна пешка на бяло поле h7 · черен кон на черно поле f6 · бял офицер на бяло поле b5 · черна пешка на черно поле e5 · бял офицер на черно поле g5 · бяла пешка на бяло поле e4 · бяла дама на бяло поле b3 · бяла пешка на бяло поле a2 · бяла пешка на черно поле b2 · бяла пешка на бяло поле c2 · бяла пешка на черно поле f2 · бяла пешка на бяло поле g2 · бяла пешка на черно поле h2 · бял цар на черно поле c1 · бял топ на бяло поле d1 · бял топ на бяло поле h1 | черен топ на черно поле d8 · черен цар на бяло поле e8 · черен офицер на черно поле f8 · черен топ на черно поле h8 · черна пешка на черно поле a7 · черен кон на бяло поле d7 · черна дама на черно поле e7 · черна пешка на бяло поле f7 · черна пешка на черно поле g7 · черна пешка на бяло поле h7 · черен кон на черно поле f6 · бял офицер на бяло поле b5 · черна пешка на черно поле e5 · бял офицер на черно поле g5 · бяла пешка на бяло поле e4 · бяла дама на бяло поле b3 · бяла пешка на бяло поле a2 · бяла пешка на черно поле b2 · бяла пешка на бяло поле c2 · бяла пешка на черно поле f2 · бяла пешка на бяло поле g2 · бяла пешка на черно поле h2 · бял цар на черно поле c1 · бял топ на бяло поле d1 · бял топ на бяло поле h1 | черен топ на черно поле d8 · черен цар на бяло поле e8 · черен офицер на черно поле f8 · черен топ на черно поле h8 · черна пешка на черно поле a7 · черен кон на бяло поле d7 · черна дама на черно поле e7 · черна пешка на бяло поле f7 · черна пешка на черно поле g7 · черна пешка на бяло поле h7 · черен кон на черно поле f6 · бял офицер на бяло поле b5 · черна пешка на черно поле e5 · бял офицер на черно поле g5 · бяла пешка на бяло поле e4 · бяла дама на бяло поле b3 · бяла пешка на бяло поле a2 · бяла пешка на черно поле b2 · бяла пешка на бяло поле c2 · бяла пешка на черно поле f2 · бяла пешка на бяло поле g2 · бяла пешка на черно поле h2 · бял цар на черно поле c1 · бял топ на бяло поле d1 · бял топ на бяло поле h1 | черен топ на черно поле d8 · черен цар на бяло поле e8 · черен офицер на черно поле f8 · черен топ на черно поле h8 · черна пешка на черно поле a7 · черен кон на бяло поле d7 · черна дама на черно поле e7 · черна пешка на бяло поле f7 · черна пешка на черно поле g7 · черна пешка на бяло поле h7 · черен кон на черно поле f6 · бял офицер на бяло поле b5 · черна пешка на черно поле e5 · бял офицер на черно поле g5 · бяла пешка на бяло поле e4 · бяла дама на бяло поле b3 · бяла пешка на бяло поле a2 · бяла пешка на черно поле b2 · бяла пешка на бяло поле c2 · бяла пешка на черно поле f2 · бяла пешка на бяло поле g2 · бяла пешка на черно поле h2 · бял цар на черно поле c1 · бял топ на бяло поле d1 · бял топ на бяло поле h1 | черен топ на черно поле d8 · черен цар на бяло поле e8 · черен офицер на черно поле f8 · черен топ на черно поле h8 · черна пешка на черно поле a7 · черен кон на бяло поле d7 · черна дама на черно поле e7 · черна пешка на бяло поле f7 · черна пешка на черно поле g7 · черна пешка на бяло поле h7 · черен кон на черно поле f6 · бял офицер на бяло поле b5 · черна пешка на черно поле e5 · бял офицер на черно поле g5 · бяла пешка на бяло поле e4 · бяла дама на бяло поле b3 · бяла пешка на бяло поле a2 · бяла пешка на черно поле b2 · бяла пешка на бяло поле c2 · бяла пешка на черно поле f2 · бяла пешка на бяло поле g2 · бяла пешка на черно поле h2 · бял цар на черно поле c1 · бял топ на бяло поле d1 · бял топ на бяло поле h1 | черен топ на черно поле d8 · черен цар на бяло поле e8 · черен офицер на черно поле f8 · черен топ на черно поле h8 · черна пешка на черно поле a7 · черен кон на бяло поле d7 · черна дама на черно поле e7 · черна пешка на бяло поле f7 · черна пешка на черно поле g7 · черна пешка на бяло поле h7 · черен кон на черно поле f6 · бял офицер на бяло поле b5 · черна пешка на черно поле e5 · бял офицер на черно поле g5 · бяла пешка на бяло поле e4 · бяла дама на бяло поле b3 · бяла пешка на бяло поле a2 · бяла пешка на черно поле b2 · бяла пешка на бяло поле c2 · бяла пешка на черно поле f2 · бяла пешка на бяло поле g2 · бяла пешка на черно поле h2 · бял цар на черно поле c1 · бял топ на бяло поле d1 · бял топ на бяло поле h1 | черен топ на черно поле d8 · черен цар на бяло поле e8 · черен офицер на черно поле f8 · черен топ на черно поле h8 · черна пешка на черно поле a7 · черен кон на бяло поле d7 · черна дама на черно поле e7 · черна пешка на бяло поле f7 · черна пешка на черно поле g7 · черна пешка на бяло поле h7 · черен кон на черно поле f6 · бял офицер на бяло поле b5 · черна пешка на черно поле e5 · бял офицер на черно поле g5 · бяла пешка на бяло поле e4 · бяла дама на бяло поле b3 · бяла пешка на бяло поле a2 · бяла пешка на черно поле b2 · бяла пешка на бяло поле c2 · бяла пешка на черно поле f2 · бяла пешка на бяло поле g2 · бяла пешка на черно поле h2 · бял цар на черно поле c1 · бял топ на бяло поле d1 · бял топ на бяло поле h1 | черен топ на черно поле d8 · черен цар на бяло поле e8 · черен офицер на черно поле f8 · черен топ на черно поле h8 · черна пешка на черно поле a7 · черен кон на бяло поле d7 · черна дама на черно поле e7 · черна пешка на бяло поле f7 · черна пешка на черно поле g7 · черна пешка на бяло поле h7 · черен кон на черно поле f6 · бял офицер на бяло поле b5 · черна пешка на черно поле e5 · бял офицер на черно поле g5 · бяла пешка на бяло поле e4 · бяла дама на бяло поле b3 · бяла пешка на бяло поле a2 · бяла пешка на черно поле b2 · бяла пешка на бяло поле c2 · бяла пешка на черно поле f2 · бяла пешка на бяло поле g2 · бяла пешка на черно поле h2 · бял цар на черно поле c1 · бял топ на бяло поле d1 · бял топ на бяло поле h1 | 8 |
| 7 | черен топ на черно поле d8 · черен цар на бяло поле e8 · черен офицер на черно поле f8 · черен топ на черно поле h8 · черна пешка на черно поле a7 · черен кон на бяло поле d7 · черна дама на черно поле e7 · черна пешка на бяло поле f7 · черна пешка на черно поле g7 · черна пешка на бяло поле h7 · черен кон на черно поле f6 · бял офицер на бяло поле b5 · черна пешка на черно поле e5 · бял офицер на черно поле g5 · бяла пешка на бяло поле e4 · бяла дама на бяло поле b3 · бяла пешка на бяло поле a2 · бяла пешка на черно поле b2 · бяла пешка на бяло поле c2 · бяла пешка на черно поле f2 · бяла пешка на бяло поле g2 · бяла пешка на черно поле h2 · бял цар на черно поле c1 · бял топ на бяло поле d1 · бял топ на бяло поле h1 | черен топ на черно поле d8 · черен цар на бяло поле e8 · черен офицер на черно поле f8 · черен топ на черно поле h8 · черна пешка на черно поле a7 · черен кон на бяло поле d7 · черна дама на черно поле e7 · черна пешка на бяло поле f7 · черна пешка на черно поле g7 · черна пешка на бяло поле h7 · черен кон на черно поле f6 · бял офицер на бяло поле b5 · черна пешка на черно поле e5 · бял офицер на черно поле g5 · бяла пешка на бяло поле e4 · бяла дама на бяло поле b3 · бяла пешка на бяло поле a2 · бяла пешка на черно поле b2 · бяла пешка на бяло поле c2 · бяла пешка на черно поле f2 · бяла пешка на бяло поле g2 · бяла пешка на черно поле h2 · бял цар на черно поле c1 · бял топ на бяло поле d1 · бял топ на бяло поле h1 | черен топ на черно поле d8 · черен цар на бяло поле e8 · черен офицер на черно поле f8 · черен топ на черно поле h8 · черна пешка на черно поле a7 · черен кон на бяло поле d7 · черна дама на черно поле e7 · черна пешка на бяло поле f7 · черна пешка на черно поле g7 · черна пешка на бяло поле h7 · черен кон на черно поле f6 · бял офицер на бяло поле b5 · черна пешка на черно поле e5 · бял офицер на черно поле g5 · бяла пешка на бяло поле e4 · бяла дама на бяло поле b3 · бяла пешка на бяло поле a2 · бяла пешка на черно поле b2 · бяла пешка на бяло поле c2 · бяла пешка на черно поле f2 · бяла пешка на бяло поле g2 · бяла пешка на черно поле h2 · бял цар на черно поле c1 · бял топ на бяло поле d1 · бял топ на бяло поле h1 | черен топ на черно поле d8 · черен цар на бяло поле e8 · черен офицер на черно поле f8 · черен топ на черно поле h8 · черна пешка на черно поле a7 · черен кон на бяло поле d7 · черна дама на черно поле e7 · черна пешка на бяло поле f7 · черна пешка на черно поле g7 · черна пешка на бяло поле h7 · черен кон на черно поле f6 · бял офицер на бяло поле b5 · черна пешка на черно поле e5 · бял офицер на черно поле g5 · бяла пешка на бяло поле e4 · бяла дама на бяло поле b3 · бяла пешка на бяло поле a2 · бяла пешка на черно поле b2 · бяла пешка на бяло поле c2 · бяла пешка на черно поле f2 · бяла пешка на бяло поле g2 · бяла пешка на черно поле h2 · бял цар на черно поле c1 · бял топ на бяло поле d1 · бял топ на бяло поле h1 | черен топ на черно поле d8 · черен цар на бяло поле e8 · черен офицер на черно поле f8 · черен топ на черно поле h8 · черна пешка на черно поле a7 · черен кон на бяло поле d7 · черна дама на черно поле e7 · черна пешка на бяло поле f7 · черна пешка на черно поле g7 · черна пешка на бяло поле h7 · черен кон на черно поле f6 · бял офицер на бяло поле b5 · черна пешка на черно поле e5 · бял офицер на черно поле g5 · бяла пешка на бяло поле e4 · бяла дама на бяло поле b3 · бяла пешка на бяло поле a2 · бяла пешка на черно поле b2 · бяла пешка на бяло поле c2 · бяла пешка на черно поле f2 · бяла пешка на бяло поле g2 · бяла пешка на черно поле h2 · бял цар на черно поле c1 · бял топ на бяло поле d1 · бял топ на бяло поле h1 | черен топ на черно поле d8 · черен цар на бяло поле e8 · черен офицер на черно поле f8 · черен топ на черно поле h8 · черна пешка на черно поле a7 · черен кон на бяло поле d7 · черна дама на черно поле e7 · черна пешка на бяло поле f7 · черна пешка на черно поле g7 · черна пешка на бяло поле h7 · черен кон на черно поле f6 · бял офицер на бяло поле b5 · черна пешка на черно поле e5 · бял офицер на черно поле g5 · бяла пешка на бяло поле e4 · бяла дама на бяло поле b3 · бяла пешка на бяло поле a2 · бяла пешка на черно поле b2 · бяла пешка на бяло поле c2 · бяла пешка на черно поле f2 · бяла пешка на бяло поле g2 · бяла пешка на черно поле h2 · бял цар на черно поле c1 · бял топ на бяло поле d1 · бял топ на бяло поле h1 | черен топ на черно поле d8 · черен цар на бяло поле e8 · черен офицер на черно поле f8 · черен топ на черно поле h8 · черна пешка на черно поле a7 · черен кон на бяло поле d7 · черна дама на черно поле e7 · черна пешка на бяло поле f7 · черна пешка на черно поле g7 · черна пешка на бяло поле h7 · черен кон на черно поле f6 · бял офицер на бяло поле b5 · черна пешка на черно поле e5 · бял офицер на черно поле g5 · бяла пешка на бяло поле e4 · бяла дама на бяло поле b3 · бяла пешка на бяло поле a2 · бяла пешка на черно поле b2 · бяла пешка на бяло поле c2 · бяла пешка на черно поле f2 · бяла пешка на бяло поле g2 · бяла пешка на черно поле h2 · бял цар на черно поле c1 · бял топ на бяло поле d1 · бял топ на бяло поле h1 | черен топ на черно поле d8 · черен цар на бяло поле e8 · черен офицер на черно поле f8 · черен топ на черно поле h8 · черна пешка на черно поле a7 · черен кон на бяло поле d7 · черна дама на черно поле e7 · черна пешка на бяло поле f7 · черна пешка на черно поле g7 · черна пешка на бяло поле h7 · черен кон на черно поле f6 · бял офицер на бяло поле b5 · черна пешка на черно поле e5 · бял офицер на черно поле g5 · бяла пешка на бяло поле e4 · бяла дама на бяло поле b3 · бяла пешка на бяло поле a2 · бяла пешка на черно поле b2 · бяла пешка на бяло поле c2 · бяла пешка на черно поле f2 · бяла пешка на бяло поле g2 · бяла пешка на черно поле h2 · бял цар на черно поле c1 · бял топ на бяло поле d1 · бял топ на бяло поле h1 | 7 |
| 6 | черен топ на черно поле d8 · черен цар на бяло поле e8 · черен офицер на черно поле f8 · черен топ на черно поле h8 · черна пешка на черно поле a7 · черен кон на бяло поле d7 · черна дама на черно поле e7 · черна пешка на бяло поле f7 · черна пешка на черно поле g7 · черна пешка на бяло поле h7 · черен кон на черно поле f6 · бял офицер на бяло поле b5 · черна пешка на черно поле e5 · бял офицер на черно поле g5 · бяла пешка на бяло поле e4 · бяла дама на бяло поле b3 · бяла пешка на бяло поле a2 · бяла пешка на черно поле b2 · бяла пешка на бяло поле c2 · бяла пешка на черно поле f2 · бяла пешка на бяло поле g2 · бяла пешка на черно поле h2 · бял цар на черно поле c1 · бял топ на бяло поле d1 · бял топ на бяло поле h1 | черен топ на черно поле d8 · черен цар на бяло поле e8 · черен офицер на черно поле f8 · черен топ на черно поле h8 · черна пешка на черно поле a7 · черен кон на бяло поле d7 · черна дама на черно поле e7 · черна пешка на бяло поле f7 · черна пешка на черно поле g7 · черна пешка на бяло поле h7 · черен кон на черно поле f6 · бял офицер на бяло поле b5 · черна пешка на черно поле e5 · бял офицер на черно поле g5 · бяла пешка на бяло поле e4 · бяла дама на бяло поле b3 · бяла пешка на бяло поле a2 · бяла пешка на черно поле b2 · бяла пешка на бяло поле c2 · бяла пешка на черно поле f2 · бяла пешка на бяло поле g2 · бяла пешка на черно поле h2 · бял цар на черно поле c1 · бял топ на бяло поле d1 · бял топ на бяло поле h1 | черен топ на черно поле d8 · черен цар на бяло поле e8 · черен офицер на черно поле f8 · черен топ на черно поле h8 · черна пешка на черно поле a7 · черен кон на бяло поле d7 · черна дама на черно поле e7 · черна пешка на бяло поле f7 · черна пешка на черно поле g7 · черна пешка на бяло поле h7 · черен кон на черно поле f6 · бял офицер на бяло поле b5 · черна пешка на черно поле e5 · бял офицер на черно поле g5 · бяла пешка на бяло поле e4 · бяла дама на бяло поле b3 · бяла пешка на бяло поле a2 · бяла пешка на черно поле b2 · бяла пешка на бяло поле c2 · бяла пешка на черно поле f2 · бяла пешка на бяло поле g2 · бяла пешка на черно поле h2 · бял цар на черно поле c1 · бял топ на бяло поле d1 · бял топ на бяло поле h1 | черен топ на черно поле d8 · черен цар на бяло поле e8 · черен офицер на черно поле f8 · черен топ на черно поле h8 · черна пешка на черно поле a7 · черен кон на бяло поле d7 · черна дама на черно поле e7 · черна пешка на бяло поле f7 · черна пешка на черно поле g7 · черна пешка на бяло поле h7 · черен кон на черно поле f6 · бял офицер на бяло поле b5 · черна пешка на черно поле e5 · бял офицер на черно поле g5 · бяла пешка на бяло поле e4 · бяла дама на бяло поле b3 · бяла пешка на бяло поле a2 · бяла пешка на черно поле b2 · бяла пешка на бяло поле c2 · бяла пешка на черно поле f2 · бяла пешка на бяло поле g2 · бяла пешка на черно поле h2 · бял цар на черно поле c1 · бял топ на бяло поле d1 · бял топ на бяло поле h1 | черен топ на черно поле d8 · черен цар на бяло поле e8 · черен офицер на черно поле f8 · черен топ на черно поле h8 · черна пешка на черно поле a7 · черен кон на бяло поле d7 · черна дама на черно поле e7 · черна пешка на бяло поле f7 · черна пешка на черно поле g7 · черна пешка на бяло поле h7 · черен кон на черно поле f6 · бял офицер на бяло поле b5 · черна пешка на черно поле e5 · бял офицер на черно поле g5 · бяла пешка на бяло поле e4 · бяла дама на бяло поле b3 · бяла пешка на бяло поле a2 · бяла пешка на черно поле b2 · бяла пешка на бяло поле c2 · бяла пешка на черно поле f2 · бяла пешка на бяло поле g2 · бяла пешка на черно поле h2 · бял цар на черно поле c1 · бял топ на бяло поле d1 · бял топ на бяло поле h1 | черен топ на черно поле d8 · черен цар на бяло поле e8 · черен офицер на черно поле f8 · черен топ на черно поле h8 · черна пешка на черно поле a7 · черен кон на бяло поле d7 · черна дама на черно поле e7 · черна пешка на бяло поле f7 · черна пешка на черно поле g7 · черна пешка на бяло поле h7 · черен кон на черно поле f6 · бял офицер на бяло поле b5 · черна пешка на черно поле e5 · бял офицер на черно поле g5 · бяла пешка на бяло поле e4 · бяла дама на бяло поле b3 · бяла пешка на бяло поле a2 · бяла пешка на черно поле b2 · бяла пешка на бяло поле c2 · бяла пешка на черно поле f2 · бяла пешка на бяло поле g2 · бяла пешка на черно поле h2 · бял цар на черно поле c1 · бял топ на бяло поле d1 · бял топ на бяло поле h1 | черен топ на черно поле d8 · черен цар на бяло поле e8 · черен офицер на черно поле f8 · черен топ на черно поле h8 · черна пешка на черно поле a7 · черен кон на бяло поле d7 · черна дама на черно поле e7 · черна пешка на бяло поле f7 · черна пешка на черно поле g7 · черна пешка на бяло поле h7 · черен кон на черно поле f6 · бял офицер на бяло поле b5 · черна пешка на черно поле e5 · бял офицер на черно поле g5 · бяла пешка на бяло поле e4 · бяла дама на бяло поле b3 · бяла пешка на бяло поле a2 · бяла пешка на черно поле b2 · бяла пешка на бяло поле c2 · бяла пешка на черно поле f2 · бяла пешка на бяло поле g2 · бяла пешка на черно поле h2 · бял цар на черно поле c1 · бял топ на бяло поле d1 · бял топ на бяло поле h1 | черен топ на черно поле d8 · черен цар на бяло поле e8 · черен офицер на черно поле f8 · черен топ на черно поле h8 · черна пешка на черно поле a7 · черен кон на бяло поле d7 · черна дама на черно поле e7 · черна пешка на бяло поле f7 · черна пешка на черно поле g7 · черна пешка на бяло поле h7 · черен кон на черно поле f6 · бял офицер на бяло поле b5 · черна пешка на черно поле e5 · бял офицер на черно поле g5 · бяла пешка на бяло поле e4 · бяла дама на бяло поле b3 · бяла пешка на бяло поле a2 · бяла пешка на черно поле b2 · бяла пешка на бяло поле c2 · бяла пешка на черно поле f2 · бяла пешка на бяло поле g2 · бяла пешка на черно поле h2 · бял цар на черно поле c1 · бял топ на бяло поле d1 · бял топ на бяло поле h1 | 6 |
| 5 | черен топ на черно поле d8 · черен цар на бяло поле e8 · черен офицер на черно поле f8 · черен топ на черно поле h8 · черна пешка на черно поле a7 · черен кон на бяло поле d7 · черна дама на черно поле e7 · черна пешка на бяло поле f7 · черна пешка на черно поле g7 · черна пешка на бяло поле h7 · черен кон на черно поле f6 · бял офицер на бяло поле b5 · черна пешка на черно поле e5 · бял офицер на черно поле g5 · бяла пешка на бяло поле e4 · бяла дама на бяло поле b3 · бяла пешка на бяло поле a2 · бяла пешка на черно поле b2 · бяла пешка на бяло поле c2 · бяла пешка на черно поле f2 · бяла пешка на бяло поле g2 · бяла пешка на черно поле h2 · бял цар на черно поле c1 · бял топ на бяло поле d1 · бял топ на бяло поле h1 | черен топ на черно поле d8 · черен цар на бяло поле e8 · черен офицер на черно поле f8 · черен топ на черно поле h8 · черна пешка на черно поле a7 · черен кон на бяло поле d7 · черна дама на черно поле e7 · черна пешка на бяло поле f7 · черна пешка на черно поле g7 · черна пешка на бяло поле h7 · черен кон на черно поле f6 · бял офицер на бяло поле b5 · черна пешка на черно поле e5 · бял офицер на черно поле g5 · бяла пешка на бяло поле e4 · бяла дама на бяло поле b3 · бяла пешка на бяло поле a2 · бяла пешка на черно поле b2 · бяла пешка на бяло поле c2 · бяла пешка на черно поле f2 · бяла пешка на бяло поле g2 · бяла пешка на черно поле h2 · бял цар на черно поле c1 · бял топ на бяло поле d1 · бял топ на бяло поле h1 | черен топ на черно поле d8 · черен цар на бяло поле e8 · черен офицер на черно поле f8 · черен топ на черно поле h8 · черна пешка на черно поле a7 · черен кон на бяло поле d7 · черна дама на черно поле e7 · черна пешка на бяло поле f7 · черна пешка на черно поле g7 · черна пешка на бяло поле h7 · черен кон на черно поле f6 · бял офицер на бяло поле b5 · черна пешка на черно поле e5 · бял офицер на черно поле g5 · бяла пешка на бяло поле e4 · бяла дама на бяло поле b3 · бяла пешка на бяло поле a2 · бяла пешка на черно поле b2 · бяла пешка на бяло поле c2 · бяла пешка на черно поле f2 · бяла пешка на бяло поле g2 · бяла пешка на черно поле h2 · бял цар на черно поле c1 · бял топ на бяло поле d1 · бял топ на бяло поле h1 | черен топ на черно поле d8 · черен цар на бяло поле e8 · черен офицер на черно поле f8 · черен топ на черно поле h8 · черна пешка на черно поле a7 · черен кон на бяло поле d7 · черна дама на черно поле e7 · черна пешка на бяло поле f7 · черна пешка на черно поле g7 · черна пешка на бяло поле h7 · черен кон на черно поле f6 · бял офицер на бяло поле b5 · черна пешка на черно поле e5 · бял офицер на черно поле g5 · бяла пешка на бяло поле e4 · бяла дама на бяло поле b3 · бяла пешка на бяло поле a2 · бяла пешка на черно поле b2 · бяла пешка на бяло поле c2 · бяла пешка на черно поле f2 · бяла пешка на бяло поле g2 · бяла пешка на черно поле h2 · бял цар на черно поле c1 · бял топ на бяло поле d1 · бял топ на бяло поле h1 | черен топ на черно поле d8 · черен цар на бяло поле e8 · черен офицер на черно поле f8 · черен топ на черно поле h8 · черна пешка на черно поле a7 · черен кон на бяло поле d7 · черна дама на черно поле e7 · черна пешка на бяло поле f7 · черна пешка на черно поле g7 · черна пешка на бяло поле h7 · черен кон на черно поле f6 · бял офицер на бяло поле b5 · черна пешка на черно поле e5 · бял офицер на черно поле g5 · бяла пешка на бяло поле e4 · бяла дама на бяло поле b3 · бяла пешка на бяло поле a2 · бяла пешка на черно поле b2 · бяла пешка на бяло поле c2 · бяла пешка на черно поле f2 · бяла пешка на бяло поле g2 · бяла пешка на черно поле h2 · бял цар на черно поле c1 · бял топ на бяло поле d1 · бял топ на бяло поле h1 | черен топ на черно поле d8 · черен цар на бяло поле e8 · черен офицер на черно поле f8 · черен топ на черно поле h8 · черна пешка на черно поле a7 · черен кон на бяло поле d7 · черна дама на черно поле e7 · черна пешка на бяло поле f7 · черна пешка на черно поле g7 · черна пешка на бяло поле h7 · черен кон на черно поле f6 · бял офицер на бяло поле b5 · черна пешка на черно поле e5 · бял офицер на черно поле g5 · бяла пешка на бяло поле e4 · бяла дама на бяло поле b3 · бяла пешка на бяло поле a2 · бяла пешка на черно поле b2 · бяла пешка на бяло поле c2 · бяла пешка на черно поле f2 · бяла пешка на бяло поле g2 · бяла пешка на черно поле h2 · бял цар на черно поле c1 · бял топ на бяло поле d1 · бял топ на бяло поле h1 | черен топ на черно поле d8 · черен цар на бяло поле e8 · черен офицер на черно поле f8 · черен топ на черно поле h8 · черна пешка на черно поле a7 · черен кон на бяло поле d7 · черна дама на черно поле e7 · черна пешка на бяло поле f7 · черна пешка на черно поле g7 · черна пешка на бяло поле h7 · черен кон на черно поле f6 · бял офицер на бяло поле b5 · черна пешка на черно поле e5 · бял офицер на черно поле g5 · бяла пешка на бяло поле e4 · бяла дама на бяло поле b3 · бяла пешка на бяло поле a2 · бяла пешка на черно поле b2 · бяла пешка на бяло поле c2 · бяла пешка на черно поле f2 · бяла пешка на бяло поле g2 · бяла пешка на черно поле h2 · бял цар на черно поле c1 · бял топ на бяло поле d1 · бял топ на бяло поле h1 | черен топ на черно поле d8 · черен цар на бяло поле e8 · черен офицер на черно поле f8 · черен топ на черно поле h8 · черна пешка на черно поле a7 · черен кон на бяло поле d7 · черна дама на черно поле e7 · черна пешка на бяло поле f7 · черна пешка на черно поле g7 · черна пешка на бяло поле h7 · черен кон на черно поле f6 · бял офицер на бяло поле b5 · черна пешка на черно поле e5 · бял офицер на черно поле g5 · бяла пешка на бяло поле e4 · бяла дама на бяло поле b3 · бяла пешка на бяло поле a2 · бяла пешка на черно поле b2 · бяла пешка на бяло поле c2 · бяла пешка на черно поле f2 · бяла пешка на бяло поле g2 · бяла пешка на черно поле h2 · бял цар на черно поле c1 · бял топ на бяло поле d1 · бял топ на бяло поле h1 | 5 |
| 4 | черен топ на черно поле d8 · черен цар на бяло поле e8 · черен офицер на черно поле f8 · черен топ на черно поле h8 · черна пешка на черно поле a7 · черен кон на бяло поле d7 · черна дама на черно поле e7 · черна пешка на бяло поле f7 · черна пешка на черно поле g7 · черна пешка на бяло поле h7 · черен кон на черно поле f6 · бял офицер на бяло поле b5 · черна пешка на черно поле e5 · бял офицер на черно поле g5 · бяла пешка на бяло поле e4 · бяла дама на бяло поле b3 · бяла пешка на бяло поле a2 · бяла пешка на черно поле b2 · бяла пешка на бяло поле c2 · бяла пешка на черно поле f2 · бяла пешка на бяло поле g2 · бяла пешка на черно поле h2 · бял цар на черно поле c1 · бял топ на бяло поле d1 · бял топ на бяло поле h1 | черен топ на черно поле d8 · черен цар на бяло поле e8 · черен офицер на черно поле f8 · черен топ на черно поле h8 · черна пешка на черно поле a7 · черен кон на бяло поле d7 · черна дама на черно поле e7 · черна пешка на бяло поле f7 · черна пешка на черно поле g7 · черна пешка на бяло поле h7 · черен кон на черно поле f6 · бял офицер на бяло поле b5 · черна пешка на черно поле e5 · бял офицер на черно поле g5 · бяла пешка на бяло поле e4 · бяла дама на бяло поле b3 · бяла пешка на бяло поле a2 · бяла пешка на черно поле b2 · бяла пешка на бяло поле c2 · бяла пешка на черно поле f2 · бяла пешка на бяло поле g2 · бяла пешка на черно поле h2 · бял цар на черно поле c1 · бял топ на бяло поле d1 · бял топ на бяло поле h1 | черен топ на черно поле d8 · черен цар на бяло поле e8 · черен офицер на черно поле f8 · черен топ на черно поле h8 · черна пешка на черно поле a7 · черен кон на бяло поле d7 · черна дама на черно поле e7 · черна пешка на бяло поле f7 · черна пешка на черно поле g7 · черна пешка на бяло поле h7 · черен кон на черно поле f6 · бял офицер на бяло поле b5 · черна пешка на черно поле e5 · бял офицер на черно поле g5 · бяла пешка на бяло поле e4 · бяла дама на бяло поле b3 · бяла пешка на бяло поле a2 · бяла пешка на черно поле b2 · бяла пешка на бяло поле c2 · бяла пешка на черно поле f2 · бяла пешка на бяло поле g2 · бяла пешка на черно поле h2 · бял цар на черно поле c1 · бял топ на бяло поле d1 · бял топ на бяло поле h1 | черен топ на черно поле d8 · черен цар на бяло поле e8 · черен офицер на черно поле f8 · черен топ на черно поле h8 · черна пешка на черно поле a7 · черен кон на бяло поле d7 · черна дама на черно поле e7 · черна пешка на бяло поле f7 · черна пешка на черно поле g7 · черна пешка на бяло поле h7 · черен кон на черно поле f6 · бял офицер на бяло поле b5 · черна пешка на черно поле e5 · бял офицер на черно поле g5 · бяла пешка на бяло поле e4 · бяла дама на бяло поле b3 · бяла пешка на бяло поле a2 · бяла пешка на черно поле b2 · бяла пешка на бяло поле c2 · бяла пешка на черно поле f2 · бяла пешка на бяло поле g2 · бяла пешка на черно поле h2 · бял цар на черно поле c1 · бял топ на бяло поле d1 · бял топ на бяло поле h1 | черен топ на черно поле d8 · черен цар на бяло поле e8 · черен офицер на черно поле f8 · черен топ на черно поле h8 · черна пешка на черно поле a7 · черен кон на бяло поле d7 · черна дама на черно поле e7 · черна пешка на бяло поле f7 · черна пешка на черно поле g7 · черна пешка на бяло поле h7 · черен кон на черно поле f6 · бял офицер на бяло поле b5 · черна пешка на черно поле e5 · бял офицер на черно поле g5 · бяла пешка на бяло поле e4 · бяла дама на бяло поле b3 · бяла пешка на бяло поле a2 · бяла пешка на черно поле b2 · бяла пешка на бяло поле c2 · бяла пешка на черно поле f2 · бяла пешка на бяло поле g2 · бяла пешка на черно поле h2 · бял цар на черно поле c1 · бял топ на бяло поле d1 · бял топ на бяло поле h1 | черен топ на черно поле d8 · черен цар на бяло поле e8 · черен офицер на черно поле f8 · черен топ на черно поле h8 · черна пешка на черно поле a7 · черен кон на бяло поле d7 · черна дама на черно поле e7 · черна пешка на бяло поле f7 · черна пешка на черно поле g7 · черна пешка на бяло поле h7 · черен кон на черно поле f6 · бял офицер на бяло поле b5 · черна пешка на черно поле e5 · бял офицер на черно поле g5 · бяла пешка на бяло поле e4 · бяла дама на бяло поле b3 · бяла пешка на бяло поле a2 · бяла пешка на черно поле b2 · бяла пешка на бяло поле c2 · бяла пешка на черно поле f2 · бяла пешка на бяло поле g2 · бяла пешка на черно поле h2 · бял цар на черно поле c1 · бял топ на бяло поле d1 · бял топ на бяло поле h1 | черен топ на черно поле d8 · черен цар на бяло поле e8 · черен офицер на черно поле f8 · черен топ на черно поле h8 · черна пешка на черно поле a7 · черен кон на бяло поле d7 · черна дама на черно поле e7 · черна пешка на бяло поле f7 · черна пешка на черно поле g7 · черна пешка на бяло поле h7 · черен кон на черно поле f6 · бял офицер на бяло поле b5 · черна пешка на черно поле e5 · бял офицер на черно поле g5 · бяла пешка на бяло поле e4 · бяла дама на бяло поле b3 · бяла пешка на бяло поле a2 · бяла пешка на черно поле b2 · бяла пешка на бяло поле c2 · бяла пешка на черно поле f2 · бяла пешка на бяло поле g2 · бяла пешка на черно поле h2 · бял цар на черно поле c1 · бял топ на бяло поле d1 · бял топ на бяло поле h1 | черен топ на черно поле d8 · черен цар на бяло поле e8 · черен офицер на черно поле f8 · черен топ на черно поле h8 · черна пешка на черно поле a7 · черен кон на бяло поле d7 · черна дама на черно поле e7 · черна пешка на бяло поле f7 · черна пешка на черно поле g7 · черна пешка на бяло поле h7 · черен кон на черно поле f6 · бял офицер на бяло поле b5 · черна пешка на черно поле e5 · бял офицер на черно поле g5 · бяла пешка на бяло поле e4 · бяла дама на бяло поле b3 · бяла пешка на бяло поле a2 · бяла пешка на черно поле b2 · бяла пешка на бяло поле c2 · бяла пешка на черно поле f2 · бяла пешка на бяло поле g2 · бяла пешка на черно поле h2 · бял цар на черно поле c1 · бял топ на бяло поле d1 · бял топ на бяло поле h1 | 4 |
| 3 | черен топ на черно поле d8 · черен цар на бяло поле e8 · черен офицер на черно поле f8 · черен топ на черно поле h8 · черна пешка на черно поле a7 · черен кон на бяло поле d7 · черна дама на черно поле e7 · черна пешка на бяло поле f7 · черна пешка на черно поле g7 · черна пешка на бяло поле h7 · черен кон на черно поле f6 · бял офицер на бяло поле b5 · черна пешка на черно поле e5 · бял офицер на черно поле g5 · бяла пешка на бяло поле e4 · бяла дама на бяло поле b3 · бяла пешка на бяло поле a2 · бяла пешка на черно поле b2 · бяла пешка на бяло поле c2 · бяла пешка на черно поле f2 · бяла пешка на бяло поле g2 · бяла пешка на черно поле h2 · бял цар на черно поле c1 · бял топ на бяло поле d1 · бял топ на бяло поле h1 | черен топ на черно поле d8 · черен цар на бяло поле e8 · черен офицер на черно поле f8 · черен топ на черно поле h8 · черна пешка на черно поле a7 · черен кон на бяло поле d7 · черна дама на черно поле e7 · черна пешка на бяло поле f7 · черна пешка на черно поле g7 · черна пешка на бяло поле h7 · черен кон на черно поле f6 · бял офицер на бяло поле b5 · черна пешка на черно поле e5 · бял офицер на черно поле g5 · бяла пешка на бяло поле e4 · бяла дама на бяло поле b3 · бяла пешка на бяло поле a2 · бяла пешка на черно поле b2 · бяла пешка на бяло поле c2 · бяла пешка на черно поле f2 · бяла пешка на бяло поле g2 · бяла пешка на черно поле h2 · бял цар на черно поле c1 · бял топ на бяло поле d1 · бял топ на бяло поле h1 | черен топ на черно поле d8 · черен цар на бяло поле e8 · черен офицер на черно поле f8 · черен топ на черно поле h8 · черна пешка на черно поле a7 · черен кон на бяло поле d7 · черна дама на черно поле e7 · черна пешка на бяло поле f7 · черна пешка на черно поле g7 · черна пешка на бяло поле h7 · черен кон на черно поле f6 · бял офицер на бяло поле b5 · черна пешка на черно поле e5 · бял офицер на черно поле g5 · бяла пешка на бяло поле e4 · бяла дама на бяло поле b3 · бяла пешка на бяло поле a2 · бяла пешка на черно поле b2 · бяла пешка на бяло поле c2 · бяла пешка на черно поле f2 · бяла пешка на бяло поле g2 · бяла пешка на черно поле h2 · бял цар на черно поле c1 · бял топ на бяло поле d1 · бял топ на бяло поле h1 | черен топ на черно поле d8 · черен цар на бяло поле e8 · черен офицер на черно поле f8 · черен топ на черно поле h8 · черна пешка на черно поле a7 · черен кон на бяло поле d7 · черна дама на черно поле e7 · черна пешка на бяло поле f7 · черна пешка на черно поле g7 · черна пешка на бяло поле h7 · черен кон на черно поле f6 · бял офицер на бяло поле b5 · черна пешка на черно поле e5 · бял офицер на черно поле g5 · бяла пешка на бяло поле e4 · бяла дама на бяло поле b3 · бяла пешка на бяло поле a2 · бяла пешка на черно поле b2 · бяла пешка на бяло поле c2 · бяла пешка на черно поле f2 · бяла пешка на бяло поле g2 · бяла пешка на черно поле h2 · бял цар на черно поле c1 · бял топ на бяло поле d1 · бял топ на бяло поле h1 | черен топ на черно поле d8 · черен цар на бяло поле e8 · черен офицер на черно поле f8 · черен топ на черно поле h8 · черна пешка на черно поле a7 · черен кон на бяло поле d7 · черна дама на черно поле e7 · черна пешка на бяло поле f7 · черна пешка на черно поле g7 · черна пешка на бяло поле h7 · черен кон на черно поле f6 · бял офицер на бяло поле b5 · черна пешка на черно поле e5 · бял офицер на черно поле g5 · бяла пешка на бяло поле e4 · бяла дама на бяло поле b3 · бяла пешка на бяло поле a2 · бяла пешка на черно поле b2 · бяла пешка на бяло поле c2 · бяла пешка на черно поле f2 · бяла пешка на бяло поле g2 · бяла пешка на черно поле h2 · бял цар на черно поле c1 · бял топ на бяло поле d1 · бял топ на бяло поле h1 | черен топ на черно поле d8 · черен цар на бяло поле e8 · черен офицер на черно поле f8 · черен топ на черно поле h8 · черна пешка на черно поле a7 · черен кон на бяло поле d7 · черна дама на черно поле e7 · черна пешка на бяло поле f7 · черна пешка на черно поле g7 · черна пешка на бяло поле h7 · черен кон на черно поле f6 · бял офицер на бяло поле b5 · черна пешка на черно поле e5 · бял офицер на черно поле g5 · бяла пешка на бяло поле e4 · бяла дама на бяло поле b3 · бяла пешка на бяло поле a2 · бяла пешка на черно поле b2 · бяла пешка на бяло поле c2 · бяла пешка на черно поле f2 · бяла пешка на бяло поле g2 · бяла пешка на черно поле h2 · бял цар на черно поле c1 · бял топ на бяло поле d1 · бял топ на бяло поле h1 | черен топ на черно поле d8 · черен цар на бяло поле e8 · черен офицер на черно поле f8 · черен топ на черно поле h8 · черна пешка на черно поле a7 · черен кон на бяло поле d7 · черна дама на черно поле e7 · черна пешка на бяло поле f7 · черна пешка на черно поле g7 · черна пешка на бяло поле h7 · черен кон на черно поле f6 · бял офицер на бяло поле b5 · черна пешка на черно поле e5 · бял офицер на черно поле g5 · бяла пешка на бяло поле e4 · бяла дама на бяло поле b3 · бяла пешка на бяло поле a2 · бяла пешка на черно поле b2 · бяла пешка на бяло поле c2 · бяла пешка на черно поле f2 · бяла пешка на бяло поле g2 · бяла пешка на черно поле h2 · бял цар на черно поле c1 · бял топ на бяло поле d1 · бял топ на бяло поле h1 | черен топ на черно поле d8 · черен цар на бяло поле e8 · черен офицер на черно поле f8 · черен топ на черно поле h8 · черна пешка на черно поле a7 · черен кон на бяло поле d7 · черна дама на черно поле e7 · черна пешка на бяло поле f7 · черна пешка на черно поле g7 · черна пешка на бяло поле h7 · черен кон на черно поле f6 · бял офицер на бяло поле b5 · черна пешка на черно поле e5 · бял офицер на черно поле g5 · бяла пешка на бяло поле e4 · бяла дама на бяло поле b3 · бяла пешка на бяло поле a2 · бяла пешка на черно поле b2 · бяла пешка на бяло поле c2 · бяла пешка на черно поле f2 · бяла пешка на бяло поле g2 · бяла пешка на черно поле h2 · бял цар на черно поле c1 · бял топ на бяло поле d1 · бял топ на бяло поле h1 | 3 |
| 2 | черен топ на черно поле d8 · черен цар на бяло поле e8 · черен офицер на черно поле f8 · черен топ на черно поле h8 · черна пешка на черно поле a7 · черен кон на бяло поле d7 · черна дама на черно поле e7 · черна пешка на бяло поле f7 · черна пешка на черно поле g7 · черна пешка на бяло поле h7 · черен кон на черно поле f6 · бял офицер на бяло поле b5 · черна пешка на черно поле e5 · бял офицер на черно поле g5 · бяла пешка на бяло поле e4 · бяла дама на бяло поле b3 · бяла пешка на бяло поле a2 · бяла пешка на черно поле b2 · бяла пешка на бяло поле c2 · бяла пешка на черно поле f2 · бяла пешка на бяло поле g2 · бяла пешка на черно поле h2 · бял цар на черно поле c1 · бял топ на бяло поле d1 · бял топ на бяло поле h1 | черен топ на черно поле d8 · черен цар на бяло поле e8 · черен офицер на черно поле f8 · черен топ на черно поле h8 · черна пешка на черно поле a7 · черен кон на бяло поле d7 · черна дама на черно поле e7 · черна пешка на бяло поле f7 · черна пешка на черно поле g7 · черна пешка на бяло поле h7 · черен кон на черно поле f6 · бял офицер на бяло поле b5 · черна пешка на черно поле e5 · бял офицер на черно поле g5 · бяла пешка на бяло поле e4 · бяла дама на бяло поле b3 · бяла пешка на бяло поле a2 · бяла пешка на черно поле b2 · бяла пешка на бяло поле c2 · бяла пешка на черно поле f2 · бяла пешка на бяло поле g2 · бяла пешка на черно поле h2 · бял цар на черно поле c1 · бял топ на бяло поле d1 · бял топ на бяло поле h1 | черен топ на черно поле d8 · черен цар на бяло поле e8 · черен офицер на черно поле f8 · черен топ на черно поле h8 · черна пешка на черно поле a7 · черен кон на бяло поле d7 · черна дама на черно поле e7 · черна пешка на бяло поле f7 · черна пешка на черно поле g7 · черна пешка на бяло поле h7 · черен кон на черно поле f6 · бял офицер на бяло поле b5 · черна пешка на черно поле e5 · бял офицер на черно поле g5 · бяла пешка на бяло поле e4 · бяла дама на бяло поле b3 · бяла пешка на бяло поле a2 · бяла пешка на черно поле b2 · бяла пешка на бяло поле c2 · бяла пешка на черно поле f2 · бяла пешка на бяло поле g2 · бяла пешка на черно поле h2 · бял цар на черно поле c1 · бял топ на бяло поле d1 · бял топ на бяло поле h1 | черен топ на черно поле d8 · черен цар на бяло поле e8 · черен офицер на черно поле f8 · черен топ на черно поле h8 · черна пешка на черно поле a7 · черен кон на бяло поле d7 · черна дама на черно поле e7 · черна пешка на бяло поле f7 · черна пешка на черно поле g7 · черна пешка на бяло поле h7 · черен кон на черно поле f6 · бял офицер на бяло поле b5 · черна пешка на черно поле e5 · бял офицер на черно поле g5 · бяла пешка на бяло поле e4 · бяла дама на бяло поле b3 · бяла пешка на бяло поле a2 · бяла пешка на черно поле b2 · бяла пешка на бяло поле c2 · бяла пешка на черно поле f2 · бяла пешка на бяло поле g2 · бяла пешка на черно поле h2 · бял цар на черно поле c1 · бял топ на бяло поле d1 · бял топ на бяло поле h1 | черен топ на черно поле d8 · черен цар на бяло поле e8 · черен офицер на черно поле f8 · черен топ на черно поле h8 · черна пешка на черно поле a7 · черен кон на бяло поле d7 · черна дама на черно поле e7 · черна пешка на бяло поле f7 · черна пешка на черно поле g7 · черна пешка на бяло поле h7 · черен кон на черно поле f6 · бял офицер на бяло поле b5 · черна пешка на черно поле e5 · бял офицер на черно поле g5 · бяла пешка на бяло поле e4 · бяла дама на бяло поле b3 · бяла пешка на бяло поле a2 · бяла пешка на черно поле b2 · бяла пешка на бяло поле c2 · бяла пешка на черно поле f2 · бяла пешка на бяло поле g2 · бяла пешка на черно поле h2 · бял цар на черно поле c1 · бял топ на бяло поле d1 · бял топ на бяло поле h1 | черен топ на черно поле d8 · черен цар на бяло поле e8 · черен офицер на черно поле f8 · черен топ на черно поле h8 · черна пешка на черно поле a7 · черен кон на бяло поле d7 · черна дама на черно поле e7 · черна пешка на бяло поле f7 · черна пешка на черно поле g7 · черна пешка на бяло поле h7 · черен кон на черно поле f6 · бял офицер на бяло поле b5 · черна пешка на черно поле e5 · бял офицер на черно поле g5 · бяла пешка на бяло поле e4 · бяла дама на бяло поле b3 · бяла пешка на бяло поле a2 · бяла пешка на черно поле b2 · бяла пешка на бяло поле c2 · бяла пешка на черно поле f2 · бяла пешка на бяло поле g2 · бяла пешка на черно поле h2 · бял цар на черно поле c1 · бял топ на бяло поле d1 · бял топ на бяло поле h1 | черен топ на черно поле d8 · черен цар на бяло поле e8 · черен офицер на черно поле f8 · черен топ на черно поле h8 · черна пешка на черно поле a7 · черен кон на бяло поле d7 · черна дама на черно поле e7 · черна пешка на бяло поле f7 · черна пешка на черно поле g7 · черна пешка на бяло поле h7 · черен кон на черно поле f6 · бял офицер на бяло поле b5 · черна пешка на черно поле e5 · бял офицер на черно поле g5 · бяла пешка на бяло поле e4 · бяла дама на бяло поле b3 · бяла пешка на бяло поле a2 · бяла пешка на черно поле b2 · бяла пешка на бяло поле c2 · бяла пешка на черно поле f2 · бяла пешка на бяло поле g2 · бяла пешка на черно поле h2 · бял цар на черно поле c1 · бял топ на бяло поле d1 · бял топ на бяло поле h1 | черен топ на черно поле d8 · черен цар на бяло поле e8 · черен офицер на черно поле f8 · черен топ на черно поле h8 · черна пешка на черно поле a7 · черен кон на бяло поле d7 · черна дама на черно поле e7 · черна пешка на бяло поле f7 · черна пешка на черно поле g7 · черна пешка на бяло поле h7 · черен кон на черно поле f6 · бял офицер на бяло поле b5 · черна пешка на черно поле e5 · бял офицер на черно поле g5 · бяла пешка на бяло поле e4 · бяла дама на бяло поле b3 · бяла пешка на бяло поле a2 · бяла пешка на черно поле b2 · бяла пешка на бяло поле c2 · бяла пешка на черно поле f2 · бяла пешка на бяло поле g2 · бяла пешка на черно поле h2 · бял цар на черно поле c1 · бял топ на бяло поле d1 · бял топ на бяло поле h1 | 2 |
| 1 | черен топ на черно поле d8 · черен цар на бяло поле e8 · черен офицер на черно поле f8 · черен топ на черно поле h8 · черна пешка на черно поле a7 · черен кон на бяло поле d7 · черна дама на черно поле e7 · черна пешка на бяло поле f7 · черна пешка на черно поле g7 · черна пешка на бяло поле h7 · черен кон на черно поле f6 · бял офицер на бяло поле b5 · черна пешка на черно поле e5 · бял офицер на черно поле g5 · бяла пешка на бяло поле e4 · бяла дама на бяло поле b3 · бяла пешка на бяло поле a2 · бяла пешка на черно поле b2 · бяла пешка на бяло поле c2 · бяла пешка на черно поле f2 · бяла пешка на бяло поле g2 · бяла пешка на черно поле h2 · бял цар на черно поле c1 · бял топ на бяло поле d1 · бял топ на бяло поле h1 | черен топ на черно поле d8 · черен цар на бяло поле e8 · черен офицер на черно поле f8 · черен топ на черно поле h8 · черна пешка на черно поле a7 · черен кон на бяло поле d7 · черна дама на черно поле e7 · черна пешка на бяло поле f7 · черна пешка на черно поле g7 · черна пешка на бяло поле h7 · черен кон на черно поле f6 · бял офицер на бяло поле b5 · черна пешка на черно поле e5 · бял офицер на черно поле g5 · бяла пешка на бяло поле e4 · бяла дама на бяло поле b3 · бяла пешка на бяло поле a2 · бяла пешка на черно поле b2 · бяла пешка на бяло поле c2 · бяла пешка на черно поле f2 · бяла пешка на бяло поле g2 · бяла пешка на черно поле h2 · бял цар на черно поле c1 · бял топ на бяло поле d1 · бял топ на бяло поле h1 | черен топ на черно поле d8 · черен цар на бяло поле e8 · черен офицер на черно поле f8 · черен топ на черно поле h8 · черна пешка на черно поле a7 · черен кон на бяло поле d7 · черна дама на черно поле e7 · черна пешка на бяло поле f7 · черна пешка на черно поле g7 · черна пешка на бяло поле h7 · черен кон на черно поле f6 · бял офицер на бяло поле b5 · черна пешка на черно поле e5 · бял офицер на черно поле g5 · бяла пешка на бяло поле e4 · бяла дама на бяло поле b3 · бяла пешка на бяло поле a2 · бяла пешка на черно поле b2 · бяла пешка на бяло поле c2 · бяла пешка на черно поле f2 · бяла пешка на бяло поле g2 · бяла пешка на черно поле h2 · бял цар на черно поле c1 · бял топ на бяло поле d1 · бял топ на бяло поле h1 | черен топ на черно поле d8 · черен цар на бяло поле e8 · черен офицер на черно поле f8 · черен топ на черно поле h8 · черна пешка на черно поле a7 · черен кон на бяло поле d7 · черна дама на черно поле e7 · черна пешка на бяло поле f7 · черна пешка на черно поле g7 · черна пешка на бяло поле h7 · черен кон на черно поле f6 · бял офицер на бяло поле b5 · черна пешка на черно поле e5 · бял офицер на черно поле g5 · бяла пешка на бяло поле e4 · бяла дама на бяло поле b3 · бяла пешка на бяло поле a2 · бяла пешка на черно поле b2 · бяла пешка на бяло поле c2 · бяла пешка на черно поле f2 · бяла пешка на бяло поле g2 · бяла пешка на черно поле h2 · бял цар на черно поле c1 · бял топ на бяло поле d1 · бял топ на бяло поле h1 | черен топ на черно поле d8 · черен цар на бяло поле e8 · черен офицер на черно поле f8 · черен топ на черно поле h8 · черна пешка на черно поле a7 · черен кон на бяло поле d7 · черна дама на черно поле e7 · черна пешка на бяло поле f7 · черна пешка на черно поле g7 · черна пешка на бяло поле h7 · черен кон на черно поле f6 · бял офицер на бяло поле b5 · черна пешка на черно поле e5 · бял офицер на черно поле g5 · бяла пешка на бяло поле e4 · бяла дама на бяло поле b3 · бяла пешка на бяло поле a2 · бяла пешка на черно поле b2 · бяла пешка на бяло поле c2 · бяла пешка на черно поле f2 · бяла пешка на бяло поле g2 · бяла пешка на черно поле h2 · бял цар на черно поле c1 · бял топ на бяло поле d1 · бял топ на бяло поле h1 | черен топ на черно поле d8 · черен цар на бяло поле e8 · черен офицер на черно поле f8 · черен топ на черно поле h8 · черна пешка на черно поле a7 · черен кон на бяло поле d7 · черна дама на черно поле e7 · черна пешка на бяло поле f7 · черна пешка на черно поле g7 · черна пешка на бяло поле h7 · черен кон на черно поле f6 · бял офицер на бяло поле b5 · черна пешка на черно поле e5 · бял офицер на черно поле g5 · бяла пешка на бяло поле e4 · бяла дама на бяло поле b3 · бяла пешка на бяло поле a2 · бяла пешка на черно поле b2 · бяла пешка на бяло поле c2 · бяла пешка на черно поле f2 · бяла пешка на бяло поле g2 · бяла пешка на черно поле h2 · бял цар на черно поле c1 · бял топ на бяло поле d1 · бял топ на бяло поле h1 | черен топ на черно поле d8 · черен цар на бяло поле e8 · черен офицер на черно поле f8 · черен топ на черно поле h8 · черна пешка на черно поле a7 · черен кон на бяло поле d7 · черна дама на черно поле e7 · черна пешка на бяло поле f7 · черна пешка на черно поле g7 · черна пешка на бяло поле h7 · черен кон на черно поле f6 · бял офицер на бяло поле b5 · черна пешка на черно поле e5 · бял офицер на черно поле g5 · бяла пешка на бяло поле e4 · бяла дама на бяло поле b3 · бяла пешка на бяло поле a2 · бяла пешка на черно поле b2 · бяла пешка на бяло поле c2 · бяла пешка на черно поле f2 · бяла пешка на бяло поле g2 · бяла пешка на черно поле h2 · бял цар на черно поле c1 · бял топ на бяло поле d1 · бял топ на бяло поле h1 | черен топ на черно поле d8 · черен цар на бяло поле e8 · черен офицер на черно поле f8 · черен топ на черно поле h8 · черна пешка на черно поле a7 · черен кон на бяло поле d7 · черна дама на черно поле e7 · черна пешка на бяло поле f7 · черна пешка на черно поле g7 · черна пешка на бяло поле h7 · черен кон на черно поле f6 · бял офицер на бяло поле b5 · черна пешка на черно поле e5 · бял офицер на черно поле g5 · бяла пешка на бяло поле e4 · бяла дама на бяло поле b3 · бяла пешка на бяло поле a2 · бяла пешка на черно поле b2 · бяла пешка на бяло поле c2 · бяла пешка на черно поле f2 · бяла пешка на бяло поле g2 · бяла пешка на черно поле h2 · бял цар на черно поле c1 · бял топ на бяло поле d1 · бял топ на бяло поле h1 | 1 |
|   | a | b | c | d | e | f | g | h |   |

|   | a | b | c | d | e | f | g | h |   |
| 8 | черен цар на бяло поле e8 · черен офицер на черно поле f8 · черен топ на черно поле h8 · черна пешка на черно поле a7 · черен кон на бяло поле d7 · черна пешка на бяло поле f7 · черна пешка на черно поле g7 · черна пешка на бяло поле h7 · черна дама на бяло поле e6 · черна пешка на черно поле e5 · бял офицер на черно поле g5 · бяла пешка на бяло поле e4 · бяла дама на бяло поле b3 · бяла пешка на бяло поле a2 · бяла пешка на черно поле b2 · бяла пешка на бяло поле c2 · бяла пешка на черно поле f2 · бяла пешка на бяло поле g2 · бяла пешка на черно поле h2 · бял цар на черно поле c1 · бял топ на бяло поле d1 | черен цар на бяло поле e8 · черен офицер на черно поле f8 · черен топ на черно поле h8 · черна пешка на черно поле a7 · черен кон на бяло поле d7 · черна пешка на бяло поле f7 · черна пешка на черно поле g7 · черна пешка на бяло поле h7 · черна дама на бяло поле e6 · черна пешка на черно поле e5 · бял офицер на черно поле g5 · бяла пешка на бяло поле e4 · бяла дама на бяло поле b3 · бяла пешка на бяло поле a2 · бяла пешка на черно поле b2 · бяла пешка на бяло поле c2 · бяла пешка на черно поле f2 · бяла пешка на бяло поле g2 · бяла пешка на черно поле h2 · бял цар на черно поле c1 · бял топ на бяло поле d1 | черен цар на бяло поле e8 · черен офицер на черно поле f8 · черен топ на черно поле h8 · черна пешка на черно поле a7 · черен кон на бяло поле d7 · черна пешка на бяло поле f7 · черна пешка на черно поле g7 · черна пешка на бяло поле h7 · черна дама на бяло поле e6 · черна пешка на черно поле e5 · бял офицер на черно поле g5 · бяла пешка на бяло поле e4 · бяла дама на бяло поле b3 · бяла пешка на бяло поле a2 · бяла пешка на черно поле b2 · бяла пешка на бяло поле c2 · бяла пешка на черно поле f2 · бяла пешка на бяло поле g2 · бяла пешка на черно поле h2 · бял цар на черно поле c1 · бял топ на бяло поле d1 | черен цар на бяло поле e8 · черен офицер на черно поле f8 · черен топ на черно поле h8 · черна пешка на черно поле a7 · черен кон на бяло поле d7 · черна пешка на бяло поле f7 · черна пешка на черно поле g7 · черна пешка на бяло поле h7 · черна дама на бяло поле e6 · черна пешка на черно поле e5 · бял офицер на черно поле g5 · бяла пешка на бяло поле e4 · бяла дама на бяло поле b3 · бяла пешка на бяло поле a2 · бяла пешка на черно поле b2 · бяла пешка на бяло поле c2 · бяла пешка на черно поле f2 · бяла пешка на бяло поле g2 · бяла пешка на черно поле h2 · бял цар на черно поле c1 · бял топ на бяло поле d1 | черен цар на бяло поле e8 · черен офицер на черно поле f8 · черен топ на черно поле h8 · черна пешка на черно поле a7 · черен кон на бяло поле d7 · черна пешка на бяло поле f7 · черна пешка на черно поле g7 · черна пешка на бяло поле h7 · черна дама на бяло поле e6 · черна пешка на черно поле e5 · бял офицер на черно поле g5 · бяла пешка на бяло поле e4 · бяла дама на бяло поле b3 · бяла пешка на бяло поле a2 · бяла пешка на черно поле b2 · бяла пешка на бяло поле c2 · бяла пешка на черно поле f2 · бяла пешка на бяло поле g2 · бяла пешка на черно поле h2 · бял цар на черно поле c1 · бял топ на бяло поле d1 | черен цар на бяло поле e8 · черен офицер на черно поле f8 · черен топ на черно поле h8 · черна пешка на черно поле a7 · черен кон на бяло поле d7 · черна пешка на бяло поле f7 · черна пешка на черно поле g7 · черна пешка на бяло поле h7 · черна дама на бяло поле e6 · черна пешка на черно поле e5 · бял офицер на черно поле g5 · бяла пешка на бяло поле e4 · бяла дама на бяло поле b3 · бяла пешка на бяло поле a2 · бяла пешка на черно поле b2 · бяла пешка на бяло поле c2 · бяла пешка на черно поле f2 · бяла пешка на бяло поле g2 · бяла пешка на черно поле h2 · бял цар на черно поле c1 · бял топ на бяло поле d1 | черен цар на бяло поле e8 · черен офицер на черно поле f8 · черен топ на черно поле h8 · черна пешка на черно поле a7 · черен кон на бяло поле d7 · черна пешка на бяло поле f7 · черна пешка на черно поле g7 · черна пешка на бяло поле h7 · черна дама на бяло поле e6 · черна пешка на черно поле e5 · бял офицер на черно поле g5 · бяла пешка на бяло поле e4 · бяла дама на бяло поле b3 · бяла пешка на бяло поле a2 · бяла пешка на черно поле b2 · бяла пешка на бяло поле c2 · бяла пешка на черно поле f2 · бяла пешка на бяло поле g2 · бяла пешка на черно поле h2 · бял цар на черно поле c1 · бял топ на бяло поле d1 | черен цар на бяло поле e8 · черен офицер на черно поле f8 · черен топ на черно поле h8 · черна пешка на черно поле a7 · черен кон на бяло поле d7 · черна пешка на бяло поле f7 · черна пешка на черно поле g7 · черна пешка на бяло поле h7 · черна дама на бяло поле e6 · черна пешка на черно поле e5 · бял офицер на черно поле g5 · бяла пешка на бяло поле e4 · бяла дама на бяло поле b3 · бяла пешка на бяло поле a2 · бяла пешка на черно поле b2 · бяла пешка на бяло поле c2 · бяла пешка на черно поле f2 · бяла пешка на бяло поле g2 · бяла пешка на черно поле h2 · бял цар на черно поле c1 · бял топ на бяло поле d1 | 8 |
| 7 | черен цар на бяло поле e8 · черен офицер на черно поле f8 · черен топ на черно поле h8 · черна пешка на черно поле a7 · черен кон на бяло поле d7 · черна пешка на бяло поле f7 · черна пешка на черно поле g7 · черна пешка на бяло поле h7 · черна дама на бяло поле e6 · черна пешка на черно поле e5 · бял офицер на черно поле g5 · бяла пешка на бяло поле e4 · бяла дама на бяло поле b3 · бяла пешка на бяло поле a2 · бяла пешка на черно поле b2 · бяла пешка на бяло поле c2 · бяла пешка на черно поле f2 · бяла пешка на бяло поле g2 · бяла пешка на черно поле h2 · бял цар на черно поле c1 · бял топ на бяло поле d1 | черен цар на бяло поле e8 · черен офицер на черно поле f8 · черен топ на черно поле h8 · черна пешка на черно поле a7 · черен кон на бяло поле d7 · черна пешка на бяло поле f7 · черна пешка на черно поле g7 · черна пешка на бяло поле h7 · черна дама на бяло поле e6 · черна пешка на черно поле e5 · бял офицер на черно поле g5 · бяла пешка на бяло поле e4 · бяла дама на бяло поле b3 · бяла пешка на бяло поле a2 · бяла пешка на черно поле b2 · бяла пешка на бяло поле c2 · бяла пешка на черно поле f2 · бяла пешка на бяло поле g2 · бяла пешка на черно поле h2 · бял цар на черно поле c1 · бял топ на бяло поле d1 | черен цар на бяло поле e8 · черен офицер на черно поле f8 · черен топ на черно поле h8 · черна пешка на черно поле a7 · черен кон на бяло поле d7 · черна пешка на бяло поле f7 · черна пешка на черно поле g7 · черна пешка на бяло поле h7 · черна дама на бяло поле e6 · черна пешка на черно поле e5 · бял офицер на черно поле g5 · бяла пешка на бяло поле e4 · бяла дама на бяло поле b3 · бяла пешка на бяло поле a2 · бяла пешка на черно поле b2 · бяла пешка на бяло поле c2 · бяла пешка на черно поле f2 · бяла пешка на бяло поле g2 · бяла пешка на черно поле h2 · бял цар на черно поле c1 · бял топ на бяло поле d1 | черен цар на бяло поле e8 · черен офицер на черно поле f8 · черен топ на черно поле h8 · черна пешка на черно поле a7 · черен кон на бяло поле d7 · черна пешка на бяло поле f7 · черна пешка на черно поле g7 · черна пешка на бяло поле h7 · черна дама на бяло поле e6 · черна пешка на черно поле e5 · бял офицер на черно поле g5 · бяла пешка на бяло поле e4 · бяла дама на бяло поле b3 · бяла пешка на бяло поле a2 · бяла пешка на черно поле b2 · бяла пешка на бяло поле c2 · бяла пешка на черно поле f2 · бяла пешка на бяло поле g2 · бяла пешка на черно поле h2 · бял цар на черно поле c1 · бял топ на бяло поле d1 | черен цар на бяло поле e8 · черен офицер на черно поле f8 · черен топ на черно поле h8 · черна пешка на черно поле a7 · черен кон на бяло поле d7 · черна пешка на бяло поле f7 · черна пешка на черно поле g7 · черна пешка на бяло поле h7 · черна дама на бяло поле e6 · черна пешка на черно поле e5 · бял офицер на черно поле g5 · бяла пешка на бяло поле e4 · бяла дама на бяло поле b3 · бяла пешка на бяло поле a2 · бяла пешка на черно поле b2 · бяла пешка на бяло поле c2 · бяла пешка на черно поле f2 · бяла пешка на бяло поле g2 · бяла пешка на черно поле h2 · бял цар на черно поле c1 · бял топ на бяло поле d1 | черен цар на бяло поле e8 · черен офицер на черно поле f8 · черен топ на черно поле h8 · черна пешка на черно поле a7 · черен кон на бяло поле d7 · черна пешка на бяло поле f7 · черна пешка на черно поле g7 · черна пешка на бяло поле h7 · черна дама на бяло поле e6 · черна пешка на черно поле e5 · бял офицер на черно поле g5 · бяла пешка на бяло поле e4 · бяла дама на бяло поле b3 · бяла пешка на бяло поле a2 · бяла пешка на черно поле b2 · бяла пешка на бяло поле c2 · бяла пешка на черно поле f2 · бяла пешка на бяло поле g2 · бяла пешка на черно поле h2 · бял цар на черно поле c1 · бял топ на бяло поле d1 | черен цар на бяло поле e8 · черен офицер на черно поле f8 · черен топ на черно поле h8 · черна пешка на черно поле a7 · черен кон на бяло поле d7 · черна пешка на бяло поле f7 · черна пешка на черно поле g7 · черна пешка на бяло поле h7 · черна дама на бяло поле e6 · черна пешка на черно поле e5 · бял офицер на черно поле g5 · бяла пешка на бяло поле e4 · бяла дама на бяло поле b3 · бяла пешка на бяло поле a2 · бяла пешка на черно поле b2 · бяла пешка на бяло поле c2 · бяла пешка на черно поле f2 · бяла пешка на бяло поле g2 · бяла пешка на черно поле h2 · бял цар на черно поле c1 · бял топ на бяло поле d1 | черен цар на бяло поле e8 · черен офицер на черно поле f8 · черен топ на черно поле h8 · черна пешка на черно поле a7 · черен кон на бяло поле d7 · черна пешка на бяло поле f7 · черна пешка на черно поле g7 · черна пешка на бяло поле h7 · черна дама на бяло поле e6 · черна пешка на черно поле e5 · бял офицер на черно поле g5 · бяла пешка на бяло поле e4 · бяла дама на бяло поле b3 · бяла пешка на бяло поле a2 · бяла пешка на черно поле b2 · бяла пешка на бяло поле c2 · бяла пешка на черно поле f2 · бяла пешка на бяло поле g2 · бяла пешка на черно поле h2 · бял цар на черно поле c1 · бял топ на бяло поле d1 | 7 |
| 6 | черен цар на бяло поле e8 · черен офицер на черно поле f8 · черен топ на черно поле h8 · черна пешка на черно поле a7 · черен кон на бяло поле d7 · черна пешка на бяло поле f7 · черна пешка на черно поле g7 · черна пешка на бяло поле h7 · черна дама на бяло поле e6 · черна пешка на черно поле e5 · бял офицер на черно поле g5 · бяла пешка на бяло поле e4 · бяла дама на бяло поле b3 · бяла пешка на бяло поле a2 · бяла пешка на черно поле b2 · бяла пешка на бяло поле c2 · бяла пешка на черно поле f2 · бяла пешка на бяло поле g2 · бяла пешка на черно поле h2 · бял цар на черно поле c1 · бял топ на бяло поле d1 | черен цар на бяло поле e8 · черен офицер на черно поле f8 · черен топ на черно поле h8 · черна пешка на черно поле a7 · черен кон на бяло поле d7 · черна пешка на бяло поле f7 · черна пешка на черно поле g7 · черна пешка на бяло поле h7 · черна дама на бяло поле e6 · черна пешка на черно поле e5 · бял офицер на черно поле g5 · бяла пешка на бяло поле e4 · бяла дама на бяло поле b3 · бяла пешка на бяло поле a2 · бяла пешка на черно поле b2 · бяла пешка на бяло поле c2 · бяла пешка на черно поле f2 · бяла пешка на бяло поле g2 · бяла пешка на черно поле h2 · бял цар на черно поле c1 · бял топ на бяло поле d1 | черен цар на бяло поле e8 · черен офицер на черно поле f8 · черен топ на черно поле h8 · черна пешка на черно поле a7 · черен кон на бяло поле d7 · черна пешка на бяло поле f7 · черна пешка на черно поле g7 · черна пешка на бяло поле h7 · черна дама на бяло поле e6 · черна пешка на черно поле e5 · бял офицер на черно поле g5 · бяла пешка на бяло поле e4 · бяла дама на бяло поле b3 · бяла пешка на бяло поле a2 · бяла пешка на черно поле b2 · бяла пешка на бяло поле c2 · бяла пешка на черно поле f2 · бяла пешка на бяло поле g2 · бяла пешка на черно поле h2 · бял цар на черно поле c1 · бял топ на бяло поле d1 | черен цар на бяло поле e8 · черен офицер на черно поле f8 · черен топ на черно поле h8 · черна пешка на черно поле a7 · черен кон на бяло поле d7 · черна пешка на бяло поле f7 · черна пешка на черно поле g7 · черна пешка на бяло поле h7 · черна дама на бяло поле e6 · черна пешка на черно поле e5 · бял офицер на черно поле g5 · бяла пешка на бяло поле e4 · бяла дама на бяло поле b3 · бяла пешка на бяло поле a2 · бяла пешка на черно поле b2 · бяла пешка на бяло поле c2 · бяла пешка на черно поле f2 · бяла пешка на бяло поле g2 · бяла пешка на черно поле h2 · бял цар на черно поле c1 · бял топ на бяло поле d1 | черен цар на бяло поле e8 · черен офицер на черно поле f8 · черен топ на черно поле h8 · черна пешка на черно поле a7 · черен кон на бяло поле d7 · черна пешка на бяло поле f7 · черна пешка на черно поле g7 · черна пешка на бяло поле h7 · черна дама на бяло поле e6 · черна пешка на черно поле e5 · бял офицер на черно поле g5 · бяла пешка на бяло поле e4 · бяла дама на бяло поле b3 · бяла пешка на бяло поле a2 · бяла пешка на черно поле b2 · бяла пешка на бяло поле c2 · бяла пешка на черно поле f2 · бяла пешка на бяло поле g2 · бяла пешка на черно поле h2 · бял цар на черно поле c1 · бял топ на бяло поле d1 | черен цар на бяло поле e8 · черен офицер на черно поле f8 · черен топ на черно поле h8 · черна пешка на черно поле a7 · черен кон на бяло поле d7 · черна пешка на бяло поле f7 · черна пешка на черно поле g7 · черна пешка на бяло поле h7 · черна дама на бяло поле e6 · черна пешка на черно поле e5 · бял офицер на черно поле g5 · бяла пешка на бяло поле e4 · бяла дама на бяло поле b3 · бяла пешка на бяло поле a2 · бяла пешка на черно поле b2 · бяла пешка на бяло поле c2 · бяла пешка на черно поле f2 · бяла пешка на бяло поле g2 · бяла пешка на черно поле h2 · бял цар на черно поле c1 · бял топ на бяло поле d1 | черен цар на бяло поле e8 · черен офицер на черно поле f8 · черен топ на черно поле h8 · черна пешка на черно поле a7 · черен кон на бяло поле d7 · черна пешка на бяло поле f7 · черна пешка на черно поле g7 · черна пешка на бяло поле h7 · черна дама на бяло поле e6 · черна пешка на черно поле e5 · бял офицер на черно поле g5 · бяла пешка на бяло поле e4 · бяла дама на бяло поле b3 · бяла пешка на бяло поле a2 · бяла пешка на черно поле b2 · бяла пешка на бяло поле c2 · бяла пешка на черно поле f2 · бяла пешка на бяло поле g2 · бяла пешка на черно поле h2 · бял цар на черно поле c1 · бял топ на бяло поле d1 | черен цар на бяло поле e8 · черен офицер на черно поле f8 · черен топ на черно поле h8 · черна пешка на черно поле a7 · черен кон на бяло поле d7 · черна пешка на бяло поле f7 · черна пешка на черно поле g7 · черна пешка на бяло поле h7 · черна дама на бяло поле e6 · черна пешка на черно поле e5 · бял офицер на черно поле g5 · бяла пешка на бяло поле e4 · бяла дама на бяло поле b3 · бяла пешка на бяло поле a2 · бяла пешка на черно поле b2 · бяла пешка на бяло поле c2 · бяла пешка на черно поле f2 · бяла пешка на бяло поле g2 · бяла пешка на черно поле h2 · бял цар на черно поле c1 · бял топ на бяло поле d1 | 6 |
| 5 | черен цар на бяло поле e8 · черен офицер на черно поле f8 · черен топ на черно поле h8 · черна пешка на черно поле a7 · черен кон на бяло поле d7 · черна пешка на бяло поле f7 · черна пешка на черно поле g7 · черна пешка на бяло поле h7 · черна дама на бяло поле e6 · черна пешка на черно поле e5 · бял офицер на черно поле g5 · бяла пешка на бяло поле e4 · бяла дама на бяло поле b3 · бяла пешка на бяло поле a2 · бяла пешка на черно поле b2 · бяла пешка на бяло поле c2 · бяла пешка на черно поле f2 · бяла пешка на бяло поле g2 · бяла пешка на черно поле h2 · бял цар на черно поле c1 · бял топ на бяло поле d1 | черен цар на бяло поле e8 · черен офицер на черно поле f8 · черен топ на черно поле h8 · черна пешка на черно поле a7 · черен кон на бяло поле d7 · черна пешка на бяло поле f7 · черна пешка на черно поле g7 · черна пешка на бяло поле h7 · черна дама на бяло поле e6 · черна пешка на черно поле e5 · бял офицер на черно поле g5 · бяла пешка на бяло поле e4 · бяла дама на бяло поле b3 · бяла пешка на бяло поле a2 · бяла пешка на черно поле b2 · бяла пешка на бяло поле c2 · бяла пешка на черно поле f2 · бяла пешка на бяло поле g2 · бяла пешка на черно поле h2 · бял цар на черно поле c1 · бял топ на бяло поле d1 | черен цар на бяло поле e8 · черен офицер на черно поле f8 · черен топ на черно поле h8 · черна пешка на черно поле a7 · черен кон на бяло поле d7 · черна пешка на бяло поле f7 · черна пешка на черно поле g7 · черна пешка на бяло поле h7 · черна дама на бяло поле e6 · черна пешка на черно поле e5 · бял офицер на черно поле g5 · бяла пешка на бяло поле e4 · бяла дама на бяло поле b3 · бяла пешка на бяло поле a2 · бяла пешка на черно поле b2 · бяла пешка на бяло поле c2 · бяла пешка на черно поле f2 · бяла пешка на бяло поле g2 · бяла пешка на черно поле h2 · бял цар на черно поле c1 · бял топ на бяло поле d1 | черен цар на бяло поле e8 · черен офицер на черно поле f8 · черен топ на черно поле h8 · черна пешка на черно поле a7 · черен кон на бяло поле d7 · черна пешка на бяло поле f7 · черна пешка на черно поле g7 · черна пешка на бяло поле h7 · черна дама на бяло поле e6 · черна пешка на черно поле e5 · бял офицер на черно поле g5 · бяла пешка на бяло поле e4 · бяла дама на бяло поле b3 · бяла пешка на бяло поле a2 · бяла пешка на черно поле b2 · бяла пешка на бяло поле c2 · бяла пешка на черно поле f2 · бяла пешка на бяло поле g2 · бяла пешка на черно поле h2 · бял цар на черно поле c1 · бял топ на бяло поле d1 | черен цар на бяло поле e8 · черен офицер на черно поле f8 · черен топ на черно поле h8 · черна пешка на черно поле a7 · черен кон на бяло поле d7 · черна пешка на бяло поле f7 · черна пешка на черно поле g7 · черна пешка на бяло поле h7 · черна дама на бяло поле e6 · черна пешка на черно поле e5 · бял офицер на черно поле g5 · бяла пешка на бяло поле e4 · бяла дама на бяло поле b3 · бяла пешка на бяло поле a2 · бяла пешка на черно поле b2 · бяла пешка на бяло поле c2 · бяла пешка на черно поле f2 · бяла пешка на бяло поле g2 · бяла пешка на черно поле h2 · бял цар на черно поле c1 · бял топ на бяло поле d1 | черен цар на бяло поле e8 · черен офицер на черно поле f8 · черен топ на черно поле h8 · черна пешка на черно поле a7 · черен кон на бяло поле d7 · черна пешка на бяло поле f7 · черна пешка на черно поле g7 · черна пешка на бяло поле h7 · черна дама на бяло поле e6 · черна пешка на черно поле e5 · бял офицер на черно поле g5 · бяла пешка на бяло поле e4 · бяла дама на бяло поле b3 · бяла пешка на бяло поле a2 · бяла пешка на черно поле b2 · бяла пешка на бяло поле c2 · бяла пешка на черно поле f2 · бяла пешка на бяло поле g2 · бяла пешка на черно поле h2 · бял цар на черно поле c1 · бял топ на бяло поле d1 | черен цар на бяло поле e8 · черен офицер на черно поле f8 · черен топ на черно поле h8 · черна пешка на черно поле a7 · черен кон на бяло поле d7 · черна пешка на бяло поле f7 · черна пешка на черно поле g7 · черна пешка на бяло поле h7 · черна дама на бяло поле e6 · черна пешка на черно поле e5 · бял офицер на черно поле g5 · бяла пешка на бяло поле e4 · бяла дама на бяло поле b3 · бяла пешка на бяло поле a2 · бяла пешка на черно поле b2 · бяла пешка на бяло поле c2 · бяла пешка на черно поле f2 · бяла пешка на бяло поле g2 · бяла пешка на черно поле h2 · бял цар на черно поле c1 · бял топ на бяло поле d1 | черен цар на бяло поле e8 · черен офицер на черно поле f8 · черен топ на черно поле h8 · черна пешка на черно поле a7 · черен кон на бяло поле d7 · черна пешка на бяло поле f7 · черна пешка на черно поле g7 · черна пешка на бяло поле h7 · черна дама на бяло поле e6 · черна пешка на черно поле e5 · бял офицер на черно поле g5 · бяла пешка на бяло поле e4 · бяла дама на бяло поле b3 · бяла пешка на бяло поле a2 · бяла пешка на черно поле b2 · бяла пешка на бяло поле c2 · бяла пешка на черно поле f2 · бяла пешка на бяло поле g2 · бяла пешка на черно поле h2 · бял цар на черно поле c1 · бял топ на бяло поле d1 | 5 |
| 4 | черен цар на бяло поле e8 · черен офицер на черно поле f8 · черен топ на черно поле h8 · черна пешка на черно поле a7 · черен кон на бяло поле d7 · черна пешка на бяло поле f7 · черна пешка на черно поле g7 · черна пешка на бяло поле h7 · черна дама на бяло поле e6 · черна пешка на черно поле e5 · бял офицер на черно поле g5 · бяла пешка на бяло поле e4 · бяла дама на бяло поле b3 · бяла пешка на бяло поле a2 · бяла пешка на черно поле b2 · бяла пешка на бяло поле c2 · бяла пешка на черно поле f2 · бяла пешка на бяло поле g2 · бяла пешка на черно поле h2 · бял цар на черно поле c1 · бял топ на бяло поле d1 | черен цар на бяло поле e8 · черен офицер на черно поле f8 · черен топ на черно поле h8 · черна пешка на черно поле a7 · черен кон на бяло поле d7 · черна пешка на бяло поле f7 · черна пешка на черно поле g7 · черна пешка на бяло поле h7 · черна дама на бяло поле e6 · черна пешка на черно поле e5 · бял офицер на черно поле g5 · бяла пешка на бяло поле e4 · бяла дама на бяло поле b3 · бяла пешка на бяло поле a2 · бяла пешка на черно поле b2 · бяла пешка на бяло поле c2 · бяла пешка на черно поле f2 · бяла пешка на бяло поле g2 · бяла пешка на черно поле h2 · бял цар на черно поле c1 · бял топ на бяло поле d1 | черен цар на бяло поле e8 · черен офицер на черно поле f8 · черен топ на черно поле h8 · черна пешка на черно поле a7 · черен кон на бяло поле d7 · черна пешка на бяло поле f7 · черна пешка на черно поле g7 · черна пешка на бяло поле h7 · черна дама на бяло поле e6 · черна пешка на черно поле e5 · бял офицер на черно поле g5 · бяла пешка на бяло поле e4 · бяла дама на бяло поле b3 · бяла пешка на бяло поле a2 · бяла пешка на черно поле b2 · бяла пешка на бяло поле c2 · бяла пешка на черно поле f2 · бяла пешка на бяло поле g2 · бяла пешка на черно поле h2 · бял цар на черно поле c1 · бял топ на бяло поле d1 | черен цар на бяло поле e8 · черен офицер на черно поле f8 · черен топ на черно поле h8 · черна пешка на черно поле a7 · черен кон на бяло поле d7 · черна пешка на бяло поле f7 · черна пешка на черно поле g7 · черна пешка на бяло поле h7 · черна дама на бяло поле e6 · черна пешка на черно поле e5 · бял офицер на черно поле g5 · бяла пешка на бяло поле e4 · бяла дама на бяло поле b3 · бяла пешка на бяло поле a2 · бяла пешка на черно поле b2 · бяла пешка на бяло поле c2 · бяла пешка на черно поле f2 · бяла пешка на бяло поле g2 · бяла пешка на черно поле h2 · бял цар на черно поле c1 · бял топ на бяло поле d1 | черен цар на бяло поле e8 · черен офицер на черно поле f8 · черен топ на черно поле h8 · черна пешка на черно поле a7 · черен кон на бяло поле d7 · черна пешка на бяло поле f7 · черна пешка на черно поле g7 · черна пешка на бяло поле h7 · черна дама на бяло поле e6 · черна пешка на черно поле e5 · бял офицер на черно поле g5 · бяла пешка на бяло поле e4 · бяла дама на бяло поле b3 · бяла пешка на бяло поле a2 · бяла пешка на черно поле b2 · бяла пешка на бяло поле c2 · бяла пешка на черно поле f2 · бяла пешка на бяло поле g2 · бяла пешка на черно поле h2 · бял цар на черно поле c1 · бял топ на бяло поле d1 | черен цар на бяло поле e8 · черен офицер на черно поле f8 · черен топ на черно поле h8 · черна пешка на черно поле a7 · черен кон на бяло поле d7 · черна пешка на бяло поле f7 · черна пешка на черно поле g7 · черна пешка на бяло поле h7 · черна дама на бяло поле e6 · черна пешка на черно поле e5 · бял офицер на черно поле g5 · бяла пешка на бяло поле e4 · бяла дама на бяло поле b3 · бяла пешка на бяло поле a2 · бяла пешка на черно поле b2 · бяла пешка на бяло поле c2 · бяла пешка на черно поле f2 · бяла пешка на бяло поле g2 · бяла пешка на черно поле h2 · бял цар на черно поле c1 · бял топ на бяло поле d1 | черен цар на бяло поле e8 · черен офицер на черно поле f8 · черен топ на черно поле h8 · черна пешка на черно поле a7 · черен кон на бяло поле d7 · черна пешка на бяло поле f7 · черна пешка на черно поле g7 · черна пешка на бяло поле h7 · черна дама на бяло поле e6 · черна пешка на черно поле e5 · бял офицер на черно поле g5 · бяла пешка на бяло поле e4 · бяла дама на бяло поле b3 · бяла пешка на бяло поле a2 · бяла пешка на черно поле b2 · бяла пешка на бяло поле c2 · бяла пешка на черно поле f2 · бяла пешка на бяло поле g2 · бяла пешка на черно поле h2 · бял цар на черно поле c1 · бял топ на бяло поле d1 | черен цар на бяло поле e8 · черен офицер на черно поле f8 · черен топ на черно поле h8 · черна пешка на черно поле a7 · черен кон на бяло поле d7 · черна пешка на бяло поле f7 · черна пешка на черно поле g7 · черна пешка на бяло поле h7 · черна дама на бяло поле e6 · черна пешка на черно поле e5 · бял офицер на черно поле g5 · бяла пешка на бяло поле e4 · бяла дама на бяло поле b3 · бяла пешка на бяло поле a2 · бяла пешка на черно поле b2 · бяла пешка на бяло поле c2 · бяла пешка на черно поле f2 · бяла пешка на бяло поле g2 · бяла пешка на черно поле h2 · бял цар на черно поле c1 · бял топ на бяло поле d1 | 4 |
| 3 | черен цар на бяло поле e8 · черен офицер на черно поле f8 · черен топ на черно поле h8 · черна пешка на черно поле a7 · черен кон на бяло поле d7 · черна пешка на бяло поле f7 · черна пешка на черно поле g7 · черна пешка на бяло поле h7 · черна дама на бяло поле e6 · черна пешка на черно поле e5 · бял офицер на черно поле g5 · бяла пешка на бяло поле e4 · бяла дама на бяло поле b3 · бяла пешка на бяло поле a2 · бяла пешка на черно поле b2 · бяла пешка на бяло поле c2 · бяла пешка на черно поле f2 · бяла пешка на бяло поле g2 · бяла пешка на черно поле h2 · бял цар на черно поле c1 · бял топ на бяло поле d1 | черен цар на бяло поле e8 · черен офицер на черно поле f8 · черен топ на черно поле h8 · черна пешка на черно поле a7 · черен кон на бяло поле d7 · черна пешка на бяло поле f7 · черна пешка на черно поле g7 · черна пешка на бяло поле h7 · черна дама на бяло поле e6 · черна пешка на черно поле e5 · бял офицер на черно поле g5 · бяла пешка на бяло поле e4 · бяла дама на бяло поле b3 · бяла пешка на бяло поле a2 · бяла пешка на черно поле b2 · бяла пешка на бяло поле c2 · бяла пешка на черно поле f2 · бяла пешка на бяло поле g2 · бяла пешка на черно поле h2 · бял цар на черно поле c1 · бял топ на бяло поле d1 | черен цар на бяло поле e8 · черен офицер на черно поле f8 · черен топ на черно поле h8 · черна пешка на черно поле a7 · черен кон на бяло поле d7 · черна пешка на бяло поле f7 · черна пешка на черно поле g7 · черна пешка на бяло поле h7 · черна дама на бяло поле e6 · черна пешка на черно поле e5 · бял офицер на черно поле g5 · бяла пешка на бяло поле e4 · бяла дама на бяло поле b3 · бяла пешка на бяло поле a2 · бяла пешка на черно поле b2 · бяла пешка на бяло поле c2 · бяла пешка на черно поле f2 · бяла пешка на бяло поле g2 · бяла пешка на черно поле h2 · бял цар на черно поле c1 · бял топ на бяло поле d1 | черен цар на бяло поле e8 · черен офицер на черно поле f8 · черен топ на черно поле h8 · черна пешка на черно поле a7 · черен кон на бяло поле d7 · черна пешка на бяло поле f7 · черна пешка на черно поле g7 · черна пешка на бяло поле h7 · черна дама на бяло поле e6 · черна пешка на черно поле e5 · бял офицер на черно поле g5 · бяла пешка на бяло поле e4 · бяла дама на бяло поле b3 · бяла пешка на бяло поле a2 · бяла пешка на черно поле b2 · бяла пешка на бяло поле c2 · бяла пешка на черно поле f2 · бяла пешка на бяло поле g2 · бяла пешка на черно поле h2 · бял цар на черно поле c1 · бял топ на бяло поле d1 | черен цар на бяло поле e8 · черен офицер на черно поле f8 · черен топ на черно поле h8 · черна пешка на черно поле a7 · черен кон на бяло поле d7 · черна пешка на бяло поле f7 · черна пешка на черно поле g7 · черна пешка на бяло поле h7 · черна дама на бяло поле e6 · черна пешка на черно поле e5 · бял офицер на черно поле g5 · бяла пешка на бяло поле e4 · бяла дама на бяло поле b3 · бяла пешка на бяло поле a2 · бяла пешка на черно поле b2 · бяла пешка на бяло поле c2 · бяла пешка на черно поле f2 · бяла пешка на бяло поле g2 · бяла пешка на черно поле h2 · бял цар на черно поле c1 · бял топ на бяло поле d1 | черен цар на бяло поле e8 · черен офицер на черно поле f8 · черен топ на черно поле h8 · черна пешка на черно поле a7 · черен кон на бяло поле d7 · черна пешка на бяло поле f7 · черна пешка на черно поле g7 · черна пешка на бяло поле h7 · черна дама на бяло поле e6 · черна пешка на черно поле e5 · бял офицер на черно поле g5 · бяла пешка на бяло поле e4 · бяла дама на бяло поле b3 · бяла пешка на бяло поле a2 · бяла пешка на черно поле b2 · бяла пешка на бяло поле c2 · бяла пешка на черно поле f2 · бяла пешка на бяло поле g2 · бяла пешка на черно поле h2 · бял цар на черно поле c1 · бял топ на бяло поле d1 | черен цар на бяло поле e8 · черен офицер на черно поле f8 · черен топ на черно поле h8 · черна пешка на черно поле a7 · черен кон на бяло поле d7 · черна пешка на бяло поле f7 · черна пешка на черно поле g7 · черна пешка на бяло поле h7 · черна дама на бяло поле e6 · черна пешка на черно поле e5 · бял офицер на черно поле g5 · бяла пешка на бяло поле e4 · бяла дама на бяло поле b3 · бяла пешка на бяло поле a2 · бяла пешка на черно поле b2 · бяла пешка на бяло поле c2 · бяла пешка на черно поле f2 · бяла пешка на бяло поле g2 · бяла пешка на черно поле h2 · бял цар на черно поле c1 · бял топ на бяло поле d1 | черен цар на бяло поле e8 · черен офицер на черно поле f8 · черен топ на черно поле h8 · черна пешка на черно поле a7 · черен кон на бяло поле d7 · черна пешка на бяло поле f7 · черна пешка на черно поле g7 · черна пешка на бяло поле h7 · черна дама на бяло поле e6 · черна пешка на черно поле e5 · бял офицер на черно поле g5 · бяла пешка на бяло поле e4 · бяла дама на бяло поле b3 · бяла пешка на бяло поле a2 · бяла пешка на черно поле b2 · бяла пешка на бяло поле c2 · бяла пешка на черно поле f2 · бяла пешка на бяло поле g2 · бяла пешка на черно поле h2 · бял цар на черно поле c1 · бял топ на бяло поле d1 | 3 |
| 2 | черен цар на бяло поле e8 · черен офицер на черно поле f8 · черен топ на черно поле h8 · черна пешка на черно поле a7 · черен кон на бяло поле d7 · черна пешка на бяло поле f7 · черна пешка на черно поле g7 · черна пешка на бяло поле h7 · черна дама на бяло поле e6 · черна пешка на черно поле e5 · бял офицер на черно поле g5 · бяла пешка на бяло поле e4 · бяла дама на бяло поле b3 · бяла пешка на бяло поле a2 · бяла пешка на черно поле b2 · бяла пешка на бяло поле c2 · бяла пешка на черно поле f2 · бяла пешка на бяло поле g2 · бяла пешка на черно поле h2 · бял цар на черно поле c1 · бял топ на бяло поле d1 | черен цар на бяло поле e8 · черен офицер на черно поле f8 · черен топ на черно поле h8 · черна пешка на черно поле a7 · черен кон на бяло поле d7 · черна пешка на бяло поле f7 · черна пешка на черно поле g7 · черна пешка на бяло поле h7 · черна дама на бяло поле e6 · черна пешка на черно поле e5 · бял офицер на черно поле g5 · бяла пешка на бяло поле e4 · бяла дама на бяло поле b3 · бяла пешка на бяло поле a2 · бяла пешка на черно поле b2 · бяла пешка на бяло поле c2 · бяла пешка на черно поле f2 · бяла пешка на бяло поле g2 · бяла пешка на черно поле h2 · бял цар на черно поле c1 · бял топ на бяло поле d1 | черен цар на бяло поле e8 · черен офицер на черно поле f8 · черен топ на черно поле h8 · черна пешка на черно поле a7 · черен кон на бяло поле d7 · черна пешка на бяло поле f7 · черна пешка на черно поле g7 · черна пешка на бяло поле h7 · черна дама на бяло поле e6 · черна пешка на черно поле e5 · бял офицер на черно поле g5 · бяла пешка на бяло поле e4 · бяла дама на бяло поле b3 · бяла пешка на бяло поле a2 · бяла пешка на черно поле b2 · бяла пешка на бяло поле c2 · бяла пешка на черно поле f2 · бяла пешка на бяло поле g2 · бяла пешка на черно поле h2 · бял цар на черно поле c1 · бял топ на бяло поле d1 | черен цар на бяло поле e8 · черен офицер на черно поле f8 · черен топ на черно поле h8 · черна пешка на черно поле a7 · черен кон на бяло поле d7 · черна пешка на бяло поле f7 · черна пешка на черно поле g7 · черна пешка на бяло поле h7 · черна дама на бяло поле e6 · черна пешка на черно поле e5 · бял офицер на черно поле g5 · бяла пешка на бяло поле e4 · бяла дама на бяло поле b3 · бяла пешка на бяло поле a2 · бяла пешка на черно поле b2 · бяла пешка на бяло поле c2 · бяла пешка на черно поле f2 · бяла пешка на бяло поле g2 · бяла пешка на черно поле h2 · бял цар на черно поле c1 · бял топ на бяло поле d1 | черен цар на бяло поле e8 · черен офицер на черно поле f8 · черен топ на черно поле h8 · черна пешка на черно поле a7 · черен кон на бяло поле d7 · черна пешка на бяло поле f7 · черна пешка на черно поле g7 · черна пешка на бяло поле h7 · черна дама на бяло поле e6 · черна пешка на черно поле e5 · бял офицер на черно поле g5 · бяла пешка на бяло поле e4 · бяла дама на бяло поле b3 · бяла пешка на бяло поле a2 · бяла пешка на черно поле b2 · бяла пешка на бяло поле c2 · бяла пешка на черно поле f2 · бяла пешка на бяло поле g2 · бяла пешка на черно поле h2 · бял цар на черно поле c1 · бял топ на бяло поле d1 | черен цар на бяло поле e8 · черен офицер на черно поле f8 · черен топ на черно поле h8 · черна пешка на черно поле a7 · черен кон на бяло поле d7 · черна пешка на бяло поле f7 · черна пешка на черно поле g7 · черна пешка на бяло поле h7 · черна дама на бяло поле e6 · черна пешка на черно поле e5 · бял офицер на черно поле g5 · бяла пешка на бяло поле e4 · бяла дама на бяло поле b3 · бяла пешка на бяло поле a2 · бяла пешка на черно поле b2 · бяла пешка на бяло поле c2 · бяла пешка на черно поле f2 · бяла пешка на бяло поле g2 · бяла пешка на черно поле h2 · бял цар на черно поле c1 · бял топ на бяло поле d1 | черен цар на бяло поле e8 · черен офицер на черно поле f8 · черен топ на черно поле h8 · черна пешка на черно поле a7 · черен кон на бяло поле d7 · черна пешка на бяло поле f7 · черна пешка на черно поле g7 · черна пешка на бяло поле h7 · черна дама на бяло поле e6 · черна пешка на черно поле e5 · бял офицер на черно поле g5 · бяла пешка на бяло поле e4 · бяла дама на бяло поле b3 · бяла пешка на бяло поле a2 · бяла пешка на черно поле b2 · бяла пешка на бяло поле c2 · бяла пешка на черно поле f2 · бяла пешка на бяло поле g2 · бяла пешка на черно поле h2 · бял цар на черно поле c1 · бял топ на бяло поле d1 | черен цар на бяло поле e8 · черен офицер на черно поле f8 · черен топ на черно поле h8 · черна пешка на черно поле a7 · черен кон на бяло поле d7 · черна пешка на бяло поле f7 · черна пешка на черно поле g7 · черна пешка на бяло поле h7 · черна дама на бяло поле e6 · черна пешка на черно поле e5 · бял офицер на черно поле g5 · бяла пешка на бяло поле e4 · бяла дама на бяло поле b3 · бяла пешка на бяло поле a2 · бяла пешка на черно поле b2 · бяла пешка на бяло поле c2 · бяла пешка на черно поле f2 · бяла пешка на бяло поле g2 · бяла пешка на черно поле h2 · бял цар на черно поле c1 · бял топ на бяло поле d1 | 2 |
| 1 | черен цар на бяло поле e8 · черен офицер на черно поле f8 · черен топ на черно поле h8 · черна пешка на черно поле a7 · черен кон на бяло поле d7 · черна пешка на бяло поле f7 · черна пешка на черно поле g7 · черна пешка на бяло поле h7 · черна дама на бяло поле e6 · черна пешка на черно поле e5 · бял офицер на черно поле g5 · бяла пешка на бяло поле e4 · бяла дама на бяло поле b3 · бяла пешка на бяло поле a2 · бяла пешка на черно поле b2 · бяла пешка на бяло поле c2 · бяла пешка на черно поле f2 · бяла пешка на бяло поле g2 · бяла пешка на черно поле h2 · бял цар на черно поле c1 · бял топ на бяло поле d1 | черен цар на бяло поле e8 · черен офицер на черно поле f8 · черен топ на черно поле h8 · черна пешка на черно поле a7 · черен кон на бяло поле d7 · черна пешка на бяло поле f7 · черна пешка на черно поле g7 · черна пешка на бяло поле h7 · черна дама на бяло поле e6 · черна пешка на черно поле e5 · бял офицер на черно поле g5 · бяла пешка на бяло поле e4 · бяла дама на бяло поле b3 · бяла пешка на бяло поле a2 · бяла пешка на черно поле b2 · бяла пешка на бяло поле c2 · бяла пешка на черно поле f2 · бяла пешка на бяло поле g2 · бяла пешка на черно поле h2 · бял цар на черно поле c1 · бял топ на бяло поле d1 | черен цар на бяло поле e8 · черен офицер на черно поле f8 · черен топ на черно поле h8 · черна пешка на черно поле a7 · черен кон на бяло поле d7 · черна пешка на бяло поле f7 · черна пешка на черно поле g7 · черна пешка на бяло поле h7 · черна дама на бяло поле e6 · черна пешка на черно поле e5 · бял офицер на черно поле g5 · бяла пешка на бяло поле e4 · бяла дама на бяло поле b3 · бяла пешка на бяло поле a2 · бяла пешка на черно поле b2 · бяла пешка на бяло поле c2 · бяла пешка на черно поле f2 · бяла пешка на бяло поле g2 · бяла пешка на черно поле h2 · бял цар на черно поле c1 · бял топ на бяло поле d1 | черен цар на бяло поле e8 · черен офицер на черно поле f8 · черен топ на черно поле h8 · черна пешка на черно поле a7 · черен кон на бяло поле d7 · черна пешка на бяло поле f7 · черна пешка на черно поле g7 · черна пешка на бяло поле h7 · черна дама на бяло поле e6 · черна пешка на черно поле e5 · бял офицер на черно поле g5 · бяла пешка на бяло поле e4 · бяла дама на бяло поле b3 · бяла пешка на бяло поле a2 · бяла пешка на черно поле b2 · бяла пешка на бяло поле c2 · бяла пешка на черно поле f2 · бяла пешка на бяло поле g2 · бяла пешка на черно поле h2 · бял цар на черно поле c1 · бял топ на бяло поле d1 | черен цар на бяло поле e8 · черен офицер на черно поле f8 · черен топ на черно поле h8 · черна пешка на черно поле a7 · черен кон на бяло поле d7 · черна пешка на бяло поле f7 · черна пешка на черно поле g7 · черна пешка на бяло поле h7 · черна дама на бяло поле e6 · черна пешка на черно поле e5 · бял офицер на черно поле g5 · бяла пешка на бяло поле e4 · бяла дама на бяло поле b3 · бяла пешка на бяло поле a2 · бяла пешка на черно поле b2 · бяла пешка на бяло поле c2 · бяла пешка на черно поле f2 · бяла пешка на бяло поле g2 · бяла пешка на черно поле h2 · бял цар на черно поле c1 · бял топ на бяло поле d1 | черен цар на бяло поле e8 · черен офицер на черно поле f8 · черен топ на черно поле h8 · черна пешка на черно поле a7 · черен кон на бяло поле d7 · черна пешка на бяло поле f7 · черна пешка на черно поле g7 · черна пешка на бяло поле h7 · черна дама на бяло поле e6 · черна пешка на черно поле e5 · бял офицер на черно поле g5 · бяла пешка на бяло поле e4 · бяла дама на бяло поле b3 · бяла пешка на бяло поле a2 · бяла пешка на черно поле b2 · бяла пешка на бяло поле c2 · бяла пешка на черно поле f2 · бяла пешка на бяло поле g2 · бяла пешка на черно поле h2 · бял цар на черно поле c1 · бял топ на бяло поле d1 | черен цар на бяло поле e8 · черен офицер на черно поле f8 · черен топ на черно поле h8 · черна пешка на черно поле a7 · черен кон на бяло поле d7 · черна пешка на бяло поле f7 · черна пешка на черно поле g7 · черна пешка на бяло поле h7 · черна дама на бяло поле e6 · черна пешка на черно поле e5 · бял офицер на черно поле g5 · бяла пешка на бяло поле e4 · бяла дама на бяло поле b3 · бяла пешка на бяло поле a2 · бяла пешка на черно поле b2 · бяла пешка на бяло поле c2 · бяла пешка на черно поле f2 · бяла пешка на бяло поле g2 · бяла пешка на черно поле h2 · бял цар на черно поле c1 · бял топ на бяло поле d1 | черен цар на бяло поле e8 · черен офицер на черно поле f8 · черен топ на черно поле h8 · черна пешка на черно поле a7 · черен кон на бяло поле d7 · черна пешка на бяло поле f7 · черна пешка на черно поле g7 · черна пешка на бяло поле h7 · черна дама на бяло поле e6 · черна пешка на черно поле e5 · бял офицер на черно поле g5 · бяла пешка на бяло поле e4 · бяла дама на бяло поле b3 · бяла пешка на бяло поле a2 · бяла пешка на черно поле b2 · бяла пешка на бяло поле c2 · бяла пешка на черно поле f2 · бяла пешка на бяло поле g2 · бяла пешка на черно поле h2 · бял цар на черно поле c1 · бял топ на бяло поле d1 | 1 |
|   | a | b | c | d | e | f | g | h |   |

## Избрани партии

### Оперна партия
Една от най-известните му партии се играе в операта в Париж, в ложата на един херцог. Ето и самата партия, записана с помощта на популярната алгебрична шахматна нотация.
Защита Филидор, Пол Морфи – херцог Карл Брауншвайгски и граф Изуар, Париж 1858 г.

1. e2-e4 e7-e5 2. Kg1-f3 d7-d6 3. d2-d4 Oc8-g4 
Този ход отговаря на състоянието на тогавашната теория на дебюта, но Морфи показва безспорно слабостта му.

4. d4:e5 Og4:f3 5. Дd1:f3 d6:e5 6.Of1-c4 ... Белите вече имат превес в развитието и започват атака – фиксират полето f7.

6 ...Kg8-f6 7. Дf3-b3 ...

Отново се фиксира полето f7, като се атакува и друга слаба точка – полето b7. След ранното развитие на офицера от c8 това поле остава беззащитно.

7. ...Дd8-e7 Черните са принудени да се защитават в разрез с правилата за ефективно развитие, блокирайки офицера на f8. Както ще видим впоследствие невъзможността да се направи рокада е голям недостатък в позицията на черните.

8. Kb1-c3 ... Сега черните не разполагат с хода Де7-b4+ и евентуална размяна на дамите, затова заплахата Дb3:b7 става по-актуална.

8. ... c7-c6 Принудителен ход, черните защитават пешката на b7.

9. Oc1-g5 ... Свръзка на коня на f6. Белите са завършили напълно развитието си, фигурите им стоят добре, докато черните са затруднени пространствено и в развитието, фигурите им са заети главно да охраняват царя, който не може да се направи рокада.

9. ... b7-b5? Черните позволяват жертва, която отваря дамския фланг и центъра за фигурите на белите (диаграма 1).

10. Kc3:b5 c6:b5 11. Oc4:b5+ Kb8-d7 Сега белите правят свръзка на черния кон и по дамския фланг.

12. 0-0-0 Ta8-d8 Всички фигури на белите са включени с темп в атаката, докато черните са блокирани около царя и са крайно нефункционални. Следва решителната развръзка (диаграма 2).

13. Td1:d7 Td8:d7 14. Th1-d1 Дe7-e6 Нов опит за сваляне на напрежението чрез размяна на дамите, но вече е твърде късно, матът е неизбежен.

15. Ob5:d7+ Kf6:d7 Следва ефектна жертва на дамата (диаграма 3).

16. Дb3-b8+ Kd7:b8 17. Td1-d8x Мат.
|   | a | b | c | d | e | f | g | h |   |
| 8 | черен топ на бяло поле a8 · черен офицер на бяло поле c8 · черна дама на черно поле d8 · черен цар на бяло поле e8 · черен офицер на черно поле f8 · черен кон на бяло поле g8 · черен топ на черно поле h8 · черна пешка на черно поле a7 · черна пешка на бяло поле b7 · черна пешка на черно поле g7 · черна пешка на бяло поле h7 · черен кон на бяло поле c6 · черна пешка на черно поле d6 · бял кон на бяло поле b5 · черна пешка на черно поле e5 · черна пешка на бяло поле f5 · бяла пешка на бяло поле e4 · бял кон на черно поле c3 · бял офицер на черно поле e3 · бяла пешка на бяло поле a2 · бяла пешка на черно поле b2 · бяла пешка на бяло поле c2 · бяла пешка на черно поле f2 · бяла пешка на бяло поле g2 · бяла пешка на черно поле h2 · бял топ на черно поле a1 · бяла дама на бяло поле d1 · бял цар на черно поле e1 · бял офицер на бяло поле f1 · бял топ на бяло поле h1 | черен топ на бяло поле a8 · черен офицер на бяло поле c8 · черна дама на черно поле d8 · черен цар на бяло поле e8 · черен офицер на черно поле f8 · черен кон на бяло поле g8 · черен топ на черно поле h8 · черна пешка на черно поле a7 · черна пешка на бяло поле b7 · черна пешка на черно поле g7 · черна пешка на бяло поле h7 · черен кон на бяло поле c6 · черна пешка на черно поле d6 · бял кон на бяло поле b5 · черна пешка на черно поле e5 · черна пешка на бяло поле f5 · бяла пешка на бяло поле e4 · бял кон на черно поле c3 · бял офицер на черно поле e3 · бяла пешка на бяло поле a2 · бяла пешка на черно поле b2 · бяла пешка на бяло поле c2 · бяла пешка на черно поле f2 · бяла пешка на бяло поле g2 · бяла пешка на черно поле h2 · бял топ на черно поле a1 · бяла дама на бяло поле d1 · бял цар на черно поле e1 · бял офицер на бяло поле f1 · бял топ на бяло поле h1 | черен топ на бяло поле a8 · черен офицер на бяло поле c8 · черна дама на черно поле d8 · черен цар на бяло поле e8 · черен офицер на черно поле f8 · черен кон на бяло поле g8 · черен топ на черно поле h8 · черна пешка на черно поле a7 · черна пешка на бяло поле b7 · черна пешка на черно поле g7 · черна пешка на бяло поле h7 · черен кон на бяло поле c6 · черна пешка на черно поле d6 · бял кон на бяло поле b5 · черна пешка на черно поле e5 · черна пешка на бяло поле f5 · бяла пешка на бяло поле e4 · бял кон на черно поле c3 · бял офицер на черно поле e3 · бяла пешка на бяло поле a2 · бяла пешка на черно поле b2 · бяла пешка на бяло поле c2 · бяла пешка на черно поле f2 · бяла пешка на бяло поле g2 · бяла пешка на черно поле h2 · бял топ на черно поле a1 · бяла дама на бяло поле d1 · бял цар на черно поле e1 · бял офицер на бяло поле f1 · бял топ на бяло поле h1 | черен топ на бяло поле a8 · черен офицер на бяло поле c8 · черна дама на черно поле d8 · черен цар на бяло поле e8 · черен офицер на черно поле f8 · черен кон на бяло поле g8 · черен топ на черно поле h8 · черна пешка на черно поле a7 · черна пешка на бяло поле b7 · черна пешка на черно поле g7 · черна пешка на бяло поле h7 · черен кон на бяло поле c6 · черна пешка на черно поле d6 · бял кон на бяло поле b5 · черна пешка на черно поле e5 · черна пешка на бяло поле f5 · бяла пешка на бяло поле e4 · бял кон на черно поле c3 · бял офицер на черно поле e3 · бяла пешка на бяло поле a2 · бяла пешка на черно поле b2 · бяла пешка на бяло поле c2 · бяла пешка на черно поле f2 · бяла пешка на бяло поле g2 · бяла пешка на черно поле h2 · бял топ на черно поле a1 · бяла дама на бяло поле d1 · бял цар на черно поле e1 · бял офицер на бяло поле f1 · бял топ на бяло поле h1 | черен топ на бяло поле a8 · черен офицер на бяло поле c8 · черна дама на черно поле d8 · черен цар на бяло поле e8 · черен офицер на черно поле f8 · черен кон на бяло поле g8 · черен топ на черно поле h8 · черна пешка на черно поле a7 · черна пешка на бяло поле b7 · черна пешка на черно поле g7 · черна пешка на бяло поле h7 · черен кон на бяло поле c6 · черна пешка на черно поле d6 · бял кон на бяло поле b5 · черна пешка на черно поле e5 · черна пешка на бяло поле f5 · бяла пешка на бяло поле e4 · бял кон на черно поле c3 · бял офицер на черно поле e3 · бяла пешка на бяло поле a2 · бяла пешка на черно поле b2 · бяла пешка на бяло поле c2 · бяла пешка на черно поле f2 · бяла пешка на бяло поле g2 · бяла пешка на черно поле h2 · бял топ на черно поле a1 · бяла дама на бяло поле d1 · бял цар на черно поле e1 · бял офицер на бяло поле f1 · бял топ на бяло поле h1 | черен топ на бяло поле a8 · черен офицер на бяло поле c8 · черна дама на черно поле d8 · черен цар на бяло поле e8 · черен офицер на черно поле f8 · черен кон на бяло поле g8 · черен топ на черно поле h8 · черна пешка на черно поле a7 · черна пешка на бяло поле b7 · черна пешка на черно поле g7 · черна пешка на бяло поле h7 · черен кон на бяло поле c6 · черна пешка на черно поле d6 · бял кон на бяло поле b5 · черна пешка на черно поле e5 · черна пешка на бяло поле f5 · бяла пешка на бяло поле e4 · бял кон на черно поле c3 · бял офицер на черно поле e3 · бяла пешка на бяло поле a2 · бяла пешка на черно поле b2 · бяла пешка на бяло поле c2 · бяла пешка на черно поле f2 · бяла пешка на бяло поле g2 · бяла пешка на черно поле h2 · бял топ на черно поле a1 · бяла дама на бяло поле d1 · бял цар на черно поле e1 · бял офицер на бяло поле f1 · бял топ на бяло поле h1 | черен топ на бяло поле a8 · черен офицер на бяло поле c8 · черна дама на черно поле d8 · черен цар на бяло поле e8 · черен офицер на черно поле f8 · черен кон на бяло поле g8 · черен топ на черно поле h8 · черна пешка на черно поле a7 · черна пешка на бяло поле b7 · черна пешка на черно поле g7 · черна пешка на бяло поле h7 · черен кон на бяло поле c6 · черна пешка на черно поле d6 · бял кон на бяло поле b5 · черна пешка на черно поле e5 · черна пешка на бяло поле f5 · бяла пешка на бяло поле e4 · бял кон на черно поле c3 · бял офицер на черно поле e3 · бяла пешка на бяло поле a2 · бяла пешка на черно поле b2 · бяла пешка на бяло поле c2 · бяла пешка на черно поле f2 · бяла пешка на бяло поле g2 · бяла пешка на черно поле h2 · бял топ на черно поле a1 · бяла дама на бяло поле d1 · бял цар на черно поле e1 · бял офицер на бяло поле f1 · бял топ на бяло поле h1 | черен топ на бяло поле a8 · черен офицер на бяло поле c8 · черна дама на черно поле d8 · черен цар на бяло поле e8 · черен офицер на черно поле f8 · черен кон на бяло поле g8 · черен топ на черно поле h8 · черна пешка на черно поле a7 · черна пешка на бяло поле b7 · черна пешка на черно поле g7 · черна пешка на бяло поле h7 · черен кон на бяло поле c6 · черна пешка на черно поле d6 · бял кон на бяло поле b5 · черна пешка на черно поле e5 · черна пешка на бяло поле f5 · бяла пешка на бяло поле e4 · бял кон на черно поле c3 · бял офицер на черно поле e3 · бяла пешка на бяло поле a2 · бяла пешка на черно поле b2 · бяла пешка на бяло поле c2 · бяла пешка на черно поле f2 · бяла пешка на бяло поле g2 · бяла пешка на черно поле h2 · бял топ на черно поле a1 · бяла дама на бяло поле d1 · бял цар на черно поле e1 · бял офицер на бяло поле f1 · бял топ на бяло поле h1 | 8 |
| 7 | черен топ на бяло поле a8 · черен офицер на бяло поле c8 · черна дама на черно поле d8 · черен цар на бяло поле e8 · черен офицер на черно поле f8 · черен кон на бяло поле g8 · черен топ на черно поле h8 · черна пешка на черно поле a7 · черна пешка на бяло поле b7 · черна пешка на черно поле g7 · черна пешка на бяло поле h7 · черен кон на бяло поле c6 · черна пешка на черно поле d6 · бял кон на бяло поле b5 · черна пешка на черно поле e5 · черна пешка на бяло поле f5 · бяла пешка на бяло поле e4 · бял кон на черно поле c3 · бял офицер на черно поле e3 · бяла пешка на бяло поле a2 · бяла пешка на черно поле b2 · бяла пешка на бяло поле c2 · бяла пешка на черно поле f2 · бяла пешка на бяло поле g2 · бяла пешка на черно поле h2 · бял топ на черно поле a1 · бяла дама на бяло поле d1 · бял цар на черно поле e1 · бял офицер на бяло поле f1 · бял топ на бяло поле h1 | черен топ на бяло поле a8 · черен офицер на бяло поле c8 · черна дама на черно поле d8 · черен цар на бяло поле e8 · черен офицер на черно поле f8 · черен кон на бяло поле g8 · черен топ на черно поле h8 · черна пешка на черно поле a7 · черна пешка на бяло поле b7 · черна пешка на черно поле g7 · черна пешка на бяло поле h7 · черен кон на бяло поле c6 · черна пешка на черно поле d6 · бял кон на бяло поле b5 · черна пешка на черно поле e5 · черна пешка на бяло поле f5 · бяла пешка на бяло поле e4 · бял кон на черно поле c3 · бял офицер на черно поле e3 · бяла пешка на бяло поле a2 · бяла пешка на черно поле b2 · бяла пешка на бяло поле c2 · бяла пешка на черно поле f2 · бяла пешка на бяло поле g2 · бяла пешка на черно поле h2 · бял топ на черно поле a1 · бяла дама на бяло поле d1 · бял цар на черно поле e1 · бял офицер на бяло поле f1 · бял топ на бяло поле h1 | черен топ на бяло поле a8 · черен офицер на бяло поле c8 · черна дама на черно поле d8 · черен цар на бяло поле e8 · черен офицер на черно поле f8 · черен кон на бяло поле g8 · черен топ на черно поле h8 · черна пешка на черно поле a7 · черна пешка на бяло поле b7 · черна пешка на черно поле g7 · черна пешка на бяло поле h7 · черен кон на бяло поле c6 · черна пешка на черно поле d6 · бял кон на бяло поле b5 · черна пешка на черно поле e5 · черна пешка на бяло поле f5 · бяла пешка на бяло поле e4 · бял кон на черно поле c3 · бял офицер на черно поле e3 · бяла пешка на бяло поле a2 · бяла пешка на черно поле b2 · бяла пешка на бяло поле c2 · бяла пешка на черно поле f2 · бяла пешка на бяло поле g2 · бяла пешка на черно поле h2 · бял топ на черно поле a1 · бяла дама на бяло поле d1 · бял цар на черно поле e1 · бял офицер на бяло поле f1 · бял топ на бяло поле h1 | черен топ на бяло поле a8 · черен офицер на бяло поле c8 · черна дама на черно поле d8 · черен цар на бяло поле e8 · черен офицер на черно поле f8 · черен кон на бяло поле g8 · черен топ на черно поле h8 · черна пешка на черно поле a7 · черна пешка на бяло поле b7 · черна пешка на черно поле g7 · черна пешка на бяло поле h7 · черен кон на бяло поле c6 · черна пешка на черно поле d6 · бял кон на бяло поле b5 · черна пешка на черно поле e5 · черна пешка на бяло поле f5 · бяла пешка на бяло поле e4 · бял кон на черно поле c3 · бял офицер на черно поле e3 · бяла пешка на бяло поле a2 · бяла пешка на черно поле b2 · бяла пешка на бяло поле c2 · бяла пешка на черно поле f2 · бяла пешка на бяло поле g2 · бяла пешка на черно поле h2 · бял топ на черно поле a1 · бяла дама на бяло поле d1 · бял цар на черно поле e1 · бял офицер на бяло поле f1 · бял топ на бяло поле h1 | черен топ на бяло поле a8 · черен офицер на бяло поле c8 · черна дама на черно поле d8 · черен цар на бяло поле e8 · черен офицер на черно поле f8 · черен кон на бяло поле g8 · черен топ на черно поле h8 · черна пешка на черно поле a7 · черна пешка на бяло поле b7 · черна пешка на черно поле g7 · черна пешка на бяло поле h7 · черен кон на бяло поле c6 · черна пешка на черно поле d6 · бял кон на бяло поле b5 · черна пешка на черно поле e5 · черна пешка на бяло поле f5 · бяла пешка на бяло поле e4 · бял кон на черно поле c3 · бял офицер на черно поле e3 · бяла пешка на бяло поле a2 · бяла пешка на черно поле b2 · бяла пешка на бяло поле c2 · бяла пешка на черно поле f2 · бяла пешка на бяло поле g2 · бяла пешка на черно поле h2 · бял топ на черно поле a1 · бяла дама на бяло поле d1 · бял цар на черно поле e1 · бял офицер на бяло поле f1 · бял топ на бяло поле h1 | черен топ на бяло поле a8 · черен офицер на бяло поле c8 · черна дама на черно поле d8 · черен цар на бяло поле e8 · черен офицер на черно поле f8 · черен кон на бяло поле g8 · черен топ на черно поле h8 · черна пешка на черно поле a7 · черна пешка на бяло поле b7 · черна пешка на черно поле g7 · черна пешка на бяло поле h7 · черен кон на бяло поле c6 · черна пешка на черно поле d6 · бял кон на бяло поле b5 · черна пешка на черно поле e5 · черна пешка на бяло поле f5 · бяла пешка на бяло поле e4 · бял кон на черно поле c3 · бял офицер на черно поле e3 · бяла пешка на бяло поле a2 · бяла пешка на черно поле b2 · бяла пешка на бяло поле c2 · бяла пешка на черно поле f2 · бяла пешка на бяло поле g2 · бяла пешка на черно поле h2 · бял топ на черно поле a1 · бяла дама на бяло поле d1 · бял цар на черно поле e1 · бял офицер на бяло поле f1 · бял топ на бяло поле h1 | черен топ на бяло поле a8 · черен офицер на бяло поле c8 · черна дама на черно поле d8 · черен цар на бяло поле e8 · черен офицер на черно поле f8 · черен кон на бяло поле g8 · черен топ на черно поле h8 · черна пешка на черно поле a7 · черна пешка на бяло поле b7 · черна пешка на черно поле g7 · черна пешка на бяло поле h7 · черен кон на бяло поле c6 · черна пешка на черно поле d6 · бял кон на бяло поле b5 · черна пешка на черно поле e5 · черна пешка на бяло поле f5 · бяла пешка на бяло поле e4 · бял кон на черно поле c3 · бял офицер на черно поле e3 · бяла пешка на бяло поле a2 · бяла пешка на черно поле b2 · бяла пешка на бяло поле c2 · бяла пешка на черно поле f2 · бяла пешка на бяло поле g2 · бяла пешка на черно поле h2 · бял топ на черно поле a1 · бяла дама на бяло поле d1 · бял цар на черно поле e1 · бял офицер на бяло поле f1 · бял топ на бяло поле h1 | черен топ на бяло поле a8 · черен офицер на бяло поле c8 · черна дама на черно поле d8 · черен цар на бяло поле e8 · черен офицер на черно поле f8 · черен кон на бяло поле g8 · черен топ на черно поле h8 · черна пешка на черно поле a7 · черна пешка на бяло поле b7 · черна пешка на черно поле g7 · черна пешка на бяло поле h7 · черен кон на бяло поле c6 · черна пешка на черно поле d6 · бял кон на бяло поле b5 · черна пешка на черно поле e5 · черна пешка на бяло поле f5 · бяла пешка на бяло поле e4 · бял кон на черно поле c3 · бял офицер на черно поле e3 · бяла пешка на бяло поле a2 · бяла пешка на черно поле b2 · бяла пешка на бяло поле c2 · бяла пешка на черно поле f2 · бяла пешка на бяло поле g2 · бяла пешка на черно поле h2 · бял топ на черно поле a1 · бяла дама на бяло поле d1 · бял цар на черно поле e1 · бял офицер на бяло поле f1 · бял топ на бяло поле h1 | 7 |
| 6 | черен топ на бяло поле a8 · черен офицер на бяло поле c8 · черна дама на черно поле d8 · черен цар на бяло поле e8 · черен офицер на черно поле f8 · черен кон на бяло поле g8 · черен топ на черно поле h8 · черна пешка на черно поле a7 · черна пешка на бяло поле b7 · черна пешка на черно поле g7 · черна пешка на бяло поле h7 · черен кон на бяло поле c6 · черна пешка на черно поле d6 · бял кон на бяло поле b5 · черна пешка на черно поле e5 · черна пешка на бяло поле f5 · бяла пешка на бяло поле e4 · бял кон на черно поле c3 · бял офицер на черно поле e3 · бяла пешка на бяло поле a2 · бяла пешка на черно поле b2 · бяла пешка на бяло поле c2 · бяла пешка на черно поле f2 · бяла пешка на бяло поле g2 · бяла пешка на черно поле h2 · бял топ на черно поле a1 · бяла дама на бяло поле d1 · бял цар на черно поле e1 · бял офицер на бяло поле f1 · бял топ на бяло поле h1 | черен топ на бяло поле a8 · черен офицер на бяло поле c8 · черна дама на черно поле d8 · черен цар на бяло поле e8 · черен офицер на черно поле f8 · черен кон на бяло поле g8 · черен топ на черно поле h8 · черна пешка на черно поле a7 · черна пешка на бяло поле b7 · черна пешка на черно поле g7 · черна пешка на бяло поле h7 · черен кон на бяло поле c6 · черна пешка на черно поле d6 · бял кон на бяло поле b5 · черна пешка на черно поле e5 · черна пешка на бяло поле f5 · бяла пешка на бяло поле e4 · бял кон на черно поле c3 · бял офицер на черно поле e3 · бяла пешка на бяло поле a2 · бяла пешка на черно поле b2 · бяла пешка на бяло поле c2 · бяла пешка на черно поле f2 · бяла пешка на бяло поле g2 · бяла пешка на черно поле h2 · бял топ на черно поле a1 · бяла дама на бяло поле d1 · бял цар на черно поле e1 · бял офицер на бяло поле f1 · бял топ на бяло поле h1 | черен топ на бяло поле a8 · черен офицер на бяло поле c8 · черна дама на черно поле d8 · черен цар на бяло поле e8 · черен офицер на черно поле f8 · черен кон на бяло поле g8 · черен топ на черно поле h8 · черна пешка на черно поле a7 · черна пешка на бяло поле b7 · черна пешка на черно поле g7 · черна пешка на бяло поле h7 · черен кон на бяло поле c6 · черна пешка на черно поле d6 · бял кон на бяло поле b5 · черна пешка на черно поле e5 · черна пешка на бяло поле f5 · бяла пешка на бяло поле e4 · бял кон на черно поле c3 · бял офицер на черно поле e3 · бяла пешка на бяло поле a2 · бяла пешка на черно поле b2 · бяла пешка на бяло поле c2 · бяла пешка на черно поле f2 · бяла пешка на бяло поле g2 · бяла пешка на черно поле h2 · бял топ на черно поле a1 · бяла дама на бяло поле d1 · бял цар на черно поле e1 · бял офицер на бяло поле f1 · бял топ на бяло поле h1 | черен топ на бяло поле a8 · черен офицер на бяло поле c8 · черна дама на черно поле d8 · черен цар на бяло поле e8 · черен офицер на черно поле f8 · черен кон на бяло поле g8 · черен топ на черно поле h8 · черна пешка на черно поле a7 · черна пешка на бяло поле b7 · черна пешка на черно поле g7 · черна пешка на бяло поле h7 · черен кон на бяло поле c6 · черна пешка на черно поле d6 · бял кон на бяло поле b5 · черна пешка на черно поле e5 · черна пешка на бяло поле f5 · бяла пешка на бяло поле e4 · бял кон на черно поле c3 · бял офицер на черно поле e3 · бяла пешка на бяло поле a2 · бяла пешка на черно поле b2 · бяла пешка на бяло поле c2 · бяла пешка на черно поле f2 · бяла пешка на бяло поле g2 · бяла пешка на черно поле h2 · бял топ на черно поле a1 · бяла дама на бяло поле d1 · бял цар на черно поле e1 · бял офицер на бяло поле f1 · бял топ на бяло поле h1 | черен топ на бяло поле a8 · черен офицер на бяло поле c8 · черна дама на черно поле d8 · черен цар на бяло поле e8 · черен офицер на черно поле f8 · черен кон на бяло поле g8 · черен топ на черно поле h8 · черна пешка на черно поле a7 · черна пешка на бяло поле b7 · черна пешка на черно поле g7 · черна пешка на бяло поле h7 · черен кон на бяло поле c6 · черна пешка на черно поле d6 · бял кон на бяло поле b5 · черна пешка на черно поле e5 · черна пешка на бяло поле f5 · бяла пешка на бяло поле e4 · бял кон на черно поле c3 · бял офицер на черно поле e3 · бяла пешка на бяло поле a2 · бяла пешка на черно поле b2 · бяла пешка на бяло поле c2 · бяла пешка на черно поле f2 · бяла пешка на бяло поле g2 · бяла пешка на черно поле h2 · бял топ на черно поле a1 · бяла дама на бяло поле d1 · бял цар на черно поле e1 · бял офицер на бяло поле f1 · бял топ на бяло поле h1 | черен топ на бяло поле a8 · черен офицер на бяло поле c8 · черна дама на черно поле d8 · черен цар на бяло поле e8 · черен офицер на черно поле f8 · черен кон на бяло поле g8 · черен топ на черно поле h8 · черна пешка на черно поле a7 · черна пешка на бяло поле b7 · черна пешка на черно поле g7 · черна пешка на бяло поле h7 · черен кон на бяло поле c6 · черна пешка на черно поле d6 · бял кон на бяло поле b5 · черна пешка на черно поле e5 · черна пешка на бяло поле f5 · бяла пешка на бяло поле e4 · бял кон на черно поле c3 · бял офицер на черно поле e3 · бяла пешка на бяло поле a2 · бяла пешка на черно поле b2 · бяла пешка на бяло поле c2 · бяла пешка на черно поле f2 · бяла пешка на бяло поле g2 · бяла пешка на черно поле h2 · бял топ на черно поле a1 · бяла дама на бяло поле d1 · бял цар на черно поле e1 · бял офицер на бяло поле f1 · бял топ на бяло поле h1 | черен топ на бяло поле a8 · черен офицер на бяло поле c8 · черна дама на черно поле d8 · черен цар на бяло поле e8 · черен офицер на черно поле f8 · черен кон на бяло поле g8 · черен топ на черно поле h8 · черна пешка на черно поле a7 · черна пешка на бяло поле b7 · черна пешка на черно поле g7 · черна пешка на бяло поле h7 · черен кон на бяло поле c6 · черна пешка на черно поле d6 · бял кон на бяло поле b5 · черна пешка на черно поле e5 · черна пешка на бяло поле f5 · бяла пешка на бяло поле e4 · бял кон на черно поле c3 · бял офицер на черно поле e3 · бяла пешка на бяло поле a2 · бяла пешка на черно поле b2 · бяла пешка на бяло поле c2 · бяла пешка на черно поле f2 · бяла пешка на бяло поле g2 · бяла пешка на черно поле h2 · бял топ на черно поле a1 · бяла дама на бяло поле d1 · бял цар на черно поле e1 · бял офицер на бяло поле f1 · бял топ на бяло поле h1 | черен топ на бяло поле a8 · черен офицер на бяло поле c8 · черна дама на черно поле d8 · черен цар на бяло поле e8 · черен офицер на черно поле f8 · черен кон на бяло поле g8 · черен топ на черно поле h8 · черна пешка на черно поле a7 · черна пешка на бяло поле b7 · черна пешка на черно поле g7 · черна пешка на бяло поле h7 · черен кон на бяло поле c6 · черна пешка на черно поле d6 · бял кон на бяло поле b5 · черна пешка на черно поле e5 · черна пешка на бяло поле f5 · бяла пешка на бяло поле e4 · бял кон на черно поле c3 · бял офицер на черно поле e3 · бяла пешка на бяло поле a2 · бяла пешка на черно поле b2 · бяла пешка на бяло поле c2 · бяла пешка на черно поле f2 · бяла пешка на бяло поле g2 · бяла пешка на черно поле h2 · бял топ на черно поле a1 · бяла дама на бяло поле d1 · бял цар на черно поле e1 · бял офицер на бяло поле f1 · бял топ на бяло поле h1 | 6 |
| 5 | черен топ на бяло поле a8 · черен офицер на бяло поле c8 · черна дама на черно поле d8 · черен цар на бяло поле e8 · черен офицер на черно поле f8 · черен кон на бяло поле g8 · черен топ на черно поле h8 · черна пешка на черно поле a7 · черна пешка на бяло поле b7 · черна пешка на черно поле g7 · черна пешка на бяло поле h7 · черен кон на бяло поле c6 · черна пешка на черно поле d6 · бял кон на бяло поле b5 · черна пешка на черно поле e5 · черна пешка на бяло поле f5 · бяла пешка на бяло поле e4 · бял кон на черно поле c3 · бял офицер на черно поле e3 · бяла пешка на бяло поле a2 · бяла пешка на черно поле b2 · бяла пешка на бяло поле c2 · бяла пешка на черно поле f2 · бяла пешка на бяло поле g2 · бяла пешка на черно поле h2 · бял топ на черно поле a1 · бяла дама на бяло поле d1 · бял цар на черно поле e1 · бял офицер на бяло поле f1 · бял топ на бяло поле h1 | черен топ на бяло поле a8 · черен офицер на бяло поле c8 · черна дама на черно поле d8 · черен цар на бяло поле e8 · черен офицер на черно поле f8 · черен кон на бяло поле g8 · черен топ на черно поле h8 · черна пешка на черно поле a7 · черна пешка на бяло поле b7 · черна пешка на черно поле g7 · черна пешка на бяло поле h7 · черен кон на бяло поле c6 · черна пешка на черно поле d6 · бял кон на бяло поле b5 · черна пешка на черно поле e5 · черна пешка на бяло поле f5 · бяла пешка на бяло поле e4 · бял кон на черно поле c3 · бял офицер на черно поле e3 · бяла пешка на бяло поле a2 · бяла пешка на черно поле b2 · бяла пешка на бяло поле c2 · бяла пешка на черно поле f2 · бяла пешка на бяло поле g2 · бяла пешка на черно поле h2 · бял топ на черно поле a1 · бяла дама на бяло поле d1 · бял цар на черно поле e1 · бял офицер на бяло поле f1 · бял топ на бяло поле h1 | черен топ на бяло поле a8 · черен офицер на бяло поле c8 · черна дама на черно поле d8 · черен цар на бяло поле e8 · черен офицер на черно поле f8 · черен кон на бяло поле g8 · черен топ на черно поле h8 · черна пешка на черно поле a7 · черна пешка на бяло поле b7 · черна пешка на черно поле g7 · черна пешка на бяло поле h7 · черен кон на бяло поле c6 · черна пешка на черно поле d6 · бял кон на бяло поле b5 · черна пешка на черно поле e5 · черна пешка на бяло поле f5 · бяла пешка на бяло поле e4 · бял кон на черно поле c3 · бял офицер на черно поле e3 · бяла пешка на бяло поле a2 · бяла пешка на черно поле b2 · бяла пешка на бяло поле c2 · бяла пешка на черно поле f2 · бяла пешка на бяло поле g2 · бяла пешка на черно поле h2 · бял топ на черно поле a1 · бяла дама на бяло поле d1 · бял цар на черно поле e1 · бял офицер на бяло поле f1 · бял топ на бяло поле h1 | черен топ на бяло поле a8 · черен офицер на бяло поле c8 · черна дама на черно поле d8 · черен цар на бяло поле e8 · черен офицер на черно поле f8 · черен кон на бяло поле g8 · черен топ на черно поле h8 · черна пешка на черно поле a7 · черна пешка на бяло поле b7 · черна пешка на черно поле g7 · черна пешка на бяло поле h7 · черен кон на бяло поле c6 · черна пешка на черно поле d6 · бял кон на бяло поле b5 · черна пешка на черно поле e5 · черна пешка на бяло поле f5 · бяла пешка на бяло поле e4 · бял кон на черно поле c3 · бял офицер на черно поле e3 · бяла пешка на бяло поле a2 · бяла пешка на черно поле b2 · бяла пешка на бяло поле c2 · бяла пешка на черно поле f2 · бяла пешка на бяло поле g2 · бяла пешка на черно поле h2 · бял топ на черно поле a1 · бяла дама на бяло поле d1 · бял цар на черно поле e1 · бял офицер на бяло поле f1 · бял топ на бяло поле h1 | черен топ на бяло поле a8 · черен офицер на бяло поле c8 · черна дама на черно поле d8 · черен цар на бяло поле e8 · черен офицер на черно поле f8 · черен кон на бяло поле g8 · черен топ на черно поле h8 · черна пешка на черно поле a7 · черна пешка на бяло поле b7 · черна пешка на черно поле g7 · черна пешка на бяло поле h7 · черен кон на бяло поле c6 · черна пешка на черно поле d6 · бял кон на бяло поле b5 · черна пешка на черно поле e5 · черна пешка на бяло поле f5 · бяла пешка на бяло поле e4 · бял кон на черно поле c3 · бял офицер на черно поле e3 · бяла пешка на бяло поле a2 · бяла пешка на черно поле b2 · бяла пешка на бяло поле c2 · бяла пешка на черно поле f2 · бяла пешка на бяло поле g2 · бяла пешка на черно поле h2 · бял топ на черно поле a1 · бяла дама на бяло поле d1 · бял цар на черно поле e1 · бял офицер на бяло поле f1 · бял топ на бяло поле h1 | черен топ на бяло поле a8 · черен офицер на бяло поле c8 · черна дама на черно поле d8 · черен цар на бяло поле e8 · черен офицер на черно поле f8 · черен кон на бяло поле g8 · черен топ на черно поле h8 · черна пешка на черно поле a7 · черна пешка на бяло поле b7 · черна пешка на черно поле g7 · черна пешка на бяло поле h7 · черен кон на бяло поле c6 · черна пешка на черно поле d6 · бял кон на бяло поле b5 · черна пешка на черно поле e5 · черна пешка на бяло поле f5 · бяла пешка на бяло поле e4 · бял кон на черно поле c3 · бял офицер на черно поле e3 · бяла пешка на бяло поле a2 · бяла пешка на черно поле b2 · бяла пешка на бяло поле c2 · бяла пешка на черно поле f2 · бяла пешка на бяло поле g2 · бяла пешка на черно поле h2 · бял топ на черно поле a1 · бяла дама на бяло поле d1 · бял цар на черно поле e1 · бял офицер на бяло поле f1 · бял топ на бяло поле h1 | черен топ на бяло поле a8 · черен офицер на бяло поле c8 · черна дама на черно поле d8 · черен цар на бяло поле e8 · черен офицер на черно поле f8 · черен кон на бяло поле g8 · черен топ на черно поле h8 · черна пешка на черно поле a7 · черна пешка на бяло поле b7 · черна пешка на черно поле g7 · черна пешка на бяло поле h7 · черен кон на бяло поле c6 · черна пешка на черно поле d6 · бял кон на бяло поле b5 · черна пешка на черно поле e5 · черна пешка на бяло поле f5 · бяла пешка на бяло поле e4 · бял кон на черно поле c3 · бял офицер на черно поле e3 · бяла пешка на бяло поле a2 · бяла пешка на черно поле b2 · бяла пешка на бяло поле c2 · бяла пешка на черно поле f2 · бяла пешка на бяло поле g2 · бяла пешка на черно поле h2 · бял топ на черно поле a1 · бяла дама на бяло поле d1 · бял цар на черно поле e1 · бял офицер на бяло поле f1 · бял топ на бяло поле h1 | черен топ на бяло поле a8 · черен офицер на бяло поле c8 · черна дама на черно поле d8 · черен цар на бяло поле e8 · черен офицер на черно поле f8 · черен кон на бяло поле g8 · черен топ на черно поле h8 · черна пешка на черно поле a7 · черна пешка на бяло поле b7 · черна пешка на черно поле g7 · черна пешка на бяло поле h7 · черен кон на бяло поле c6 · черна пешка на черно поле d6 · бял кон на бяло поле b5 · черна пешка на черно поле e5 · черна пешка на бяло поле f5 · бяла пешка на бяло поле e4 · бял кон на черно поле c3 · бял офицер на черно поле e3 · бяла пешка на бяло поле a2 · бяла пешка на черно поле b2 · бяла пешка на бяло поле c2 · бяла пешка на черно поле f2 · бяла пешка на бяло поле g2 · бяла пешка на черно поле h2 · бял топ на черно поле a1 · бяла дама на бяло поле d1 · бял цар на черно поле e1 · бял офицер на бяло поле f1 · бял топ на бяло поле h1 | 5 |
| 4 | черен топ на бяло поле a8 · черен офицер на бяло поле c8 · черна дама на черно поле d8 · черен цар на бяло поле e8 · черен офицер на черно поле f8 · черен кон на бяло поле g8 · черен топ на черно поле h8 · черна пешка на черно поле a7 · черна пешка на бяло поле b7 · черна пешка на черно поле g7 · черна пешка на бяло поле h7 · черен кон на бяло поле c6 · черна пешка на черно поле d6 · бял кон на бяло поле b5 · черна пешка на черно поле e5 · черна пешка на бяло поле f5 · бяла пешка на бяло поле e4 · бял кон на черно поле c3 · бял офицер на черно поле e3 · бяла пешка на бяло поле a2 · бяла пешка на черно поле b2 · бяла пешка на бяло поле c2 · бяла пешка на черно поле f2 · бяла пешка на бяло поле g2 · бяла пешка на черно поле h2 · бял топ на черно поле a1 · бяла дама на бяло поле d1 · бял цар на черно поле e1 · бял офицер на бяло поле f1 · бял топ на бяло поле h1 | черен топ на бяло поле a8 · черен офицер на бяло поле c8 · черна дама на черно поле d8 · черен цар на бяло поле e8 · черен офицер на черно поле f8 · черен кон на бяло поле g8 · черен топ на черно поле h8 · черна пешка на черно поле a7 · черна пешка на бяло поле b7 · черна пешка на черно поле g7 · черна пешка на бяло поле h7 · черен кон на бяло поле c6 · черна пешка на черно поле d6 · бял кон на бяло поле b5 · черна пешка на черно поле e5 · черна пешка на бяло поле f5 · бяла пешка на бяло поле e4 · бял кон на черно поле c3 · бял офицер на черно поле e3 · бяла пешка на бяло поле a2 · бяла пешка на черно поле b2 · бяла пешка на бяло поле c2 · бяла пешка на черно поле f2 · бяла пешка на бяло поле g2 · бяла пешка на черно поле h2 · бял топ на черно поле a1 · бяла дама на бяло поле d1 · бял цар на черно поле e1 · бял офицер на бяло поле f1 · бял топ на бяло поле h1 | черен топ на бяло поле a8 · черен офицер на бяло поле c8 · черна дама на черно поле d8 · черен цар на бяло поле e8 · черен офицер на черно поле f8 · черен кон на бяло поле g8 · черен топ на черно поле h8 · черна пешка на черно поле a7 · черна пешка на бяло поле b7 · черна пешка на черно поле g7 · черна пешка на бяло поле h7 · черен кон на бяло поле c6 · черна пешка на черно поле d6 · бял кон на бяло поле b5 · черна пешка на черно поле e5 · черна пешка на бяло поле f5 · бяла пешка на бяло поле e4 · бял кон на черно поле c3 · бял офицер на черно поле e3 · бяла пешка на бяло поле a2 · бяла пешка на черно поле b2 · бяла пешка на бяло поле c2 · бяла пешка на черно поле f2 · бяла пешка на бяло поле g2 · бяла пешка на черно поле h2 · бял топ на черно поле a1 · бяла дама на бяло поле d1 · бял цар на черно поле e1 · бял офицер на бяло поле f1 · бял топ на бяло поле h1 | черен топ на бяло поле a8 · черен офицер на бяло поле c8 · черна дама на черно поле d8 · черен цар на бяло поле e8 · черен офицер на черно поле f8 · черен кон на бяло поле g8 · черен топ на черно поле h8 · черна пешка на черно поле a7 · черна пешка на бяло поле b7 · черна пешка на черно поле g7 · черна пешка на бяло поле h7 · черен кон на бяло поле c6 · черна пешка на черно поле d6 · бял кон на бяло поле b5 · черна пешка на черно поле e5 · черна пешка на бяло поле f5 · бяла пешка на бяло поле e4 · бял кон на черно поле c3 · бял офицер на черно поле e3 · бяла пешка на бяло поле a2 · бяла пешка на черно поле b2 · бяла пешка на бяло поле c2 · бяла пешка на черно поле f2 · бяла пешка на бяло поле g2 · бяла пешка на черно поле h2 · бял топ на черно поле a1 · бяла дама на бяло поле d1 · бял цар на черно поле e1 · бял офицер на бяло поле f1 · бял топ на бяло поле h1 | черен топ на бяло поле a8 · черен офицер на бяло поле c8 · черна дама на черно поле d8 · черен цар на бяло поле e8 · черен офицер на черно поле f8 · черен кон на бяло поле g8 · черен топ на черно поле h8 · черна пешка на черно поле a7 · черна пешка на бяло поле b7 · черна пешка на черно поле g7 · черна пешка на бяло поле h7 · черен кон на бяло поле c6 · черна пешка на черно поле d6 · бял кон на бяло поле b5 · черна пешка на черно поле e5 · черна пешка на бяло поле f5 · бяла пешка на бяло поле e4 · бял кон на черно поле c3 · бял офицер на черно поле e3 · бяла пешка на бяло поле a2 · бяла пешка на черно поле b2 · бяла пешка на бяло поле c2 · бяла пешка на черно поле f2 · бяла пешка на бяло поле g2 · бяла пешка на черно поле h2 · бял топ на черно поле a1 · бяла дама на бяло поле d1 · бял цар на черно поле e1 · бял офицер на бяло поле f1 · бял топ на бяло поле h1 | черен топ на бяло поле a8 · черен офицер на бяло поле c8 · черна дама на черно поле d8 · черен цар на бяло поле e8 · черен офицер на черно поле f8 · черен кон на бяло поле g8 · черен топ на черно поле h8 · черна пешка на черно поле a7 · черна пешка на бяло поле b7 · черна пешка на черно поле g7 · черна пешка на бяло поле h7 · черен кон на бяло поле c6 · черна пешка на черно поле d6 · бял кон на бяло поле b5 · черна пешка на черно поле e5 · черна пешка на бяло поле f5 · бяла пешка на бяло поле e4 · бял кон на черно поле c3 · бял офицер на черно поле e3 · бяла пешка на бяло поле a2 · бяла пешка на черно поле b2 · бяла пешка на бяло поле c2 · бяла пешка на черно поле f2 · бяла пешка на бяло поле g2 · бяла пешка на черно поле h2 · бял топ на черно поле a1 · бяла дама на бяло поле d1 · бял цар на черно поле e1 · бял офицер на бяло поле f1 · бял топ на бяло поле h1 | черен топ на бяло поле a8 · черен офицер на бяло поле c8 · черна дама на черно поле d8 · черен цар на бяло поле e8 · черен офицер на черно поле f8 · черен кон на бяло поле g8 · черен топ на черно поле h8 · черна пешка на черно поле a7 · черна пешка на бяло поле b7 · черна пешка на черно поле g7 · черна пешка на бяло поле h7 · черен кон на бяло поле c6 · черна пешка на черно поле d6 · бял кон на бяло поле b5 · черна пешка на черно поле e5 · черна пешка на бяло поле f5 · бяла пешка на бяло поле e4 · бял кон на черно поле c3 · бял офицер на черно поле e3 · бяла пешка на бяло поле a2 · бяла пешка на черно поле b2 · бяла пешка на бяло поле c2 · бяла пешка на черно поле f2 · бяла пешка на бяло поле g2 · бяла пешка на черно поле h2 · бял топ на черно поле a1 · бяла дама на бяло поле d1 · бял цар на черно поле e1 · бял офицер на бяло поле f1 · бял топ на бяло поле h1 | черен топ на бяло поле a8 · черен офицер на бяло поле c8 · черна дама на черно поле d8 · черен цар на бяло поле e8 · черен офицер на черно поле f8 · черен кон на бяло поле g8 · черен топ на черно поле h8 · черна пешка на черно поле a7 · черна пешка на бяло поле b7 · черна пешка на черно поле g7 · черна пешка на бяло поле h7 · черен кон на бяло поле c6 · черна пешка на черно поле d6 · бял кон на бяло поле b5 · черна пешка на черно поле e5 · черна пешка на бяло поле f5 · бяла пешка на бяло поле e4 · бял кон на черно поле c3 · бял офицер на черно поле e3 · бяла пешка на бяло поле a2 · бяла пешка на черно поле b2 · бяла пешка на бяло поле c2 · бяла пешка на черно поле f2 · бяла пешка на бяло поле g2 · бяла пешка на черно поле h2 · бял топ на черно поле a1 · бяла дама на бяло поле d1 · бял цар на черно поле e1 · бял офицер на бяло поле f1 · бял топ на бяло поле h1 | 4 |
| 3 | черен топ на бяло поле a8 · черен офицер на бяло поле c8 · черна дама на черно поле d8 · черен цар на бяло поле e8 · черен офицер на черно поле f8 · черен кон на бяло поле g8 · черен топ на черно поле h8 · черна пешка на черно поле a7 · черна пешка на бяло поле b7 · черна пешка на черно поле g7 · черна пешка на бяло поле h7 · черен кон на бяло поле c6 · черна пешка на черно поле d6 · бял кон на бяло поле b5 · черна пешка на черно поле e5 · черна пешка на бяло поле f5 · бяла пешка на бяло поле e4 · бял кон на черно поле c3 · бял офицер на черно поле e3 · бяла пешка на бяло поле a2 · бяла пешка на черно поле b2 · бяла пешка на бяло поле c2 · бяла пешка на черно поле f2 · бяла пешка на бяло поле g2 · бяла пешка на черно поле h2 · бял топ на черно поле a1 · бяла дама на бяло поле d1 · бял цар на черно поле e1 · бял офицер на бяло поле f1 · бял топ на бяло поле h1 | черен топ на бяло поле a8 · черен офицер на бяло поле c8 · черна дама на черно поле d8 · черен цар на бяло поле e8 · черен офицер на черно поле f8 · черен кон на бяло поле g8 · черен топ на черно поле h8 · черна пешка на черно поле a7 · черна пешка на бяло поле b7 · черна пешка на черно поле g7 · черна пешка на бяло поле h7 · черен кон на бяло поле c6 · черна пешка на черно поле d6 · бял кон на бяло поле b5 · черна пешка на черно поле e5 · черна пешка на бяло поле f5 · бяла пешка на бяло поле e4 · бял кон на черно поле c3 · бял офицер на черно поле e3 · бяла пешка на бяло поле a2 · бяла пешка на черно поле b2 · бяла пешка на бяло поле c2 · бяла пешка на черно поле f2 · бяла пешка на бяло поле g2 · бяла пешка на черно поле h2 · бял топ на черно поле a1 · бяла дама на бяло поле d1 · бял цар на черно поле e1 · бял офицер на бяло поле f1 · бял топ на бяло поле h1 | черен топ на бяло поле a8 · черен офицер на бяло поле c8 · черна дама на черно поле d8 · черен цар на бяло поле e8 · черен офицер на черно поле f8 · черен кон на бяло поле g8 · черен топ на черно поле h8 · черна пешка на черно поле a7 · черна пешка на бяло поле b7 · черна пешка на черно поле g7 · черна пешка на бяло поле h7 · черен кон на бяло поле c6 · черна пешка на черно поле d6 · бял кон на бяло поле b5 · черна пешка на черно поле e5 · черна пешка на бяло поле f5 · бяла пешка на бяло поле e4 · бял кон на черно поле c3 · бял офицер на черно поле e3 · бяла пешка на бяло поле a2 · бяла пешка на черно поле b2 · бяла пешка на бяло поле c2 · бяла пешка на черно поле f2 · бяла пешка на бяло поле g2 · бяла пешка на черно поле h2 · бял топ на черно поле a1 · бяла дама на бяло поле d1 · бял цар на черно поле e1 · бял офицер на бяло поле f1 · бял топ на бяло поле h1 | черен топ на бяло поле a8 · черен офицер на бяло поле c8 · черна дама на черно поле d8 · черен цар на бяло поле e8 · черен офицер на черно поле f8 · черен кон на бяло поле g8 · черен топ на черно поле h8 · черна пешка на черно поле a7 · черна пешка на бяло поле b7 · черна пешка на черно поле g7 · черна пешка на бяло поле h7 · черен кон на бяло поле c6 · черна пешка на черно поле d6 · бял кон на бяло поле b5 · черна пешка на черно поле e5 · черна пешка на бяло поле f5 · бяла пешка на бяло поле e4 · бял кон на черно поле c3 · бял офицер на черно поле e3 · бяла пешка на бяло поле a2 · бяла пешка на черно поле b2 · бяла пешка на бяло поле c2 · бяла пешка на черно поле f2 · бяла пешка на бяло поле g2 · бяла пешка на черно поле h2 · бял топ на черно поле a1 · бяла дама на бяло поле d1 · бял цар на черно поле e1 · бял офицер на бяло поле f1 · бял топ на бяло поле h1 | черен топ на бяло поле a8 · черен офицер на бяло поле c8 · черна дама на черно поле d8 · черен цар на бяло поле e8 · черен офицер на черно поле f8 · черен кон на бяло поле g8 · черен топ на черно поле h8 · черна пешка на черно поле a7 · черна пешка на бяло поле b7 · черна пешка на черно поле g7 · черна пешка на бяло поле h7 · черен кон на бяло поле c6 · черна пешка на черно поле d6 · бял кон на бяло поле b5 · черна пешка на черно поле e5 · черна пешка на бяло поле f5 · бяла пешка на бяло поле e4 · бял кон на черно поле c3 · бял офицер на черно поле e3 · бяла пешка на бяло поле a2 · бяла пешка на черно поле b2 · бяла пешка на бяло поле c2 · бяла пешка на черно поле f2 · бяла пешка на бяло поле g2 · бяла пешка на черно поле h2 · бял топ на черно поле a1 · бяла дама на бяло поле d1 · бял цар на черно поле e1 · бял офицер на бяло поле f1 · бял топ на бяло поле h1 | черен топ на бяло поле a8 · черен офицер на бяло поле c8 · черна дама на черно поле d8 · черен цар на бяло поле e8 · черен офицер на черно поле f8 · черен кон на бяло поле g8 · черен топ на черно поле h8 · черна пешка на черно поле a7 · черна пешка на бяло поле b7 · черна пешка на черно поле g7 · черна пешка на бяло поле h7 · черен кон на бяло поле c6 · черна пешка на черно поле d6 · бял кон на бяло поле b5 · черна пешка на черно поле e5 · черна пешка на бяло поле f5 · бяла пешка на бяло поле e4 · бял кон на черно поле c3 · бял офицер на черно поле e3 · бяла пешка на бяло поле a2 · бяла пешка на черно поле b2 · бяла пешка на бяло поле c2 · бяла пешка на черно поле f2 · бяла пешка на бяло поле g2 · бяла пешка на черно поле h2 · бял топ на черно поле a1 · бяла дама на бяло поле d1 · бял цар на черно поле e1 · бял офицер на бяло поле f1 · бял топ на бяло поле h1 | черен топ на бяло поле a8 · черен офицер на бяло поле c8 · черна дама на черно поле d8 · черен цар на бяло поле e8 · черен офицер на черно поле f8 · черен кон на бяло поле g8 · черен топ на черно поле h8 · черна пешка на черно поле a7 · черна пешка на бяло поле b7 · черна пешка на черно поле g7 · черна пешка на бяло поле h7 · черен кон на бяло поле c6 · черна пешка на черно поле d6 · бял кон на бяло поле b5 · черна пешка на черно поле e5 · черна пешка на бяло поле f5 · бяла пешка на бяло поле e4 · бял кон на черно поле c3 · бял офицер на черно поле e3 · бяла пешка на бяло поле a2 · бяла пешка на черно поле b2 · бяла пешка на бяло поле c2 · бяла пешка на черно поле f2 · бяла пешка на бяло поле g2 · бяла пешка на черно поле h2 · бял топ на черно поле a1 · бяла дама на бяло поле d1 · бял цар на черно поле e1 · бял офицер на бяло поле f1 · бял топ на бяло поле h1 | черен топ на бяло поле a8 · черен офицер на бяло поле c8 · черна дама на черно поле d8 · черен цар на бяло поле e8 · черен офицер на черно поле f8 · черен кон на бяло поле g8 · черен топ на черно поле h8 · черна пешка на черно поле a7 · черна пешка на бяло поле b7 · черна пешка на черно поле g7 · черна пешка на бяло поле h7 · черен кон на бяло поле c6 · черна пешка на черно поле d6 · бял кон на бяло поле b5 · черна пешка на черно поле e5 · черна пешка на бяло поле f5 · бяла пешка на бяло поле e4 · бял кон на черно поле c3 · бял офицер на черно поле e3 · бяла пешка на бяло поле a2 · бяла пешка на черно поле b2 · бяла пешка на бяло поле c2 · бяла пешка на черно поле f2 · бяла пешка на бяло поле g2 · бяла пешка на черно поле h2 · бял топ на черно поле a1 · бяла дама на бяло поле d1 · бял цар на черно поле e1 · бял офицер на бяло поле f1 · бял топ на бяло поле h1 | 3 |
| 2 | черен топ на бяло поле a8 · черен офицер на бяло поле c8 · черна дама на черно поле d8 · черен цар на бяло поле e8 · черен офицер на черно поле f8 · черен кон на бяло поле g8 · черен топ на черно поле h8 · черна пешка на черно поле a7 · черна пешка на бяло поле b7 · черна пешка на черно поле g7 · черна пешка на бяло поле h7 · черен кон на бяло поле c6 · черна пешка на черно поле d6 · бял кон на бяло поле b5 · черна пешка на черно поле e5 · черна пешка на бяло поле f5 · бяла пешка на бяло поле e4 · бял кон на черно поле c3 · бял офицер на черно поле e3 · бяла пешка на бяло поле a2 · бяла пешка на черно поле b2 · бяла пешка на бяло поле c2 · бяла пешка на черно поле f2 · бяла пешка на бяло поле g2 · бяла пешка на черно поле h2 · бял топ на черно поле a1 · бяла дама на бяло поле d1 · бял цар на черно поле e1 · бял офицер на бяло поле f1 · бял топ на бяло поле h1 | черен топ на бяло поле a8 · черен офицер на бяло поле c8 · черна дама на черно поле d8 · черен цар на бяло поле e8 · черен офицер на черно поле f8 · черен кон на бяло поле g8 · черен топ на черно поле h8 · черна пешка на черно поле a7 · черна пешка на бяло поле b7 · черна пешка на черно поле g7 · черна пешка на бяло поле h7 · черен кон на бяло поле c6 · черна пешка на черно поле d6 · бял кон на бяло поле b5 · черна пешка на черно поле e5 · черна пешка на бяло поле f5 · бяла пешка на бяло поле e4 · бял кон на черно поле c3 · бял офицер на черно поле e3 · бяла пешка на бяло поле a2 · бяла пешка на черно поле b2 · бяла пешка на бяло поле c2 · бяла пешка на черно поле f2 · бяла пешка на бяло поле g2 · бяла пешка на черно поле h2 · бял топ на черно поле a1 · бяла дама на бяло поле d1 · бял цар на черно поле e1 · бял офицер на бяло поле f1 · бял топ на бяло поле h1 | черен топ на бяло поле a8 · черен офицер на бяло поле c8 · черна дама на черно поле d8 · черен цар на бяло поле e8 · черен офицер на черно поле f8 · черен кон на бяло поле g8 · черен топ на черно поле h8 · черна пешка на черно поле a7 · черна пешка на бяло поле b7 · черна пешка на черно поле g7 · черна пешка на бяло поле h7 · черен кон на бяло поле c6 · черна пешка на черно поле d6 · бял кон на бяло поле b5 · черна пешка на черно поле e5 · черна пешка на бяло поле f5 · бяла пешка на бяло поле e4 · бял кон на черно поле c3 · бял офицер на черно поле e3 · бяла пешка на бяло поле a2 · бяла пешка на черно поле b2 · бяла пешка на бяло поле c2 · бяла пешка на черно поле f2 · бяла пешка на бяло поле g2 · бяла пешка на черно поле h2 · бял топ на черно поле a1 · бяла дама на бяло поле d1 · бял цар на черно поле e1 · бял офицер на бяло поле f1 · бял топ на бяло поле h1 | черен топ на бяло поле a8 · черен офицер на бяло поле c8 · черна дама на черно поле d8 · черен цар на бяло поле e8 · черен офицер на черно поле f8 · черен кон на бяло поле g8 · черен топ на черно поле h8 · черна пешка на черно поле a7 · черна пешка на бяло поле b7 · черна пешка на черно поле g7 · черна пешка на бяло поле h7 · черен кон на бяло поле c6 · черна пешка на черно поле d6 · бял кон на бяло поле b5 · черна пешка на черно поле e5 · черна пешка на бяло поле f5 · бяла пешка на бяло поле e4 · бял кон на черно поле c3 · бял офицер на черно поле e3 · бяла пешка на бяло поле a2 · бяла пешка на черно поле b2 · бяла пешка на бяло поле c2 · бяла пешка на черно поле f2 · бяла пешка на бяло поле g2 · бяла пешка на черно поле h2 · бял топ на черно поле a1 · бяла дама на бяло поле d1 · бял цар на черно поле e1 · бял офицер на бяло поле f1 · бял топ на бяло поле h1 | черен топ на бяло поле a8 · черен офицер на бяло поле c8 · черна дама на черно поле d8 · черен цар на бяло поле e8 · черен офицер на черно поле f8 · черен кон на бяло поле g8 · черен топ на черно поле h8 · черна пешка на черно поле a7 · черна пешка на бяло поле b7 · черна пешка на черно поле g7 · черна пешка на бяло поле h7 · черен кон на бяло поле c6 · черна пешка на черно поле d6 · бял кон на бяло поле b5 · черна пешка на черно поле e5 · черна пешка на бяло поле f5 · бяла пешка на бяло поле e4 · бял кон на черно поле c3 · бял офицер на черно поле e3 · бяла пешка на бяло поле a2 · бяла пешка на черно поле b2 · бяла пешка на бяло поле c2 · бяла пешка на черно поле f2 · бяла пешка на бяло поле g2 · бяла пешка на черно поле h2 · бял топ на черно поле a1 · бяла дама на бяло поле d1 · бял цар на черно поле e1 · бял офицер на бяло поле f1 · бял топ на бяло поле h1 | черен топ на бяло поле a8 · черен офицер на бяло поле c8 · черна дама на черно поле d8 · черен цар на бяло поле e8 · черен офицер на черно поле f8 · черен кон на бяло поле g8 · черен топ на черно поле h8 · черна пешка на черно поле a7 · черна пешка на бяло поле b7 · черна пешка на черно поле g7 · черна пешка на бяло поле h7 · черен кон на бяло поле c6 · черна пешка на черно поле d6 · бял кон на бяло поле b5 · черна пешка на черно поле e5 · черна пешка на бяло поле f5 · бяла пешка на бяло поле e4 · бял кон на черно поле c3 · бял офицер на черно поле e3 · бяла пешка на бяло поле a2 · бяла пешка на черно поле b2 · бяла пешка на бяло поле c2 · бяла пешка на черно поле f2 · бяла пешка на бяло поле g2 · бяла пешка на черно поле h2 · бял топ на черно поле a1 · бяла дама на бяло поле d1 · бял цар на черно поле e1 · бял офицер на бяло поле f1 · бял топ на бяло поле h1 | черен топ на бяло поле a8 · черен офицер на бяло поле c8 · черна дама на черно поле d8 · черен цар на бяло поле e8 · черен офицер на черно поле f8 · черен кон на бяло поле g8 · черен топ на черно поле h8 · черна пешка на черно поле a7 · черна пешка на бяло поле b7 · черна пешка на черно поле g7 · черна пешка на бяло поле h7 · черен кон на бяло поле c6 · черна пешка на черно поле d6 · бял кон на бяло поле b5 · черна пешка на черно поле e5 · черна пешка на бяло поле f5 · бяла пешка на бяло поле e4 · бял кон на черно поле c3 · бял офицер на черно поле e3 · бяла пешка на бяло поле a2 · бяла пешка на черно поле b2 · бяла пешка на бяло поле c2 · бяла пешка на черно поле f2 · бяла пешка на бяло поле g2 · бяла пешка на черно поле h2 · бял топ на черно поле a1 · бяла дама на бяло поле d1 · бял цар на черно поле e1 · бял офицер на бяло поле f1 · бял топ на бяло поле h1 | черен топ на бяло поле a8 · черен офицер на бяло поле c8 · черна дама на черно поле d8 · черен цар на бяло поле e8 · черен офицер на черно поле f8 · черен кон на бяло поле g8 · черен топ на черно поле h8 · черна пешка на черно поле a7 · черна пешка на бяло поле b7 · черна пешка на черно поле g7 · черна пешка на бяло поле h7 · черен кон на бяло поле c6 · черна пешка на черно поле d6 · бял кон на бяло поле b5 · черна пешка на черно поле e5 · черна пешка на бяло поле f5 · бяла пешка на бяло поле e4 · бял кон на черно поле c3 · бял офицер на черно поле e3 · бяла пешка на бяло поле a2 · бяла пешка на черно поле b2 · бяла пешка на бяло поле c2 · бяла пешка на черно поле f2 · бяла пешка на бяло поле g2 · бяла пешка на черно поле h2 · бял топ на черно поле a1 · бяла дама на бяло поле d1 · бял цар на черно поле e1 · бял офицер на бяло поле f1 · бял топ на бяло поле h1 | 2 |
| 1 | черен топ на бяло поле a8 · черен офицер на бяло поле c8 · черна дама на черно поле d8 · черен цар на бяло поле e8 · черен офицер на черно поле f8 · черен кон на бяло поле g8 · черен топ на черно поле h8 · черна пешка на черно поле a7 · черна пешка на бяло поле b7 · черна пешка на черно поле g7 · черна пешка на бяло поле h7 · черен кон на бяло поле c6 · черна пешка на черно поле d6 · бял кон на бяло поле b5 · черна пешка на черно поле e5 · черна пешка на бяло поле f5 · бяла пешка на бяло поле e4 · бял кон на черно поле c3 · бял офицер на черно поле e3 · бяла пешка на бяло поле a2 · бяла пешка на черно поле b2 · бяла пешка на бяло поле c2 · бяла пешка на черно поле f2 · бяла пешка на бяло поле g2 · бяла пешка на черно поле h2 · бял топ на черно поле a1 · бяла дама на бяло поле d1 · бял цар на черно поле e1 · бял офицер на бяло поле f1 · бял топ на бяло поле h1 | черен топ на бяло поле a8 · черен офицер на бяло поле c8 · черна дама на черно поле d8 · черен цар на бяло поле e8 · черен офицер на черно поле f8 · черен кон на бяло поле g8 · черен топ на черно поле h8 · черна пешка на черно поле a7 · черна пешка на бяло поле b7 · черна пешка на черно поле g7 · черна пешка на бяло поле h7 · черен кон на бяло поле c6 · черна пешка на черно поле d6 · бял кон на бяло поле b5 · черна пешка на черно поле e5 · черна пешка на бяло поле f5 · бяла пешка на бяло поле e4 · бял кон на черно поле c3 · бял офицер на черно поле e3 · бяла пешка на бяло поле a2 · бяла пешка на черно поле b2 · бяла пешка на бяло поле c2 · бяла пешка на черно поле f2 · бяла пешка на бяло поле g2 · бяла пешка на черно поле h2 · бял топ на черно поле a1 · бяла дама на бяло поле d1 · бял цар на черно поле e1 · бял офицер на бяло поле f1 · бял топ на бяло поле h1 | черен топ на бяло поле a8 · черен офицер на бяло поле c8 · черна дама на черно поле d8 · черен цар на бяло поле e8 · черен офицер на черно поле f8 · черен кон на бяло поле g8 · черен топ на черно поле h8 · черна пешка на черно поле a7 · черна пешка на бяло поле b7 · черна пешка на черно поле g7 · черна пешка на бяло поле h7 · черен кон на бяло поле c6 · черна пешка на черно поле d6 · бял кон на бяло поле b5 · черна пешка на черно поле e5 · черна пешка на бяло поле f5 · бяла пешка на бяло поле e4 · бял кон на черно поле c3 · бял офицер на черно поле e3 · бяла пешка на бяло поле a2 · бяла пешка на черно поле b2 · бяла пешка на бяло поле c2 · бяла пешка на черно поле f2 · бяла пешка на бяло поле g2 · бяла пешка на черно поле h2 · бял топ на черно поле a1 · бяла дама на бяло поле d1 · бял цар на черно поле e1 · бял офицер на бяло поле f1 · бял топ на бяло поле h1 | черен топ на бяло поле a8 · черен офицер на бяло поле c8 · черна дама на черно поле d8 · черен цар на бяло поле e8 · черен офицер на черно поле f8 · черен кон на бяло поле g8 · черен топ на черно поле h8 · черна пешка на черно поле a7 · черна пешка на бяло поле b7 · черна пешка на черно поле g7 · черна пешка на бяло поле h7 · черен кон на бяло поле c6 · черна пешка на черно поле d6 · бял кон на бяло поле b5 · черна пешка на черно поле e5 · черна пешка на бяло поле f5 · бяла пешка на бяло поле e4 · бял кон на черно поле c3 · бял офицер на черно поле e3 · бяла пешка на бяло поле a2 · бяла пешка на черно поле b2 · бяла пешка на бяло поле c2 · бяла пешка на черно поле f2 · бяла пешка на бяло поле g2 · бяла пешка на черно поле h2 · бял топ на черно поле a1 · бяла дама на бяло поле d1 · бял цар на черно поле e1 · бял офицер на бяло поле f1 · бял топ на бяло поле h1 | черен топ на бяло поле a8 · черен офицер на бяло поле c8 · черна дама на черно поле d8 · черен цар на бяло поле e8 · черен офицер на черно поле f8 · черен кон на бяло поле g8 · черен топ на черно поле h8 · черна пешка на черно поле a7 · черна пешка на бяло поле b7 · черна пешка на черно поле g7 · черна пешка на бяло поле h7 · черен кон на бяло поле c6 · черна пешка на черно поле d6 · бял кон на бяло поле b5 · черна пешка на черно поле e5 · черна пешка на бяло поле f5 · бяла пешка на бяло поле e4 · бял кон на черно поле c3 · бял офицер на черно поле e3 · бяла пешка на бяло поле a2 · бяла пешка на черно поле b2 · бяла пешка на бяло поле c2 · бяла пешка на черно поле f2 · бяла пешка на бяло поле g2 · бяла пешка на черно поле h2 · бял топ на черно поле a1 · бяла дама на бяло поле d1 · бял цар на черно поле e1 · бял офицер на бяло поле f1 · бял топ на бяло поле h1 | черен топ на бяло поле a8 · черен офицер на бяло поле c8 · черна дама на черно поле d8 · черен цар на бяло поле e8 · черен офицер на черно поле f8 · черен кон на бяло поле g8 · черен топ на черно поле h8 · черна пешка на черно поле a7 · черна пешка на бяло поле b7 · черна пешка на черно поле g7 · черна пешка на бяло поле h7 · черен кон на бяло поле c6 · черна пешка на черно поле d6 · бял кон на бяло поле b5 · черна пешка на черно поле e5 · черна пешка на бяло поле f5 · бяла пешка на бяло поле e4 · бял кон на черно поле c3 · бял офицер на черно поле e3 · бяла пешка на бяло поле a2 · бяла пешка на черно поле b2 · бяла пешка на бяло поле c2 · бяла пешка на черно поле f2 · бяла пешка на бяло поле g2 · бяла пешка на черно поле h2 · бял топ на черно поле a1 · бяла дама на бяло поле d1 · бял цар на черно поле e1 · бял офицер на бяло поле f1 · бял топ на бяло поле h1 | черен топ на бяло поле a8 · черен офицер на бяло поле c8 · черна дама на черно поле d8 · черен цар на бяло поле e8 · черен офицер на черно поле f8 · черен кон на бяло поле g8 · черен топ на черно поле h8 · черна пешка на черно поле a7 · черна пешка на бяло поле b7 · черна пешка на черно поле g7 · черна пешка на бяло поле h7 · черен кон на бяло поле c6 · черна пешка на черно поле d6 · бял кон на бяло поле b5 · черна пешка на черно поле e5 · черна пешка на бяло поле f5 · бяла пешка на бяло поле e4 · бял кон на черно поле c3 · бял офицер на черно поле e3 · бяла пешка на бяло поле a2 · бяла пешка на черно поле b2 · бяла пешка на бяло поле c2 · бяла пешка на черно поле f2 · бяла пешка на бяло поле g2 · бяла пешка на черно поле h2 · бял топ на черно поле a1 · бяла дама на бяло поле d1 · бял цар на черно поле e1 · бял офицер на бяло поле f1 · бял топ на бяло поле h1 | черен топ на бяло поле a8 · черен офицер на бяло поле c8 · черна дама на черно поле d8 · черен цар на бяло поле e8 · черен офицер на черно поле f8 · черен кон на бяло поле g8 · черен топ на черно поле h8 · черна пешка на черно поле a7 · черна пешка на бяло поле b7 · черна пешка на черно поле g7 · черна пешка на бяло поле h7 · черен кон на бяло поле c6 · черна пешка на черно поле d6 · бял кон на бяло поле b5 · черна пешка на черно поле e5 · черна пешка на бяло поле f5 · бяла пешка на бяло поле e4 · бял кон на черно поле c3 · бял офицер на черно поле e3 · бяла пешка на бяло поле a2 · бяла пешка на черно поле b2 · бяла пешка на бяло поле c2 · бяла пешка на черно поле f2 · бяла пешка на бяло поле g2 · бяла пешка на черно поле h2 · бял топ на черно поле a1 · бяла дама на бяло поле d1 · бял цар на черно поле e1 · бял офицер на бяло поле f1 · бял топ на бяло поле h1 | 1 |
|   | a | b | c | d | e | f | g | h |   |

|   | a | b | c | d | e | f | g | h |   |
| 8 | черен топ на бяло поле a8 · черен офицер на бяло поле c8 · черна дама на черно поле d8 · черен офицер на черно поле f8 · черен топ на черно поле h8 · черна пешка на черно поле a7 · черна пешка на бяло поле b7 · бял кон на черно поле c7 · черна пешка на черно поле g7 · черна пешка на бяло поле h7 · черен цар на черно поле f6 · бял офицер на бяло поле d5 · черна пешка на черно поле e5 · бяла дама на бяло поле h5 · бяла пешка на бяло поле e4 · бяла пешка на черно поле e3 · бяла пешка на бяло поле a2 · бяла пешка на черно поле b2 · черен кон на бяло поле c2 · бял цар на бяло поле e2 · бяла пешка на бяло поле g2 · бяла пешка на черно поле h2 · бял топ на черно поле a1 · бял топ на бяло поле h1 | черен топ на бяло поле a8 · черен офицер на бяло поле c8 · черна дама на черно поле d8 · черен офицер на черно поле f8 · черен топ на черно поле h8 · черна пешка на черно поле a7 · черна пешка на бяло поле b7 · бял кон на черно поле c7 · черна пешка на черно поле g7 · черна пешка на бяло поле h7 · черен цар на черно поле f6 · бял офицер на бяло поле d5 · черна пешка на черно поле e5 · бяла дама на бяло поле h5 · бяла пешка на бяло поле e4 · бяла пешка на черно поле e3 · бяла пешка на бяло поле a2 · бяла пешка на черно поле b2 · черен кон на бяло поле c2 · бял цар на бяло поле e2 · бяла пешка на бяло поле g2 · бяла пешка на черно поле h2 · бял топ на черно поле a1 · бял топ на бяло поле h1 | черен топ на бяло поле a8 · черен офицер на бяло поле c8 · черна дама на черно поле d8 · черен офицер на черно поле f8 · черен топ на черно поле h8 · черна пешка на черно поле a7 · черна пешка на бяло поле b7 · бял кон на черно поле c7 · черна пешка на черно поле g7 · черна пешка на бяло поле h7 · черен цар на черно поле f6 · бял офицер на бяло поле d5 · черна пешка на черно поле e5 · бяла дама на бяло поле h5 · бяла пешка на бяло поле e4 · бяла пешка на черно поле e3 · бяла пешка на бяло поле a2 · бяла пешка на черно поле b2 · черен кон на бяло поле c2 · бял цар на бяло поле e2 · бяла пешка на бяло поле g2 · бяла пешка на черно поле h2 · бял топ на черно поле a1 · бял топ на бяло поле h1 | черен топ на бяло поле a8 · черен офицер на бяло поле c8 · черна дама на черно поле d8 · черен офицер на черно поле f8 · черен топ на черно поле h8 · черна пешка на черно поле a7 · черна пешка на бяло поле b7 · бял кон на черно поле c7 · черна пешка на черно поле g7 · черна пешка на бяло поле h7 · черен цар на черно поле f6 · бял офицер на бяло поле d5 · черна пешка на черно поле e5 · бяла дама на бяло поле h5 · бяла пешка на бяло поле e4 · бяла пешка на черно поле e3 · бяла пешка на бяло поле a2 · бяла пешка на черно поле b2 · черен кон на бяло поле c2 · бял цар на бяло поле e2 · бяла пешка на бяло поле g2 · бяла пешка на черно поле h2 · бял топ на черно поле a1 · бял топ на бяло поле h1 | черен топ на бяло поле a8 · черен офицер на бяло поле c8 · черна дама на черно поле d8 · черен офицер на черно поле f8 · черен топ на черно поле h8 · черна пешка на черно поле a7 · черна пешка на бяло поле b7 · бял кон на черно поле c7 · черна пешка на черно поле g7 · черна пешка на бяло поле h7 · черен цар на черно поле f6 · бял офицер на бяло поле d5 · черна пешка на черно поле e5 · бяла дама на бяло поле h5 · бяла пешка на бяло поле e4 · бяла пешка на черно поле e3 · бяла пешка на бяло поле a2 · бяла пешка на черно поле b2 · черен кон на бяло поле c2 · бял цар на бяло поле e2 · бяла пешка на бяло поле g2 · бяла пешка на черно поле h2 · бял топ на черно поле a1 · бял топ на бяло поле h1 | черен топ на бяло поле a8 · черен офицер на бяло поле c8 · черна дама на черно поле d8 · черен офицер на черно поле f8 · черен топ на черно поле h8 · черна пешка на черно поле a7 · черна пешка на бяло поле b7 · бял кон на черно поле c7 · черна пешка на черно поле g7 · черна пешка на бяло поле h7 · черен цар на черно поле f6 · бял офицер на бяло поле d5 · черна пешка на черно поле e5 · бяла дама на бяло поле h5 · бяла пешка на бяло поле e4 · бяла пешка на черно поле e3 · бяла пешка на бяло поле a2 · бяла пешка на черно поле b2 · черен кон на бяло поле c2 · бял цар на бяло поле e2 · бяла пешка на бяло поле g2 · бяла пешка на черно поле h2 · бял топ на черно поле a1 · бял топ на бяло поле h1 | черен топ на бяло поле a8 · черен офицер на бяло поле c8 · черна дама на черно поле d8 · черен офицер на черно поле f8 · черен топ на черно поле h8 · черна пешка на черно поле a7 · черна пешка на бяло поле b7 · бял кон на черно поле c7 · черна пешка на черно поле g7 · черна пешка на бяло поле h7 · черен цар на черно поле f6 · бял офицер на бяло поле d5 · черна пешка на черно поле e5 · бяла дама на бяло поле h5 · бяла пешка на бяло поле e4 · бяла пешка на черно поле e3 · бяла пешка на бяло поле a2 · бяла пешка на черно поле b2 · черен кон на бяло поле c2 · бял цар на бяло поле e2 · бяла пешка на бяло поле g2 · бяла пешка на черно поле h2 · бял топ на черно поле a1 · бял топ на бяло поле h1 | черен топ на бяло поле a8 · черен офицер на бяло поле c8 · черна дама на черно поле d8 · черен офицер на черно поле f8 · черен топ на черно поле h8 · черна пешка на черно поле a7 · черна пешка на бяло поле b7 · бял кон на черно поле c7 · черна пешка на черно поле g7 · черна пешка на бяло поле h7 · черен цар на черно поле f6 · бял офицер на бяло поле d5 · черна пешка на черно поле e5 · бяла дама на бяло поле h5 · бяла пешка на бяло поле e4 · бяла пешка на черно поле e3 · бяла пешка на бяло поле a2 · бяла пешка на черно поле b2 · черен кон на бяло поле c2 · бял цар на бяло поле e2 · бяла пешка на бяло поле g2 · бяла пешка на черно поле h2 · бял топ на черно поле a1 · бял топ на бяло поле h1 | 8 |
| 7 | черен топ на бяло поле a8 · черен офицер на бяло поле c8 · черна дама на черно поле d8 · черен офицер на черно поле f8 · черен топ на черно поле h8 · черна пешка на черно поле a7 · черна пешка на бяло поле b7 · бял кон на черно поле c7 · черна пешка на черно поле g7 · черна пешка на бяло поле h7 · черен цар на черно поле f6 · бял офицер на бяло поле d5 · черна пешка на черно поле e5 · бяла дама на бяло поле h5 · бяла пешка на бяло поле e4 · бяла пешка на черно поле e3 · бяла пешка на бяло поле a2 · бяла пешка на черно поле b2 · черен кон на бяло поле c2 · бял цар на бяло поле e2 · бяла пешка на бяло поле g2 · бяла пешка на черно поле h2 · бял топ на черно поле a1 · бял топ на бяло поле h1 | черен топ на бяло поле a8 · черен офицер на бяло поле c8 · черна дама на черно поле d8 · черен офицер на черно поле f8 · черен топ на черно поле h8 · черна пешка на черно поле a7 · черна пешка на бяло поле b7 · бял кон на черно поле c7 · черна пешка на черно поле g7 · черна пешка на бяло поле h7 · черен цар на черно поле f6 · бял офицер на бяло поле d5 · черна пешка на черно поле e5 · бяла дама на бяло поле h5 · бяла пешка на бяло поле e4 · бяла пешка на черно поле e3 · бяла пешка на бяло поле a2 · бяла пешка на черно поле b2 · черен кон на бяло поле c2 · бял цар на бяло поле e2 · бяла пешка на бяло поле g2 · бяла пешка на черно поле h2 · бял топ на черно поле a1 · бял топ на бяло поле h1 | черен топ на бяло поле a8 · черен офицер на бяло поле c8 · черна дама на черно поле d8 · черен офицер на черно поле f8 · черен топ на черно поле h8 · черна пешка на черно поле a7 · черна пешка на бяло поле b7 · бял кон на черно поле c7 · черна пешка на черно поле g7 · черна пешка на бяло поле h7 · черен цар на черно поле f6 · бял офицер на бяло поле d5 · черна пешка на черно поле e5 · бяла дама на бяло поле h5 · бяла пешка на бяло поле e4 · бяла пешка на черно поле e3 · бяла пешка на бяло поле a2 · бяла пешка на черно поле b2 · черен кон на бяло поле c2 · бял цар на бяло поле e2 · бяла пешка на бяло поле g2 · бяла пешка на черно поле h2 · бял топ на черно поле a1 · бял топ на бяло поле h1 | черен топ на бяло поле a8 · черен офицер на бяло поле c8 · черна дама на черно поле d8 · черен офицер на черно поле f8 · черен топ на черно поле h8 · черна пешка на черно поле a7 · черна пешка на бяло поле b7 · бял кон на черно поле c7 · черна пешка на черно поле g7 · черна пешка на бяло поле h7 · черен цар на черно поле f6 · бял офицер на бяло поле d5 · черна пешка на черно поле e5 · бяла дама на бяло поле h5 · бяла пешка на бяло поле e4 · бяла пешка на черно поле e3 · бяла пешка на бяло поле a2 · бяла пешка на черно поле b2 · черен кон на бяло поле c2 · бял цар на бяло поле e2 · бяла пешка на бяло поле g2 · бяла пешка на черно поле h2 · бял топ на черно поле a1 · бял топ на бяло поле h1 | черен топ на бяло поле a8 · черен офицер на бяло поле c8 · черна дама на черно поле d8 · черен офицер на черно поле f8 · черен топ на черно поле h8 · черна пешка на черно поле a7 · черна пешка на бяло поле b7 · бял кон на черно поле c7 · черна пешка на черно поле g7 · черна пешка на бяло поле h7 · черен цар на черно поле f6 · бял офицер на бяло поле d5 · черна пешка на черно поле e5 · бяла дама на бяло поле h5 · бяла пешка на бяло поле e4 · бяла пешка на черно поле e3 · бяла пешка на бяло поле a2 · бяла пешка на черно поле b2 · черен кон на бяло поле c2 · бял цар на бяло поле e2 · бяла пешка на бяло поле g2 · бяла пешка на черно поле h2 · бял топ на черно поле a1 · бял топ на бяло поле h1 | черен топ на бяло поле a8 · черен офицер на бяло поле c8 · черна дама на черно поле d8 · черен офицер на черно поле f8 · черен топ на черно поле h8 · черна пешка на черно поле a7 · черна пешка на бяло поле b7 · бял кон на черно поле c7 · черна пешка на черно поле g7 · черна пешка на бяло поле h7 · черен цар на черно поле f6 · бял офицер на бяло поле d5 · черна пешка на черно поле e5 · бяла дама на бяло поле h5 · бяла пешка на бяло поле e4 · бяла пешка на черно поле e3 · бяла пешка на бяло поле a2 · бяла пешка на черно поле b2 · черен кон на бяло поле c2 · бял цар на бяло поле e2 · бяла пешка на бяло поле g2 · бяла пешка на черно поле h2 · бял топ на черно поле a1 · бял топ на бяло поле h1 | черен топ на бяло поле a8 · черен офицер на бяло поле c8 · черна дама на черно поле d8 · черен офицер на черно поле f8 · черен топ на черно поле h8 · черна пешка на черно поле a7 · черна пешка на бяло поле b7 · бял кон на черно поле c7 · черна пешка на черно поле g7 · черна пешка на бяло поле h7 · черен цар на черно поле f6 · бял офицер на бяло поле d5 · черна пешка на черно поле e5 · бяла дама на бяло поле h5 · бяла пешка на бяло поле e4 · бяла пешка на черно поле e3 · бяла пешка на бяло поле a2 · бяла пешка на черно поле b2 · черен кон на бяло поле c2 · бял цар на бяло поле e2 · бяла пешка на бяло поле g2 · бяла пешка на черно поле h2 · бял топ на черно поле a1 · бял топ на бяло поле h1 | черен топ на бяло поле a8 · черен офицер на бяло поле c8 · черна дама на черно поле d8 · черен офицер на черно поле f8 · черен топ на черно поле h8 · черна пешка на черно поле a7 · черна пешка на бяло поле b7 · бял кон на черно поле c7 · черна пешка на черно поле g7 · черна пешка на бяло поле h7 · черен цар на черно поле f6 · бял офицер на бяло поле d5 · черна пешка на черно поле e5 · бяла дама на бяло поле h5 · бяла пешка на бяло поле e4 · бяла пешка на черно поле e3 · бяла пешка на бяло поле a2 · бяла пешка на черно поле b2 · черен кон на бяло поле c2 · бял цар на бяло поле e2 · бяла пешка на бяло поле g2 · бяла пешка на черно поле h2 · бял топ на черно поле a1 · бял топ на бяло поле h1 | 7 |
| 6 | черен топ на бяло поле a8 · черен офицер на бяло поле c8 · черна дама на черно поле d8 · черен офицер на черно поле f8 · черен топ на черно поле h8 · черна пешка на черно поле a7 · черна пешка на бяло поле b7 · бял кон на черно поле c7 · черна пешка на черно поле g7 · черна пешка на бяло поле h7 · черен цар на черно поле f6 · бял офицер на бяло поле d5 · черна пешка на черно поле e5 · бяла дама на бяло поле h5 · бяла пешка на бяло поле e4 · бяла пешка на черно поле e3 · бяла пешка на бяло поле a2 · бяла пешка на черно поле b2 · черен кон на бяло поле c2 · бял цар на бяло поле e2 · бяла пешка на бяло поле g2 · бяла пешка на черно поле h2 · бял топ на черно поле a1 · бял топ на бяло поле h1 | черен топ на бяло поле a8 · черен офицер на бяло поле c8 · черна дама на черно поле d8 · черен офицер на черно поле f8 · черен топ на черно поле h8 · черна пешка на черно поле a7 · черна пешка на бяло поле b7 · бял кон на черно поле c7 · черна пешка на черно поле g7 · черна пешка на бяло поле h7 · черен цар на черно поле f6 · бял офицер на бяло поле d5 · черна пешка на черно поле e5 · бяла дама на бяло поле h5 · бяла пешка на бяло поле e4 · бяла пешка на черно поле e3 · бяла пешка на бяло поле a2 · бяла пешка на черно поле b2 · черен кон на бяло поле c2 · бял цар на бяло поле e2 · бяла пешка на бяло поле g2 · бяла пешка на черно поле h2 · бял топ на черно поле a1 · бял топ на бяло поле h1 | черен топ на бяло поле a8 · черен офицер на бяло поле c8 · черна дама на черно поле d8 · черен офицер на черно поле f8 · черен топ на черно поле h8 · черна пешка на черно поле a7 · черна пешка на бяло поле b7 · бял кон на черно поле c7 · черна пешка на черно поле g7 · черна пешка на бяло поле h7 · черен цар на черно поле f6 · бял офицер на бяло поле d5 · черна пешка на черно поле e5 · бяла дама на бяло поле h5 · бяла пешка на бяло поле e4 · бяла пешка на черно поле e3 · бяла пешка на бяло поле a2 · бяла пешка на черно поле b2 · черен кон на бяло поле c2 · бял цар на бяло поле e2 · бяла пешка на бяло поле g2 · бяла пешка на черно поле h2 · бял топ на черно поле a1 · бял топ на бяло поле h1 | черен топ на бяло поле a8 · черен офицер на бяло поле c8 · черна дама на черно поле d8 · черен офицер на черно поле f8 · черен топ на черно поле h8 · черна пешка на черно поле a7 · черна пешка на бяло поле b7 · бял кон на черно поле c7 · черна пешка на черно поле g7 · черна пешка на бяло поле h7 · черен цар на черно поле f6 · бял офицер на бяло поле d5 · черна пешка на черно поле e5 · бяла дама на бяло поле h5 · бяла пешка на бяло поле e4 · бяла пешка на черно поле e3 · бяла пешка на бяло поле a2 · бяла пешка на черно поле b2 · черен кон на бяло поле c2 · бял цар на бяло поле e2 · бяла пешка на бяло поле g2 · бяла пешка на черно поле h2 · бял топ на черно поле a1 · бял топ на бяло поле h1 | черен топ на бяло поле a8 · черен офицер на бяло поле c8 · черна дама на черно поле d8 · черен офицер на черно поле f8 · черен топ на черно поле h8 · черна пешка на черно поле a7 · черна пешка на бяло поле b7 · бял кон на черно поле c7 · черна пешка на черно поле g7 · черна пешка на бяло поле h7 · черен цар на черно поле f6 · бял офицер на бяло поле d5 · черна пешка на черно поле e5 · бяла дама на бяло поле h5 · бяла пешка на бяло поле e4 · бяла пешка на черно поле e3 · бяла пешка на бяло поле a2 · бяла пешка на черно поле b2 · черен кон на бяло поле c2 · бял цар на бяло поле e2 · бяла пешка на бяло поле g2 · бяла пешка на черно поле h2 · бял топ на черно поле a1 · бял топ на бяло поле h1 | черен топ на бяло поле a8 · черен офицер на бяло поле c8 · черна дама на черно поле d8 · черен офицер на черно поле f8 · черен топ на черно поле h8 · черна пешка на черно поле a7 · черна пешка на бяло поле b7 · бял кон на черно поле c7 · черна пешка на черно поле g7 · черна пешка на бяло поле h7 · черен цар на черно поле f6 · бял офицер на бяло поле d5 · черна пешка на черно поле e5 · бяла дама на бяло поле h5 · бяла пешка на бяло поле e4 · бяла пешка на черно поле e3 · бяла пешка на бяло поле a2 · бяла пешка на черно поле b2 · черен кон на бяло поле c2 · бял цар на бяло поле e2 · бяла пешка на бяло поле g2 · бяла пешка на черно поле h2 · бял топ на черно поле a1 · бял топ на бяло поле h1 | черен топ на бяло поле a8 · черен офицер на бяло поле c8 · черна дама на черно поле d8 · черен офицер на черно поле f8 · черен топ на черно поле h8 · черна пешка на черно поле a7 · черна пешка на бяло поле b7 · бял кон на черно поле c7 · черна пешка на черно поле g7 · черна пешка на бяло поле h7 · черен цар на черно поле f6 · бял офицер на бяло поле d5 · черна пешка на черно поле e5 · бяла дама на бяло поле h5 · бяла пешка на бяло поле e4 · бяла пешка на черно поле e3 · бяла пешка на бяло поле a2 · бяла пешка на черно поле b2 · черен кон на бяло поле c2 · бял цар на бяло поле e2 · бяла пешка на бяло поле g2 · бяла пешка на черно поле h2 · бял топ на черно поле a1 · бял топ на бяло поле h1 | черен топ на бяло поле a8 · черен офицер на бяло поле c8 · черна дама на черно поле d8 · черен офицер на черно поле f8 · черен топ на черно поле h8 · черна пешка на черно поле a7 · черна пешка на бяло поле b7 · бял кон на черно поле c7 · черна пешка на черно поле g7 · черна пешка на бяло поле h7 · черен цар на черно поле f6 · бял офицер на бяло поле d5 · черна пешка на черно поле e5 · бяла дама на бяло поле h5 · бяла пешка на бяло поле e4 · бяла пешка на черно поле e3 · бяла пешка на бяло поле a2 · бяла пешка на черно поле b2 · черен кон на бяло поле c2 · бял цар на бяло поле e2 · бяла пешка на бяло поле g2 · бяла пешка на черно поле h2 · бял топ на черно поле a1 · бял топ на бяло поле h1 | 6 |
| 5 | черен топ на бяло поле a8 · черен офицер на бяло поле c8 · черна дама на черно поле d8 · черен офицер на черно поле f8 · черен топ на черно поле h8 · черна пешка на черно поле a7 · черна пешка на бяло поле b7 · бял кон на черно поле c7 · черна пешка на черно поле g7 · черна пешка на бяло поле h7 · черен цар на черно поле f6 · бял офицер на бяло поле d5 · черна пешка на черно поле e5 · бяла дама на бяло поле h5 · бяла пешка на бяло поле e4 · бяла пешка на черно поле e3 · бяла пешка на бяло поле a2 · бяла пешка на черно поле b2 · черен кон на бяло поле c2 · бял цар на бяло поле e2 · бяла пешка на бяло поле g2 · бяла пешка на черно поле h2 · бял топ на черно поле a1 · бял топ на бяло поле h1 | черен топ на бяло поле a8 · черен офицер на бяло поле c8 · черна дама на черно поле d8 · черен офицер на черно поле f8 · черен топ на черно поле h8 · черна пешка на черно поле a7 · черна пешка на бяло поле b7 · бял кон на черно поле c7 · черна пешка на черно поле g7 · черна пешка на бяло поле h7 · черен цар на черно поле f6 · бял офицер на бяло поле d5 · черна пешка на черно поле e5 · бяла дама на бяло поле h5 · бяла пешка на бяло поле e4 · бяла пешка на черно поле e3 · бяла пешка на бяло поле a2 · бяла пешка на черно поле b2 · черен кон на бяло поле c2 · бял цар на бяло поле e2 · бяла пешка на бяло поле g2 · бяла пешка на черно поле h2 · бял топ на черно поле a1 · бял топ на бяло поле h1 | черен топ на бяло поле a8 · черен офицер на бяло поле c8 · черна дама на черно поле d8 · черен офицер на черно поле f8 · черен топ на черно поле h8 · черна пешка на черно поле a7 · черна пешка на бяло поле b7 · бял кон на черно поле c7 · черна пешка на черно поле g7 · черна пешка на бяло поле h7 · черен цар на черно поле f6 · бял офицер на бяло поле d5 · черна пешка на черно поле e5 · бяла дама на бяло поле h5 · бяла пешка на бяло поле e4 · бяла пешка на черно поле e3 · бяла пешка на бяло поле a2 · бяла пешка на черно поле b2 · черен кон на бяло поле c2 · бял цар на бяло поле e2 · бяла пешка на бяло поле g2 · бяла пешка на черно поле h2 · бял топ на черно поле a1 · бял топ на бяло поле h1 | черен топ на бяло поле a8 · черен офицер на бяло поле c8 · черна дама на черно поле d8 · черен офицер на черно поле f8 · черен топ на черно поле h8 · черна пешка на черно поле a7 · черна пешка на бяло поле b7 · бял кон на черно поле c7 · черна пешка на черно поле g7 · черна пешка на бяло поле h7 · черен цар на черно поле f6 · бял офицер на бяло поле d5 · черна пешка на черно поле e5 · бяла дама на бяло поле h5 · бяла пешка на бяло поле e4 · бяла пешка на черно поле e3 · бяла пешка на бяло поле a2 · бяла пешка на черно поле b2 · черен кон на бяло поле c2 · бял цар на бяло поле e2 · бяла пешка на бяло поле g2 · бяла пешка на черно поле h2 · бял топ на черно поле a1 · бял топ на бяло поле h1 | черен топ на бяло поле a8 · черен офицер на бяло поле c8 · черна дама на черно поле d8 · черен офицер на черно поле f8 · черен топ на черно поле h8 · черна пешка на черно поле a7 · черна пешка на бяло поле b7 · бял кон на черно поле c7 · черна пешка на черно поле g7 · черна пешка на бяло поле h7 · черен цар на черно поле f6 · бял офицер на бяло поле d5 · черна пешка на черно поле e5 · бяла дама на бяло поле h5 · бяла пешка на бяло поле e4 · бяла пешка на черно поле e3 · бяла пешка на бяло поле a2 · бяла пешка на черно поле b2 · черен кон на бяло поле c2 · бял цар на бяло поле e2 · бяла пешка на бяло поле g2 · бяла пешка на черно поле h2 · бял топ на черно поле a1 · бял топ на бяло поле h1 | черен топ на бяло поле a8 · черен офицер на бяло поле c8 · черна дама на черно поле d8 · черен офицер на черно поле f8 · черен топ на черно поле h8 · черна пешка на черно поле a7 · черна пешка на бяло поле b7 · бял кон на черно поле c7 · черна пешка на черно поле g7 · черна пешка на бяло поле h7 · черен цар на черно поле f6 · бял офицер на бяло поле d5 · черна пешка на черно поле e5 · бяла дама на бяло поле h5 · бяла пешка на бяло поле e4 · бяла пешка на черно поле e3 · бяла пешка на бяло поле a2 · бяла пешка на черно поле b2 · черен кон на бяло поле c2 · бял цар на бяло поле e2 · бяла пешка на бяло поле g2 · бяла пешка на черно поле h2 · бял топ на черно поле a1 · бял топ на бяло поле h1 | черен топ на бяло поле a8 · черен офицер на бяло поле c8 · черна дама на черно поле d8 · черен офицер на черно поле f8 · черен топ на черно поле h8 · черна пешка на черно поле a7 · черна пешка на бяло поле b7 · бял кон на черно поле c7 · черна пешка на черно поле g7 · черна пешка на бяло поле h7 · черен цар на черно поле f6 · бял офицер на бяло поле d5 · черна пешка на черно поле e5 · бяла дама на бяло поле h5 · бяла пешка на бяло поле e4 · бяла пешка на черно поле e3 · бяла пешка на бяло поле a2 · бяла пешка на черно поле b2 · черен кон на бяло поле c2 · бял цар на бяло поле e2 · бяла пешка на бяло поле g2 · бяла пешка на черно поле h2 · бял топ на черно поле a1 · бял топ на бяло поле h1 | черен топ на бяло поле a8 · черен офицер на бяло поле c8 · черна дама на черно поле d8 · черен офицер на черно поле f8 · черен топ на черно поле h8 · черна пешка на черно поле a7 · черна пешка на бяло поле b7 · бял кон на черно поле c7 · черна пешка на черно поле g7 · черна пешка на бяло поле h7 · черен цар на черно поле f6 · бял офицер на бяло поле d5 · черна пешка на черно поле e5 · бяла дама на бяло поле h5 · бяла пешка на бяло поле e4 · бяла пешка на черно поле e3 · бяла пешка на бяло поле a2 · бяла пешка на черно поле b2 · черен кон на бяло поле c2 · бял цар на бяло поле e2 · бяла пешка на бяло поле g2 · бяла пешка на черно поле h2 · бял топ на черно поле a1 · бял топ на бяло поле h1 | 5 |
| 4 | черен топ на бяло поле a8 · черен офицер на бяло поле c8 · черна дама на черно поле d8 · черен офицер на черно поле f8 · черен топ на черно поле h8 · черна пешка на черно поле a7 · черна пешка на бяло поле b7 · бял кон на черно поле c7 · черна пешка на черно поле g7 · черна пешка на бяло поле h7 · черен цар на черно поле f6 · бял офицер на бяло поле d5 · черна пешка на черно поле e5 · бяла дама на бяло поле h5 · бяла пешка на бяло поле e4 · бяла пешка на черно поле e3 · бяла пешка на бяло поле a2 · бяла пешка на черно поле b2 · черен кон на бяло поле c2 · бял цар на бяло поле e2 · бяла пешка на бяло поле g2 · бяла пешка на черно поле h2 · бял топ на черно поле a1 · бял топ на бяло поле h1 | черен топ на бяло поле a8 · черен офицер на бяло поле c8 · черна дама на черно поле d8 · черен офицер на черно поле f8 · черен топ на черно поле h8 · черна пешка на черно поле a7 · черна пешка на бяло поле b7 · бял кон на черно поле c7 · черна пешка на черно поле g7 · черна пешка на бяло поле h7 · черен цар на черно поле f6 · бял офицер на бяло поле d5 · черна пешка на черно поле e5 · бяла дама на бяло поле h5 · бяла пешка на бяло поле e4 · бяла пешка на черно поле e3 · бяла пешка на бяло поле a2 · бяла пешка на черно поле b2 · черен кон на бяло поле c2 · бял цар на бяло поле e2 · бяла пешка на бяло поле g2 · бяла пешка на черно поле h2 · бял топ на черно поле a1 · бял топ на бяло поле h1 | черен топ на бяло поле a8 · черен офицер на бяло поле c8 · черна дама на черно поле d8 · черен офицер на черно поле f8 · черен топ на черно поле h8 · черна пешка на черно поле a7 · черна пешка на бяло поле b7 · бял кон на черно поле c7 · черна пешка на черно поле g7 · черна пешка на бяло поле h7 · черен цар на черно поле f6 · бял офицер на бяло поле d5 · черна пешка на черно поле e5 · бяла дама на бяло поле h5 · бяла пешка на бяло поле e4 · бяла пешка на черно поле e3 · бяла пешка на бяло поле a2 · бяла пешка на черно поле b2 · черен кон на бяло поле c2 · бял цар на бяло поле e2 · бяла пешка на бяло поле g2 · бяла пешка на черно поле h2 · бял топ на черно поле a1 · бял топ на бяло поле h1 | черен топ на бяло поле a8 · черен офицер на бяло поле c8 · черна дама на черно поле d8 · черен офицер на черно поле f8 · черен топ на черно поле h8 · черна пешка на черно поле a7 · черна пешка на бяло поле b7 · бял кон на черно поле c7 · черна пешка на черно поле g7 · черна пешка на бяло поле h7 · черен цар на черно поле f6 · бял офицер на бяло поле d5 · черна пешка на черно поле e5 · бяла дама на бяло поле h5 · бяла пешка на бяло поле e4 · бяла пешка на черно поле e3 · бяла пешка на бяло поле a2 · бяла пешка на черно поле b2 · черен кон на бяло поле c2 · бял цар на бяло поле e2 · бяла пешка на бяло поле g2 · бяла пешка на черно поле h2 · бял топ на черно поле a1 · бял топ на бяло поле h1 | черен топ на бяло поле a8 · черен офицер на бяло поле c8 · черна дама на черно поле d8 · черен офицер на черно поле f8 · черен топ на черно поле h8 · черна пешка на черно поле a7 · черна пешка на бяло поле b7 · бял кон на черно поле c7 · черна пешка на черно поле g7 · черна пешка на бяло поле h7 · черен цар на черно поле f6 · бял офицер на бяло поле d5 · черна пешка на черно поле e5 · бяла дама на бяло поле h5 · бяла пешка на бяло поле e4 · бяла пешка на черно поле e3 · бяла пешка на бяло поле a2 · бяла пешка на черно поле b2 · черен кон на бяло поле c2 · бял цар на бяло поле e2 · бяла пешка на бяло поле g2 · бяла пешка на черно поле h2 · бял топ на черно поле a1 · бял топ на бяло поле h1 | черен топ на бяло поле a8 · черен офицер на бяло поле c8 · черна дама на черно поле d8 · черен офицер на черно поле f8 · черен топ на черно поле h8 · черна пешка на черно поле a7 · черна пешка на бяло поле b7 · бял кон на черно поле c7 · черна пешка на черно поле g7 · черна пешка на бяло поле h7 · черен цар на черно поле f6 · бял офицер на бяло поле d5 · черна пешка на черно поле e5 · бяла дама на бяло поле h5 · бяла пешка на бяло поле e4 · бяла пешка на черно поле e3 · бяла пешка на бяло поле a2 · бяла пешка на черно поле b2 · черен кон на бяло поле c2 · бял цар на бяло поле e2 · бяла пешка на бяло поле g2 · бяла пешка на черно поле h2 · бял топ на черно поле a1 · бял топ на бяло поле h1 | черен топ на бяло поле a8 · черен офицер на бяло поле c8 · черна дама на черно поле d8 · черен офицер на черно поле f8 · черен топ на черно поле h8 · черна пешка на черно поле a7 · черна пешка на бяло поле b7 · бял кон на черно поле c7 · черна пешка на черно поле g7 · черна пешка на бяло поле h7 · черен цар на черно поле f6 · бял офицер на бяло поле d5 · черна пешка на черно поле e5 · бяла дама на бяло поле h5 · бяла пешка на бяло поле e4 · бяла пешка на черно поле e3 · бяла пешка на бяло поле a2 · бяла пешка на черно поле b2 · черен кон на бяло поле c2 · бял цар на бяло поле e2 · бяла пешка на бяло поле g2 · бяла пешка на черно поле h2 · бял топ на черно поле a1 · бял топ на бяло поле h1 | черен топ на бяло поле a8 · черен офицер на бяло поле c8 · черна дама на черно поле d8 · черен офицер на черно поле f8 · черен топ на черно поле h8 · черна пешка на черно поле a7 · черна пешка на бяло поле b7 · бял кон на черно поле c7 · черна пешка на черно поле g7 · черна пешка на бяло поле h7 · черен цар на черно поле f6 · бял офицер на бяло поле d5 · черна пешка на черно поле e5 · бяла дама на бяло поле h5 · бяла пешка на бяло поле e4 · бяла пешка на черно поле e3 · бяла пешка на бяло поле a2 · бяла пешка на черно поле b2 · черен кон на бяло поле c2 · бял цар на бяло поле e2 · бяла пешка на бяло поле g2 · бяла пешка на черно поле h2 · бял топ на черно поле a1 · бял топ на бяло поле h1 | 4 |
| 3 | черен топ на бяло поле a8 · черен офицер на бяло поле c8 · черна дама на черно поле d8 · черен офицер на черно поле f8 · черен топ на черно поле h8 · черна пешка на черно поле a7 · черна пешка на бяло поле b7 · бял кон на черно поле c7 · черна пешка на черно поле g7 · черна пешка на бяло поле h7 · черен цар на черно поле f6 · бял офицер на бяло поле d5 · черна пешка на черно поле e5 · бяла дама на бяло поле h5 · бяла пешка на бяло поле e4 · бяла пешка на черно поле e3 · бяла пешка на бяло поле a2 · бяла пешка на черно поле b2 · черен кон на бяло поле c2 · бял цар на бяло поле e2 · бяла пешка на бяло поле g2 · бяла пешка на черно поле h2 · бял топ на черно поле a1 · бял топ на бяло поле h1 | черен топ на бяло поле a8 · черен офицер на бяло поле c8 · черна дама на черно поле d8 · черен офицер на черно поле f8 · черен топ на черно поле h8 · черна пешка на черно поле a7 · черна пешка на бяло поле b7 · бял кон на черно поле c7 · черна пешка на черно поле g7 · черна пешка на бяло поле h7 · черен цар на черно поле f6 · бял офицер на бяло поле d5 · черна пешка на черно поле e5 · бяла дама на бяло поле h5 · бяла пешка на бяло поле e4 · бяла пешка на черно поле e3 · бяла пешка на бяло поле a2 · бяла пешка на черно поле b2 · черен кон на бяло поле c2 · бял цар на бяло поле e2 · бяла пешка на бяло поле g2 · бяла пешка на черно поле h2 · бял топ на черно поле a1 · бял топ на бяло поле h1 | черен топ на бяло поле a8 · черен офицер на бяло поле c8 · черна дама на черно поле d8 · черен офицер на черно поле f8 · черен топ на черно поле h8 · черна пешка на черно поле a7 · черна пешка на бяло поле b7 · бял кон на черно поле c7 · черна пешка на черно поле g7 · черна пешка на бяло поле h7 · черен цар на черно поле f6 · бял офицер на бяло поле d5 · черна пешка на черно поле e5 · бяла дама на бяло поле h5 · бяла пешка на бяло поле e4 · бяла пешка на черно поле e3 · бяла пешка на бяло поле a2 · бяла пешка на черно поле b2 · черен кон на бяло поле c2 · бял цар на бяло поле e2 · бяла пешка на бяло поле g2 · бяла пешка на черно поле h2 · бял топ на черно поле a1 · бял топ на бяло поле h1 | черен топ на бяло поле a8 · черен офицер на бяло поле c8 · черна дама на черно поле d8 · черен офицер на черно поле f8 · черен топ на черно поле h8 · черна пешка на черно поле a7 · черна пешка на бяло поле b7 · бял кон на черно поле c7 · черна пешка на черно поле g7 · черна пешка на бяло поле h7 · черен цар на черно поле f6 · бял офицер на бяло поле d5 · черна пешка на черно поле e5 · бяла дама на бяло поле h5 · бяла пешка на бяло поле e4 · бяла пешка на черно поле e3 · бяла пешка на бяло поле a2 · бяла пешка на черно поле b2 · черен кон на бяло поле c2 · бял цар на бяло поле e2 · бяла пешка на бяло поле g2 · бяла пешка на черно поле h2 · бял топ на черно поле a1 · бял топ на бяло поле h1 | черен топ на бяло поле a8 · черен офицер на бяло поле c8 · черна дама на черно поле d8 · черен офицер на черно поле f8 · черен топ на черно поле h8 · черна пешка на черно поле a7 · черна пешка на бяло поле b7 · бял кон на черно поле c7 · черна пешка на черно поле g7 · черна пешка на бяло поле h7 · черен цар на черно поле f6 · бял офицер на бяло поле d5 · черна пешка на черно поле e5 · бяла дама на бяло поле h5 · бяла пешка на бяло поле e4 · бяла пешка на черно поле e3 · бяла пешка на бяло поле a2 · бяла пешка на черно поле b2 · черен кон на бяло поле c2 · бял цар на бяло поле e2 · бяла пешка на бяло поле g2 · бяла пешка на черно поле h2 · бял топ на черно поле a1 · бял топ на бяло поле h1 | черен топ на бяло поле a8 · черен офицер на бяло поле c8 · черна дама на черно поле d8 · черен офицер на черно поле f8 · черен топ на черно поле h8 · черна пешка на черно поле a7 · черна пешка на бяло поле b7 · бял кон на черно поле c7 · черна пешка на черно поле g7 · черна пешка на бяло поле h7 · черен цар на черно поле f6 · бял офицер на бяло поле d5 · черна пешка на черно поле e5 · бяла дама на бяло поле h5 · бяла пешка на бяло поле e4 · бяла пешка на черно поле e3 · бяла пешка на бяло поле a2 · бяла пешка на черно поле b2 · черен кон на бяло поле c2 · бял цар на бяло поле e2 · бяла пешка на бяло поле g2 · бяла пешка на черно поле h2 · бял топ на черно поле a1 · бял топ на бяло поле h1 | черен топ на бяло поле a8 · черен офицер на бяло поле c8 · черна дама на черно поле d8 · черен офицер на черно поле f8 · черен топ на черно поле h8 · черна пешка на черно поле a7 · черна пешка на бяло поле b7 · бял кон на черно поле c7 · черна пешка на черно поле g7 · черна пешка на бяло поле h7 · черен цар на черно поле f6 · бял офицер на бяло поле d5 · черна пешка на черно поле e5 · бяла дама на бяло поле h5 · бяла пешка на бяло поле e4 · бяла пешка на черно поле e3 · бяла пешка на бяло поле a2 · бяла пешка на черно поле b2 · черен кон на бяло поле c2 · бял цар на бяло поле e2 · бяла пешка на бяло поле g2 · бяла пешка на черно поле h2 · бял топ на черно поле a1 · бял топ на бяло поле h1 | черен топ на бяло поле a8 · черен офицер на бяло поле c8 · черна дама на черно поле d8 · черен офицер на черно поле f8 · черен топ на черно поле h8 · черна пешка на черно поле a7 · черна пешка на бяло поле b7 · бял кон на черно поле c7 · черна пешка на черно поле g7 · черна пешка на бяло поле h7 · черен цар на черно поле f6 · бял офицер на бяло поле d5 · черна пешка на черно поле e5 · бяла дама на бяло поле h5 · бяла пешка на бяло поле e4 · бяла пешка на черно поле e3 · бяла пешка на бяло поле a2 · бяла пешка на черно поле b2 · черен кон на бяло поле c2 · бял цар на бяло поле e2 · бяла пешка на бяло поле g2 · бяла пешка на черно поле h2 · бял топ на черно поле a1 · бял топ на бяло поле h1 | 3 |
| 2 | черен топ на бяло поле a8 · черен офицер на бяло поле c8 · черна дама на черно поле d8 · черен офицер на черно поле f8 · черен топ на черно поле h8 · черна пешка на черно поле a7 · черна пешка на бяло поле b7 · бял кон на черно поле c7 · черна пешка на черно поле g7 · черна пешка на бяло поле h7 · черен цар на черно поле f6 · бял офицер на бяло поле d5 · черна пешка на черно поле e5 · бяла дама на бяло поле h5 · бяла пешка на бяло поле e4 · бяла пешка на черно поле e3 · бяла пешка на бяло поле a2 · бяла пешка на черно поле b2 · черен кон на бяло поле c2 · бял цар на бяло поле e2 · бяла пешка на бяло поле g2 · бяла пешка на черно поле h2 · бял топ на черно поле a1 · бял топ на бяло поле h1 | черен топ на бяло поле a8 · черен офицер на бяло поле c8 · черна дама на черно поле d8 · черен офицер на черно поле f8 · черен топ на черно поле h8 · черна пешка на черно поле a7 · черна пешка на бяло поле b7 · бял кон на черно поле c7 · черна пешка на черно поле g7 · черна пешка на бяло поле h7 · черен цар на черно поле f6 · бял офицер на бяло поле d5 · черна пешка на черно поле e5 · бяла дама на бяло поле h5 · бяла пешка на бяло поле e4 · бяла пешка на черно поле e3 · бяла пешка на бяло поле a2 · бяла пешка на черно поле b2 · черен кон на бяло поле c2 · бял цар на бяло поле e2 · бяла пешка на бяло поле g2 · бяла пешка на черно поле h2 · бял топ на черно поле a1 · бял топ на бяло поле h1 | черен топ на бяло поле a8 · черен офицер на бяло поле c8 · черна дама на черно поле d8 · черен офицер на черно поле f8 · черен топ на черно поле h8 · черна пешка на черно поле a7 · черна пешка на бяло поле b7 · бял кон на черно поле c7 · черна пешка на черно поле g7 · черна пешка на бяло поле h7 · черен цар на черно поле f6 · бял офицер на бяло поле d5 · черна пешка на черно поле e5 · бяла дама на бяло поле h5 · бяла пешка на бяло поле e4 · бяла пешка на черно поле e3 · бяла пешка на бяло поле a2 · бяла пешка на черно поле b2 · черен кон на бяло поле c2 · бял цар на бяло поле e2 · бяла пешка на бяло поле g2 · бяла пешка на черно поле h2 · бял топ на черно поле a1 · бял топ на бяло поле h1 | черен топ на бяло поле a8 · черен офицер на бяло поле c8 · черна дама на черно поле d8 · черен офицер на черно поле f8 · черен топ на черно поле h8 · черна пешка на черно поле a7 · черна пешка на бяло поле b7 · бял кон на черно поле c7 · черна пешка на черно поле g7 · черна пешка на бяло поле h7 · черен цар на черно поле f6 · бял офицер на бяло поле d5 · черна пешка на черно поле e5 · бяла дама на бяло поле h5 · бяла пешка на бяло поле e4 · бяла пешка на черно поле e3 · бяла пешка на бяло поле a2 · бяла пешка на черно поле b2 · черен кон на бяло поле c2 · бял цар на бяло поле e2 · бяла пешка на бяло поле g2 · бяла пешка на черно поле h2 · бял топ на черно поле a1 · бял топ на бяло поле h1 | черен топ на бяло поле a8 · черен офицер на бяло поле c8 · черна дама на черно поле d8 · черен офицер на черно поле f8 · черен топ на черно поле h8 · черна пешка на черно поле a7 · черна пешка на бяло поле b7 · бял кон на черно поле c7 · черна пешка на черно поле g7 · черна пешка на бяло поле h7 · черен цар на черно поле f6 · бял офицер на бяло поле d5 · черна пешка на черно поле e5 · бяла дама на бяло поле h5 · бяла пешка на бяло поле e4 · бяла пешка на черно поле e3 · бяла пешка на бяло поле a2 · бяла пешка на черно поле b2 · черен кон на бяло поле c2 · бял цар на бяло поле e2 · бяла пешка на бяло поле g2 · бяла пешка на черно поле h2 · бял топ на черно поле a1 · бял топ на бяло поле h1 | черен топ на бяло поле a8 · черен офицер на бяло поле c8 · черна дама на черно поле d8 · черен офицер на черно поле f8 · черен топ на черно поле h8 · черна пешка на черно поле a7 · черна пешка на бяло поле b7 · бял кон на черно поле c7 · черна пешка на черно поле g7 · черна пешка на бяло поле h7 · черен цар на черно поле f6 · бял офицер на бяло поле d5 · черна пешка на черно поле e5 · бяла дама на бяло поле h5 · бяла пешка на бяло поле e4 · бяла пешка на черно поле e3 · бяла пешка на бяло поле a2 · бяла пешка на черно поле b2 · черен кон на бяло поле c2 · бял цар на бяло поле e2 · бяла пешка на бяло поле g2 · бяла пешка на черно поле h2 · бял топ на черно поле a1 · бял топ на бяло поле h1 | черен топ на бяло поле a8 · черен офицер на бяло поле c8 · черна дама на черно поле d8 · черен офицер на черно поле f8 · черен топ на черно поле h8 · черна пешка на черно поле a7 · черна пешка на бяло поле b7 · бял кон на черно поле c7 · черна пешка на черно поле g7 · черна пешка на бяло поле h7 · черен цар на черно поле f6 · бял офицер на бяло поле d5 · черна пешка на черно поле e5 · бяла дама на бяло поле h5 · бяла пешка на бяло поле e4 · бяла пешка на черно поле e3 · бяла пешка на бяло поле a2 · бяла пешка на черно поле b2 · черен кон на бяло поле c2 · бял цар на бяло поле e2 · бяла пешка на бяло поле g2 · бяла пешка на черно поле h2 · бял топ на черно поле a1 · бял топ на бяло поле h1 | черен топ на бяло поле a8 · черен офицер на бяло поле c8 · черна дама на черно поле d8 · черен офицер на черно поле f8 · черен топ на черно поле h8 · черна пешка на черно поле a7 · черна пешка на бяло поле b7 · бял кон на черно поле c7 · черна пешка на черно поле g7 · черна пешка на бяло поле h7 · черен цар на черно поле f6 · бял офицер на бяло поле d5 · черна пешка на черно поле e5 · бяла дама на бяло поле h5 · бяла пешка на бяло поле e4 · бяла пешка на черно поле e3 · бяла пешка на бяло поле a2 · бяла пешка на черно поле b2 · черен кон на бяло поле c2 · бял цар на бяло поле e2 · бяла пешка на бяло поле g2 · бяла пешка на черно поле h2 · бял топ на черно поле a1 · бял топ на бяло поле h1 | 2 |
| 1 | черен топ на бяло поле a8 · черен офицер на бяло поле c8 · черна дама на черно поле d8 · черен офицер на черно поле f8 · черен топ на черно поле h8 · черна пешка на черно поле a7 · черна пешка на бяло поле b7 · бял кон на черно поле c7 · черна пешка на черно поле g7 · черна пешка на бяло поле h7 · черен цар на черно поле f6 · бял офицер на бяло поле d5 · черна пешка на черно поле e5 · бяла дама на бяло поле h5 · бяла пешка на бяло поле e4 · бяла пешка на черно поле e3 · бяла пешка на бяло поле a2 · бяла пешка на черно поле b2 · черен кон на бяло поле c2 · бял цар на бяло поле e2 · бяла пешка на бяло поле g2 · бяла пешка на черно поле h2 · бял топ на черно поле a1 · бял топ на бяло поле h1 | черен топ на бяло поле a8 · черен офицер на бяло поле c8 · черна дама на черно поле d8 · черен офицер на черно поле f8 · черен топ на черно поле h8 · черна пешка на черно поле a7 · черна пешка на бяло поле b7 · бял кон на черно поле c7 · черна пешка на черно поле g7 · черна пешка на бяло поле h7 · черен цар на черно поле f6 · бял офицер на бяло поле d5 · черна пешка на черно поле e5 · бяла дама на бяло поле h5 · бяла пешка на бяло поле e4 · бяла пешка на черно поле e3 · бяла пешка на бяло поле a2 · бяла пешка на черно поле b2 · черен кон на бяло поле c2 · бял цар на бяло поле e2 · бяла пешка на бяло поле g2 · бяла пешка на черно поле h2 · бял топ на черно поле a1 · бял топ на бяло поле h1 | черен топ на бяло поле a8 · черен офицер на бяло поле c8 · черна дама на черно поле d8 · черен офицер на черно поле f8 · черен топ на черно поле h8 · черна пешка на черно поле a7 · черна пешка на бяло поле b7 · бял кон на черно поле c7 · черна пешка на черно поле g7 · черна пешка на бяло поле h7 · черен цар на черно поле f6 · бял офицер на бяло поле d5 · черна пешка на черно поле e5 · бяла дама на бяло поле h5 · бяла пешка на бяло поле e4 · бяла пешка на черно поле e3 · бяла пешка на бяло поле a2 · бяла пешка на черно поле b2 · черен кон на бяло поле c2 · бял цар на бяло поле e2 · бяла пешка на бяло поле g2 · бяла пешка на черно поле h2 · бял топ на черно поле a1 · бял топ на бяло поле h1 | черен топ на бяло поле a8 · черен офицер на бяло поле c8 · черна дама на черно поле d8 · черен офицер на черно поле f8 · черен топ на черно поле h8 · черна пешка на черно поле a7 · черна пешка на бяло поле b7 · бял кон на черно поле c7 · черна пешка на черно поле g7 · черна пешка на бяло поле h7 · черен цар на черно поле f6 · бял офицер на бяло поле d5 · черна пешка на черно поле e5 · бяла дама на бяло поле h5 · бяла пешка на бяло поле e4 · бяла пешка на черно поле e3 · бяла пешка на бяло поле a2 · бяла пешка на черно поле b2 · черен кон на бяло поле c2 · бял цар на бяло поле e2 · бяла пешка на бяло поле g2 · бяла пешка на черно поле h2 · бял топ на черно поле a1 · бял топ на бяло поле h1 | черен топ на бяло поле a8 · черен офицер на бяло поле c8 · черна дама на черно поле d8 · черен офицер на черно поле f8 · черен топ на черно поле h8 · черна пешка на черно поле a7 · черна пешка на бяло поле b7 · бял кон на черно поле c7 · черна пешка на черно поле g7 · черна пешка на бяло поле h7 · черен цар на черно поле f6 · бял офицер на бяло поле d5 · черна пешка на черно поле e5 · бяла дама на бяло поле h5 · бяла пешка на бяло поле e4 · бяла пешка на черно поле e3 · бяла пешка на бяло поле a2 · бяла пешка на черно поле b2 · черен кон на бяло поле c2 · бял цар на бяло поле e2 · бяла пешка на бяло поле g2 · бяла пешка на черно поле h2 · бял топ на черно поле a1 · бял топ на бяло поле h1 | черен топ на бяло поле a8 · черен офицер на бяло поле c8 · черна дама на черно поле d8 · черен офицер на черно поле f8 · черен топ на черно поле h8 · черна пешка на черно поле a7 · черна пешка на бяло поле b7 · бял кон на черно поле c7 · черна пешка на черно поле g7 · черна пешка на бяло поле h7 · черен цар на черно поле f6 · бял офицер на бяло поле d5 · черна пешка на черно поле e5 · бяла дама на бяло поле h5 · бяла пешка на бяло поле e4 · бяла пешка на черно поле e3 · бяла пешка на бяло поле a2 · бяла пешка на черно поле b2 · черен кон на бяло поле c2 · бял цар на бяло поле e2 · бяла пешка на бяло поле g2 · бяла пешка на черно поле h2 · бял топ на черно поле a1 · бял топ на бяло поле h1 | черен топ на бяло поле a8 · черен офицер на бяло поле c8 · черна дама на черно поле d8 · черен офицер на черно поле f8 · черен топ на черно поле h8 · черна пешка на черно поле a7 · черна пешка на бяло поле b7 · бял кон на черно поле c7 · черна пешка на черно поле g7 · черна пешка на бяло поле h7 · черен цар на черно поле f6 · бял офицер на бяло поле d5 · черна пешка на черно поле e5 · бяла дама на бяло поле h5 · бяла пешка на бяло поле e4 · бяла пешка на черно поле e3 · бяла пешка на бяло поле a2 · бяла пешка на черно поле b2 · черен кон на бяло поле c2 · бял цар на бяло поле e2 · бяла пешка на бяло поле g2 · бяла пешка на черно поле h2 · бял топ на черно поле a1 · бял топ на бяло поле h1 | черен топ на бяло поле a8 · черен офицер на бяло поле c8 · черна дама на черно поле d8 · черен офицер на черно поле f8 · черен топ на черно поле h8 · черна пешка на черно поле a7 · черна пешка на бяло поле b7 · бял кон на черно поле c7 · черна пешка на черно поле g7 · черна пешка на бяло поле h7 · черен цар на черно поле f6 · бял офицер на бяло поле d5 · черна пешка на черно поле e5 · бяла дама на бяло поле h5 · бяла пешка на бяло поле e4 · бяла пешка на черно поле e3 · бяла пешка на бяло поле a2 · бяла пешка на черно поле b2 · черен кон на бяло поле c2 · бял цар на бяло поле e2 · бяла пешка на бяло поле g2 · бяла пешка на черно поле h2 · бял топ на черно поле a1 · бял топ на бяло поле h1 | 1 |
|   | a | b | c | d | e | f | g | h |   |

### Пол Морфи – Адолф Андерсен
Девета партия, Париж, 27 декември 1858 г.

Бели: Морфи – Черни: Андерсен 1:0

Сицилианска защита (B44)

1. е4 c:d4 2. Kf3 Kc6 3. K:d4 e6 4. Kb5 d6 Това е по-добре от ... a6; но дори и сега царският офицер е затворен, а пешката на царицата е слаба. 6. Of4 Правилно се играе, принуждавайки напредъка на пешката „e“, който оставя пешката на царицата слаба и неподдържана. 6. ... e5. 7. Oe3 f5 По-стабилно щеше да е 7. ... a6, но дори и тогава играта би била в полза на белите. 8. К1с3! (диаграма 4) Хубава стратегия. Заплашва Кс7+. Необходима защита чрез 8. ... Ое6. 8. ... f4? Андерсен недооценява опасността. Ако черните играеха ... 8. ... a6, отговорът на белите все пак щеше да е 9. Кd5 a:b5 10. Ob6 Дd7 11. Kc7+ Це7 12. К:а8 с печеливша игра. 9. Kd5! f:e3 10. Kbc7+ Цf7 11. Дf3+ Kf6 12. Oc4 Атаката сега е непреодолима. 12. ... Kd4 13. K:f6+ d5. Ако 13. ... Ое6, 14. О:е6+ К:е6 15. Кfd5+ Kf4 16. K:a8 или g3 с печалба за белите. 14. Od5+ Цg6 Ако 14. ... Д:d5, 15. Kfd5+ K:f3+ 16. g:f3 Tb8 и белите са с качество и 2 пешки повече. 15. Дh5 Ц:f6 16. f:e3. 16. Кe8+ е привидно добър ход, само на външен вид, тъй като 16. ... Д:е8 (не може 16. Це7?? 17. Дf7#) 17. Д:е8 Ob4+ 18. c3 e:f2+ 19. Ц:е2 Т:е8 и черните остават с фигура срещу пешка повече и печеливша игра. 16. ... К:с2 + Це2. Черните се предават, защото няма ефективно противодействие на заплахата Дf7+!!. На 17. ...g6 следва 18. Дh4+ g5 19. Тhf1+ Цg6 20. Оf7+ Цg7 21. Кe8+ Д:e8 22. Д:g5#.

Ако 17...Цe7 18. Д:e5+ Цd7 19. Оe6+ Цc6 20. Тac1 b6 21. Оd5+ Цd7 22. Оe6+ Цe7 23. Дg5+ Цd6 24. Thd1+ Ц:c7 25. Д:d8+ Цb7 с печалба на дамата и лесна победа 26. Дd5+ Цb8 27. О:c8 Ц:c8 28. T:c2+ Цb8 29. Дd8+ Цb7 30. Tc7+ Цa6 31. Дd3+ Цa5 32. b4+ Цa4 33. Дa6+ Ц:b4 34. Тb1# или 32. ... Ц:b4 33. Tb1+ Ца5 34. Дb5#. 1-0. 